# Conus
Conus ist der Name einer marinen Schneckengattung. Mit über 600 anerkannten Arten ist sie die artenreichste Gattung aus der Familie der Kegelschnecken.

## Verbreitung
Die Gattung Conus ist in den tropischen und subtropischen Meeren vertreten. Den größten Artenreichtum erreicht die Gattung im westlichen Indopazifik. Nur wenige Arten gibt es in gemäßigten Breiten, so an der Küste Südafrikas, im Mittelmeer (Mittelmeerkegel) und an der Küste Südkaliforniens (Conus californicus). In Mitteleuropa ist sie nicht vertreten.
Die Conus-Arten besiedeln verschiedene Lebensräume vom Küstenbereich bis in tiefere Zonen, auf Sand, Felsen oder Korallenriffen.

## Merkmale
Die Kegelschnecken der Gattung Conus haben ein weitgehend konisches Gehäuse mit glatter Zentralspindel (Columella) und einer langgestreckten, schmalen, geraden, ungezähnten Mündung. An der Spitze dieses Conus, aus welcher der Sipho ragt, befindet sich der Kopf der Schnecke. Am hinteren, breiten Ende des Gehäuses stehen die Umgänge des Gewindes so hervor, dass sie näherungsweise einen stark abgeflachten zweiten Kegel bilden. Das hornige Operculum ist klein.
Die Arten der Gattung Conus variieren stark hinsichtlich Größe, Farbe und Musterung. Die größten Arten erreichen 23 cm Körperlänge. Da es auch innerhalb vieler Conus-Arten starke Variabilität gibt, sind viele Synonyme beschrieben worden. Im Jahre 2009 lagen 3200 verschiedene Artnamen dieser Gattung vor, wobei jährlich etwa 16 neue Arten beschrieben werden. Über 600 Arten sind anerkannt.

## Entwicklungszyklus
Kegelschnecken sind getrenntgeschlechtlich. Das Männchen verfügt über einen ausstreckbaren Penis. Das Weibchen besitzt am Fuß eine Drüse, mit der die Eikapseln gebildet werden. Über den Fuß gelangen die Eier an die Öffnung dieser Drüse. Die Eikapseln werden an einem festen Untergrund befestigt. In einer Eikapsel wurden je nach Art und Individuum 40 bis 11.400 Eier gezählt. Der Großteil der Eier entwickelt sich zu Larven, und es gibt keine Nähreier. In der Eikapsel wird das Trochophora-Stadium nach 2–6 Tagen, das Veliger-Stadium nach 6–10 Tagen erreicht. Die Veliger-Larven schlüpfen nach ca. 2 Wochen. Im Laboratorium überleben sie nicht länger als 9 Tage. Bei Conus pennaceus kommt es bereits am ersten Tag nach dem Schlüpfen zur Metamorphose. Die Radula der hieraus hervorgehenden Jungschnecken unterscheidet sich noch von derjenigen erwachsener Schnecken.

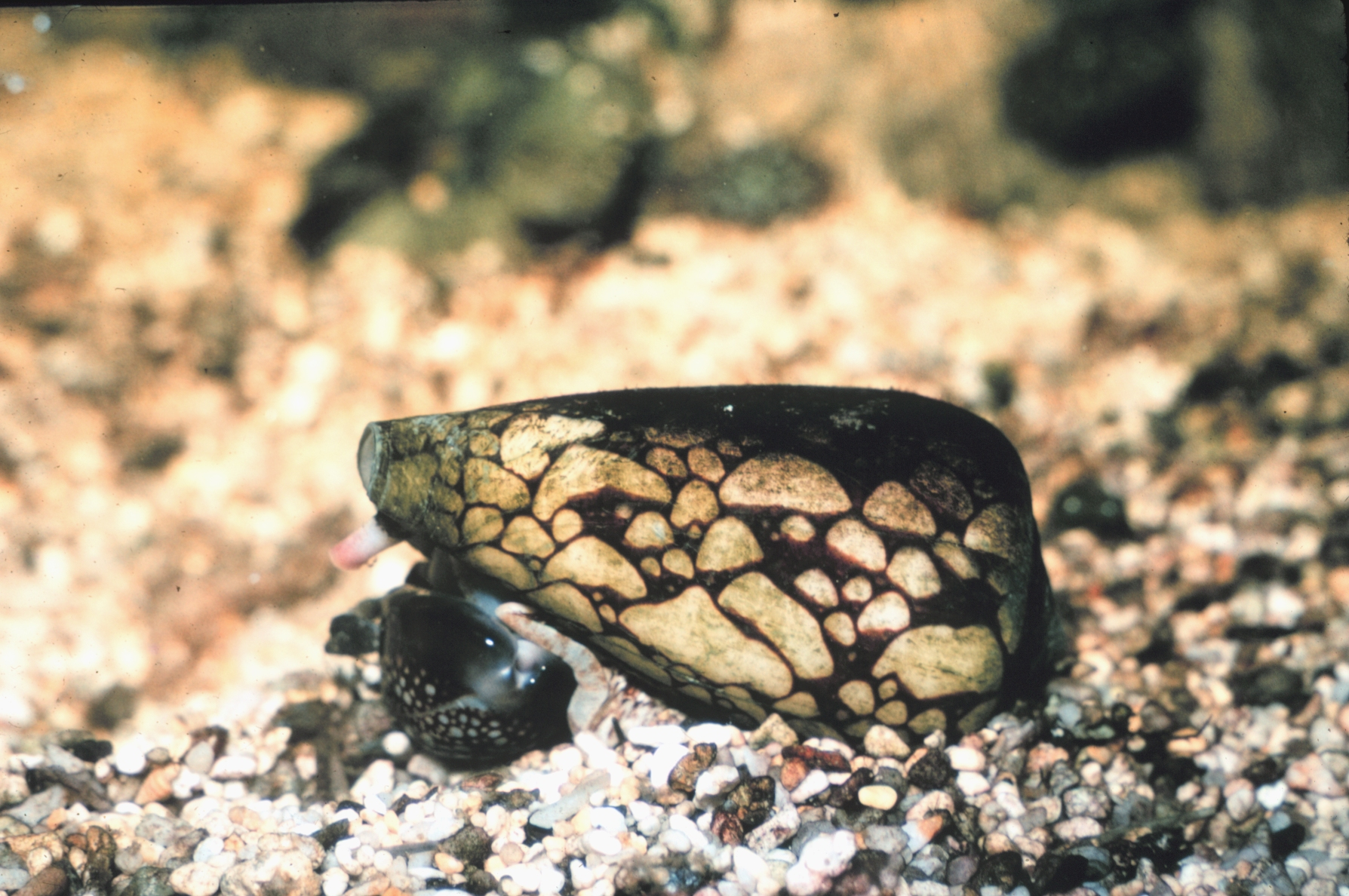
Conus marmoreus mit erbeuteter Kaurischnecke Monetaria caputserpensis

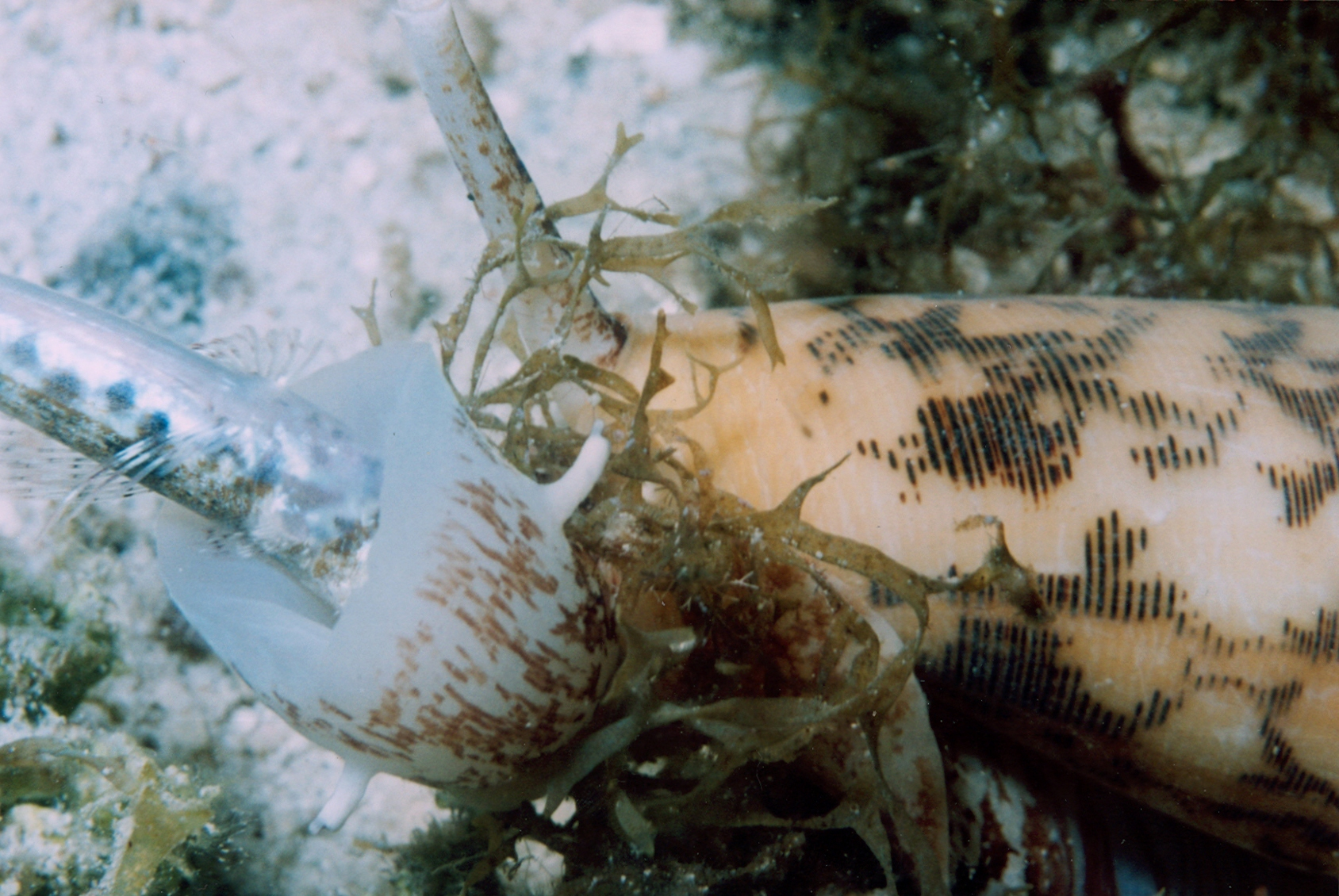
Conus striatus mit erbeutetem Fisch

## Nahrung
Sämtliche Conus-Arten leben wie die übrigen Kegelschnecken und andere Pfeilzüngler (Conoidea) räuberisch und töten ihre Beute mit Gift, das mittels harpunenartig umgebildeter Radulazähne injiziert wird. In der Nähe befindliche Beute wird chemisch durch das Osphradium wahrgenommen, das bei Kegelschnecken besonders hoch entwickelt ist. Aas löste bei den untersuchten Kegelschnecken im Gegensatz zu lebender Beute keine Suchreaktionen aus. Ein Giftzahn wird nur einmal verwendet. Nach einem erfolglosen Angriff wird er abgestoßen, ansonsten mit der Beute verschluckt. Wie auch andere Pfeilzüngler-Schnecken ernähren sich die meisten Conus-Arten von Polychaeten, so z. B. Conus ebraeus, andere von Eichelwürmern, z. B. Conus quercinus. In der Gattung Conus gibt es jedoch auch eine Reihe von Arten, die auf Mollusken oder Fische als Beutetiere spezialisiert sind. Diese Arten haben besonders schnell wirkende Gifte, damit die Beute sich nicht mehr entfernen kann. Zu den fischfressenden Arten gehören Conus striatus, Conus catus, Conus purpurascens, Conus tulipa, Conus magus und Conus geographus sowie als einzige Art des Atlantiks Conus ermineus, zu den schneckenfressenden Conus marmoreus und Conus textile. Ausgewachsene Kegelschnecken sind zwar meist relative Nahrungsspezialisten, doch kann sich das Beutespektrum im Verlauf des Lebens ändern. Bei Conus magus wurde beobachtet, dass Jungtiere, die zur Jagd auf Fische noch zu klein sind, kleine Polychaeten fressen, während bei Adulten die Beute aus Fischen besteht. Dabei ändert sich im Laufe des Lebens die Gestalt der Harpunen. Ähneln die Zähne der Juvenilen noch denen der vermivoren Kegelschnecken, sind sie im Erwachsenenalter an die Jagd auf Fische angepasst.
Piscivore Kegelschnecken unterscheiden sich von den vermivoren auch dadurch, dass die relativ große Beute im Vorderdarm vorverdaut wird, da sie erst dann in die hinteren, im Inneren des Schneckenhauses befindlichen Darmabschnitte gelangen kann.

## Feinde
Eier und Larven fallen Fischen zur Beute, weitere mögliche Feinde für Jungtiere sind Seesterne und Schlangensterne. Ausgewachsene Kegelschnecken haben wenige Feinde. Gegen diese setzen sie sich mit Hilfe ihrer giftigen Harpunen zur Wehr, so auch gegen Menschen. Auf Grund zerbrochener Schneckenhäuser wird vermutet, dass einige Fischarten wie Papageienfische und Muränen den Schnecken nachstellen. Seesterne fraßen Kegelschnecken im Laborversuch nur ausnahmsweise, während Tritonschnecken der Gattung Cymatium wiederholt Kegelschnecken erbeuteten.

## Systematik
Bis 2009 wurden die über 600 Kegelschneckenarten innerhalb der monogenerischen Familie Conidae in eine einzige Gattung Conus gestellt. Christopher Meyer und Alan Kohn begannen mit molekulargenetischen Untersuchungen zur Klärungen der Phylogenie. Diese Untersuchungen und die Debatte über die Systematik dauern an. 2009 schlugen J.K. Tucker und M.J. Tenorio für die rezenten Kegelschnecken auf Grund morphologischer und molekulargenetischer Untersuchungen 3 verschiedene Familien und 82 Gattungen vor. Andere Malakologen befürworten weiterhin eine einzige Gattung Conus innerhalb der Familie Conidae. Puillandre, Duda, Meyer, Olivera und Bouchet befürworten dagegen 2015 eine Systematik mit vier Gattungen, bei der ein Großteil der Arten – rund 85 % – weiterhin zu Gattung Conus mit 57 Untergattungen gehören, dazu aber Conasprella mit 11 Untergattungen und Profundiconus mit jeweils einem Dutzend Arten sowie der monotypische Californiconus kommen, so wie es auch im World Register of Marine Species zu finden ist. Die vorgeschlagenen Artnamen in 68 Untergattungen werden als Alternativnamen akzeptiert.

### Arten

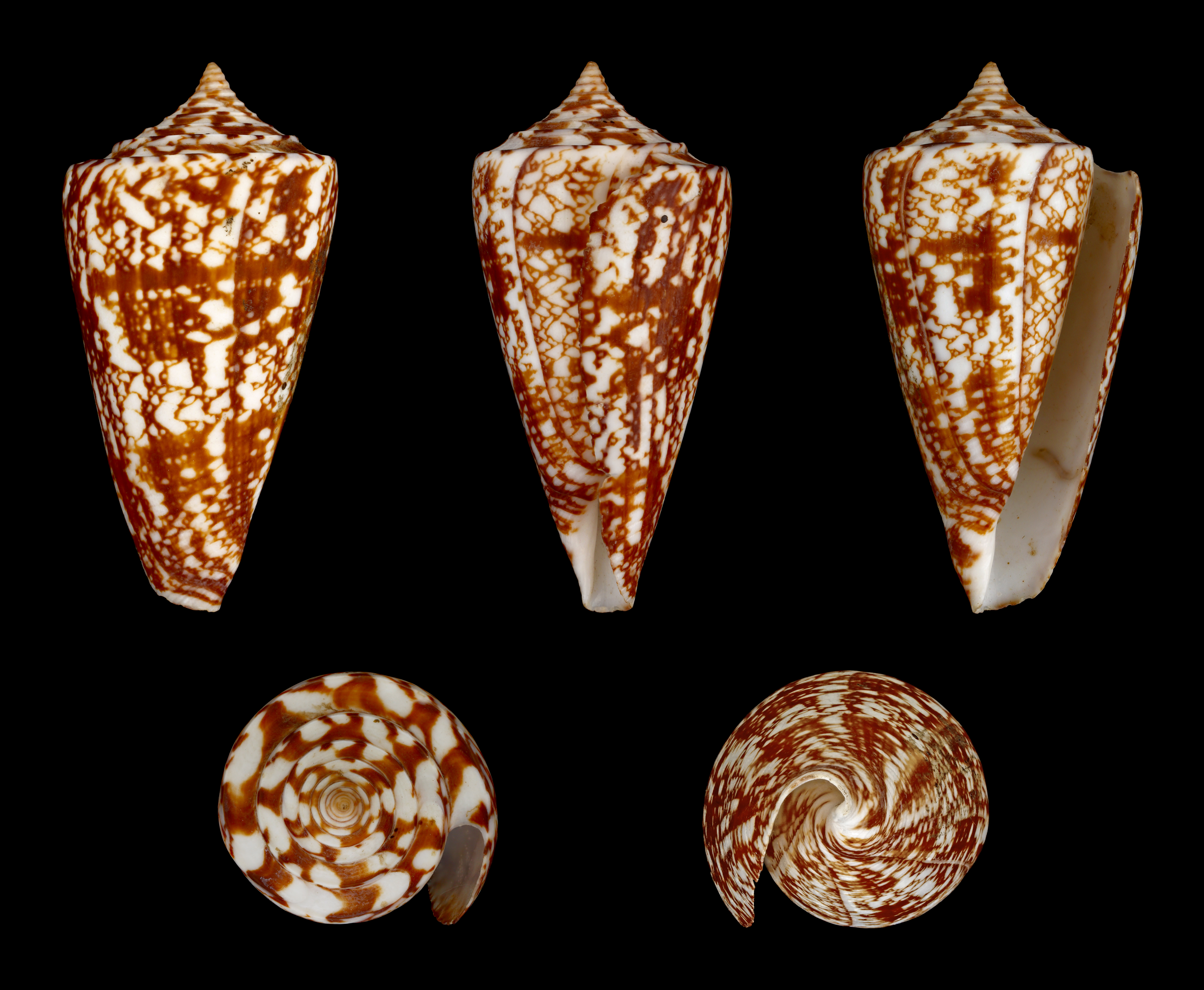
Conus amadis
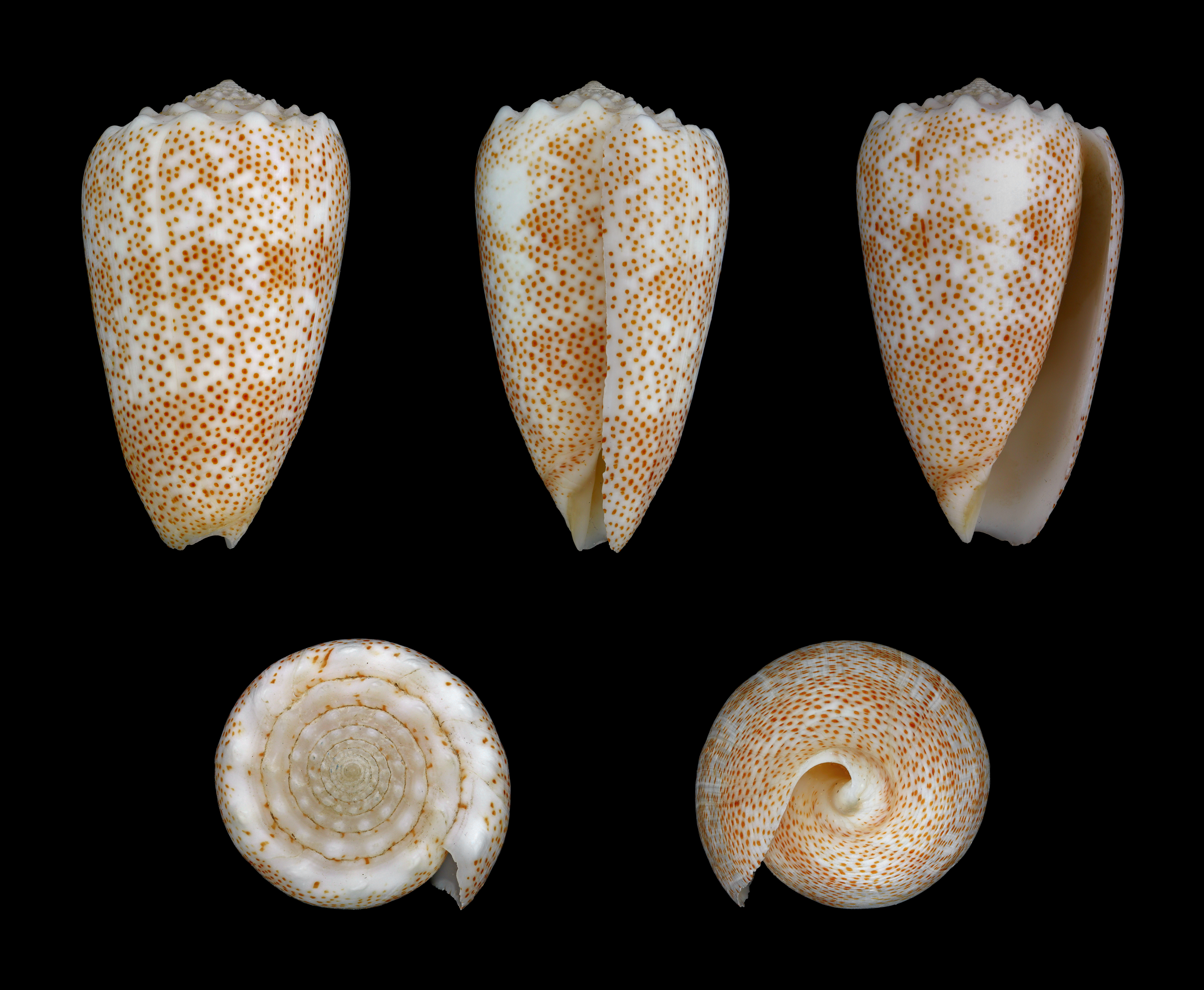
Conus arenatus
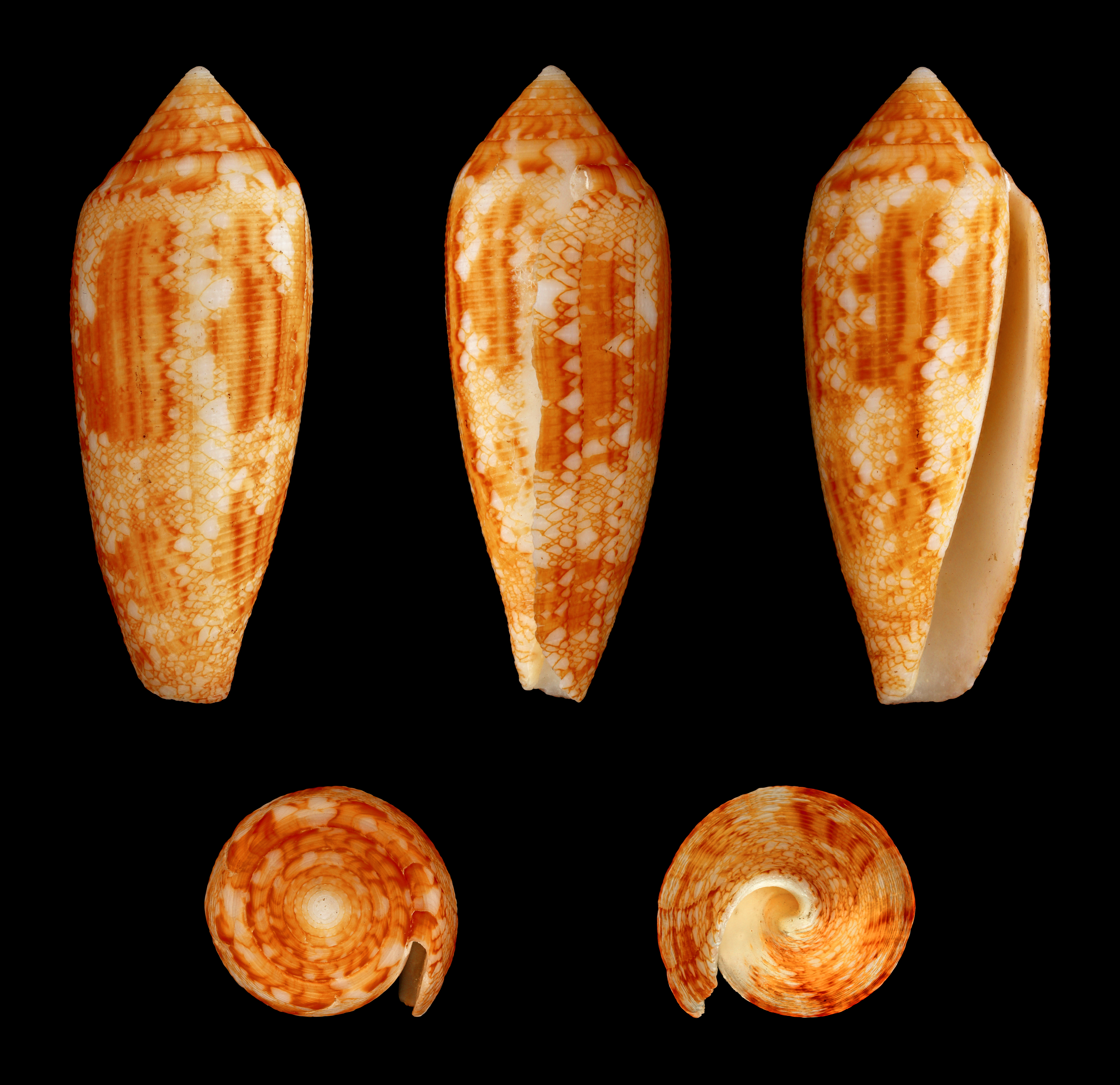
Conus aureus
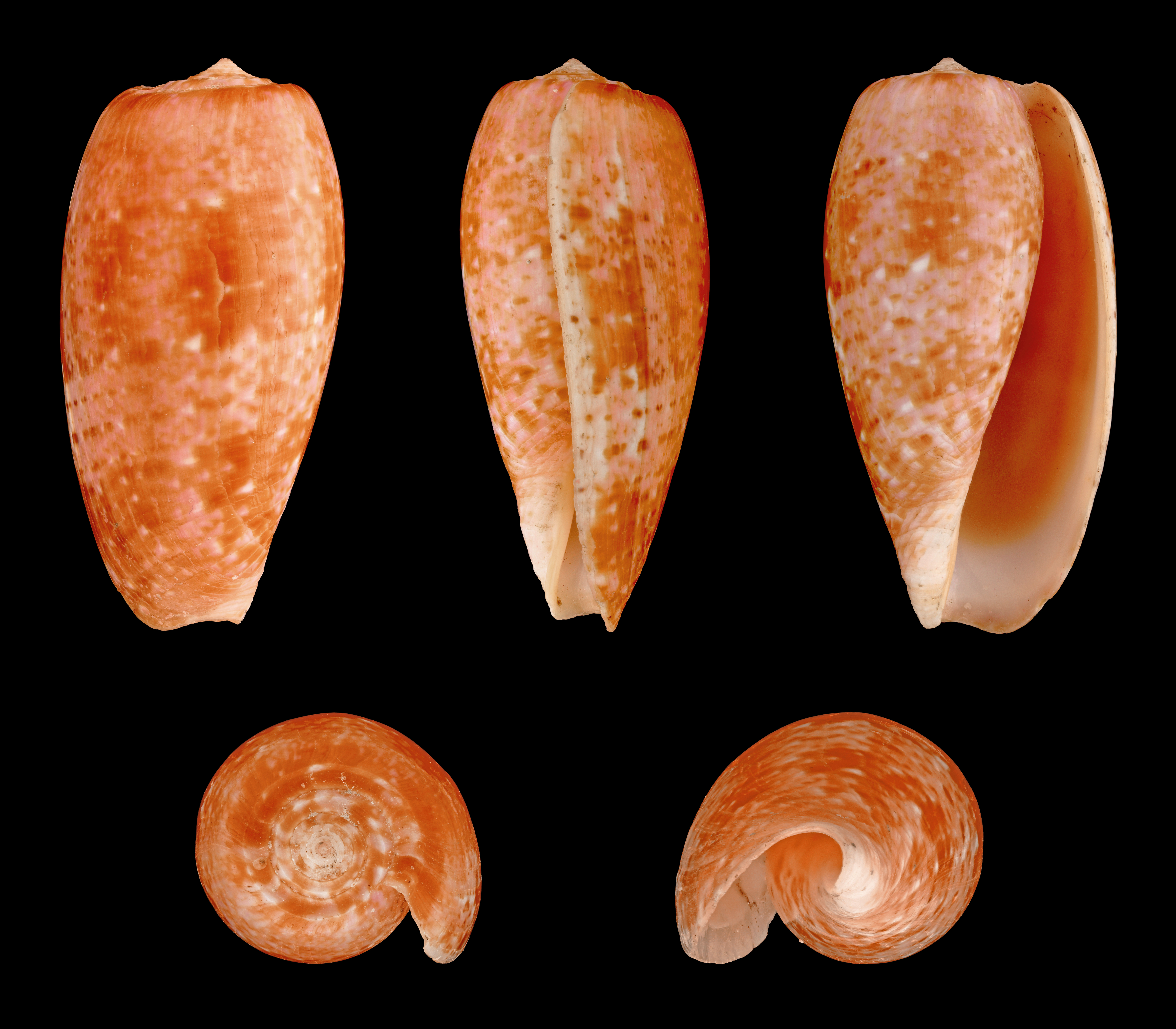
Conus bullatus
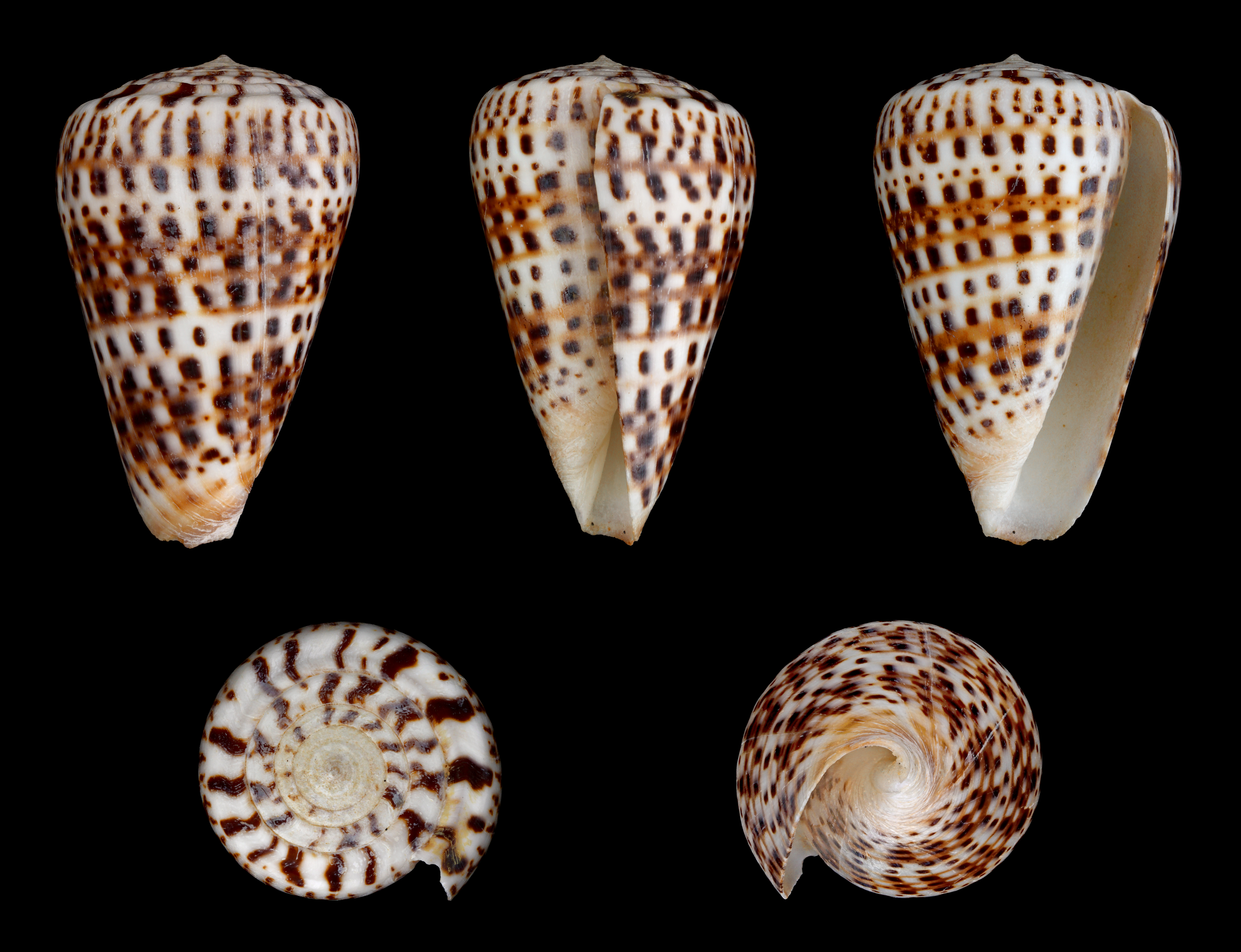
Conus byssinus
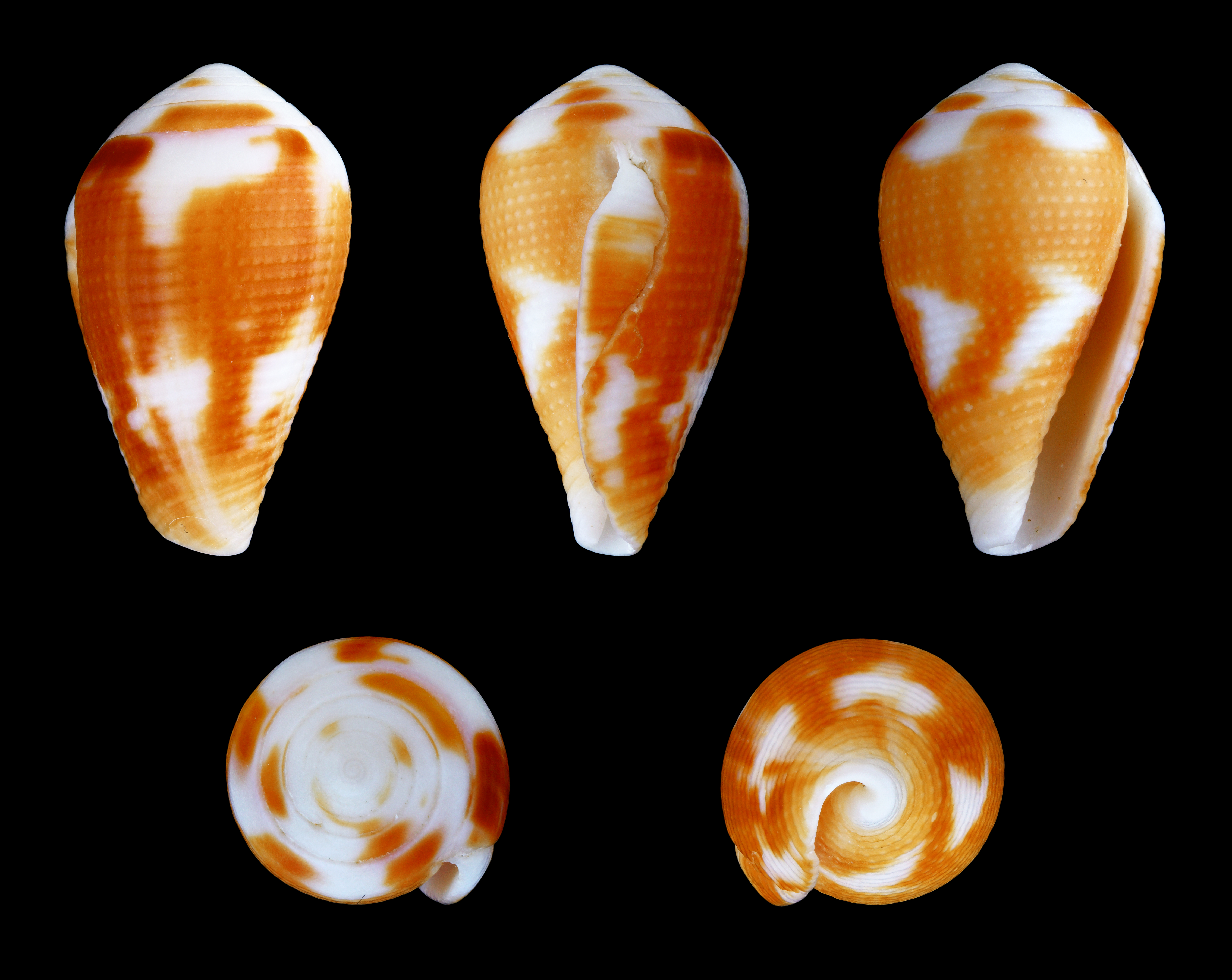
Conus catus
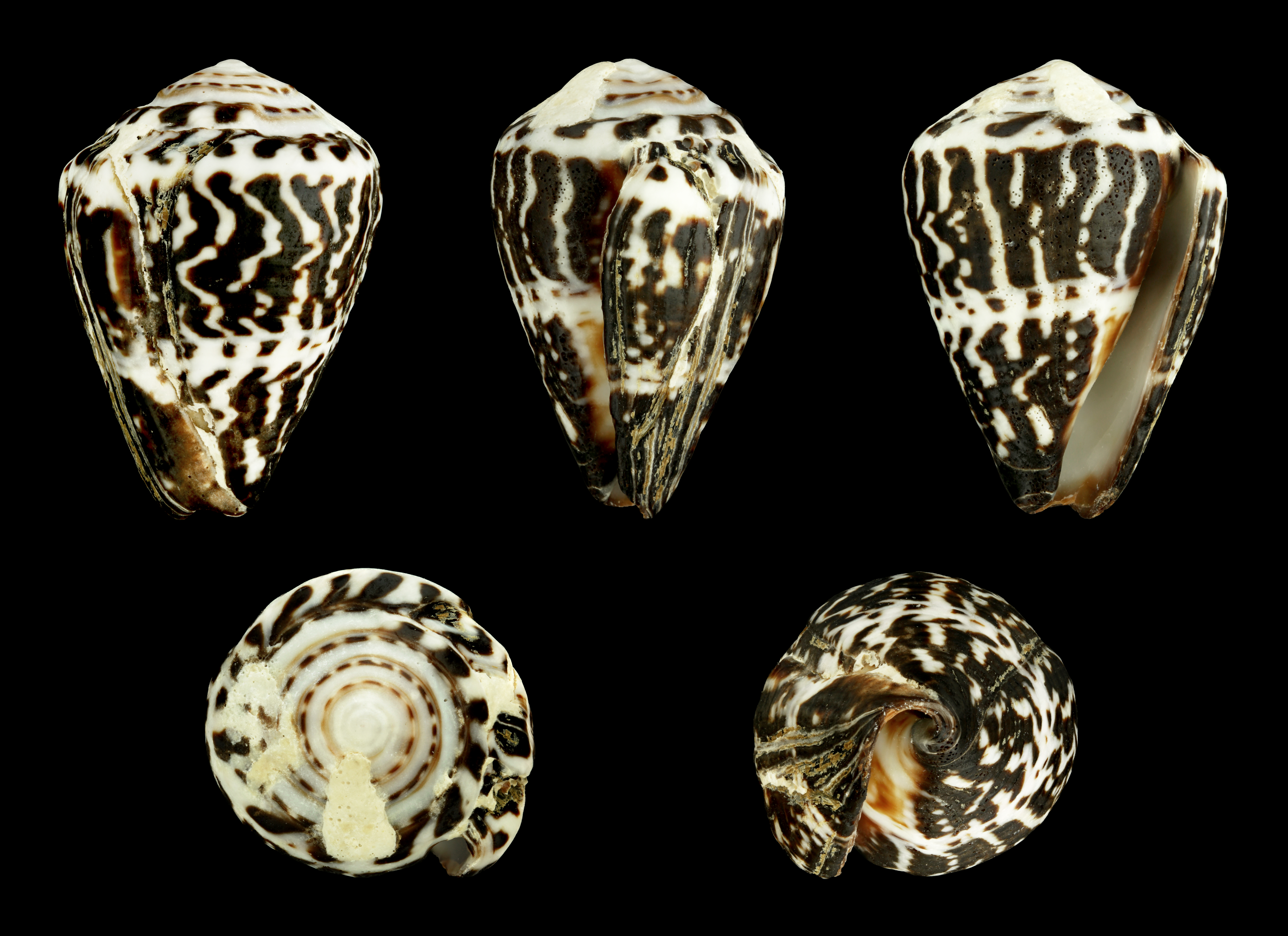
Conus chaldaeus
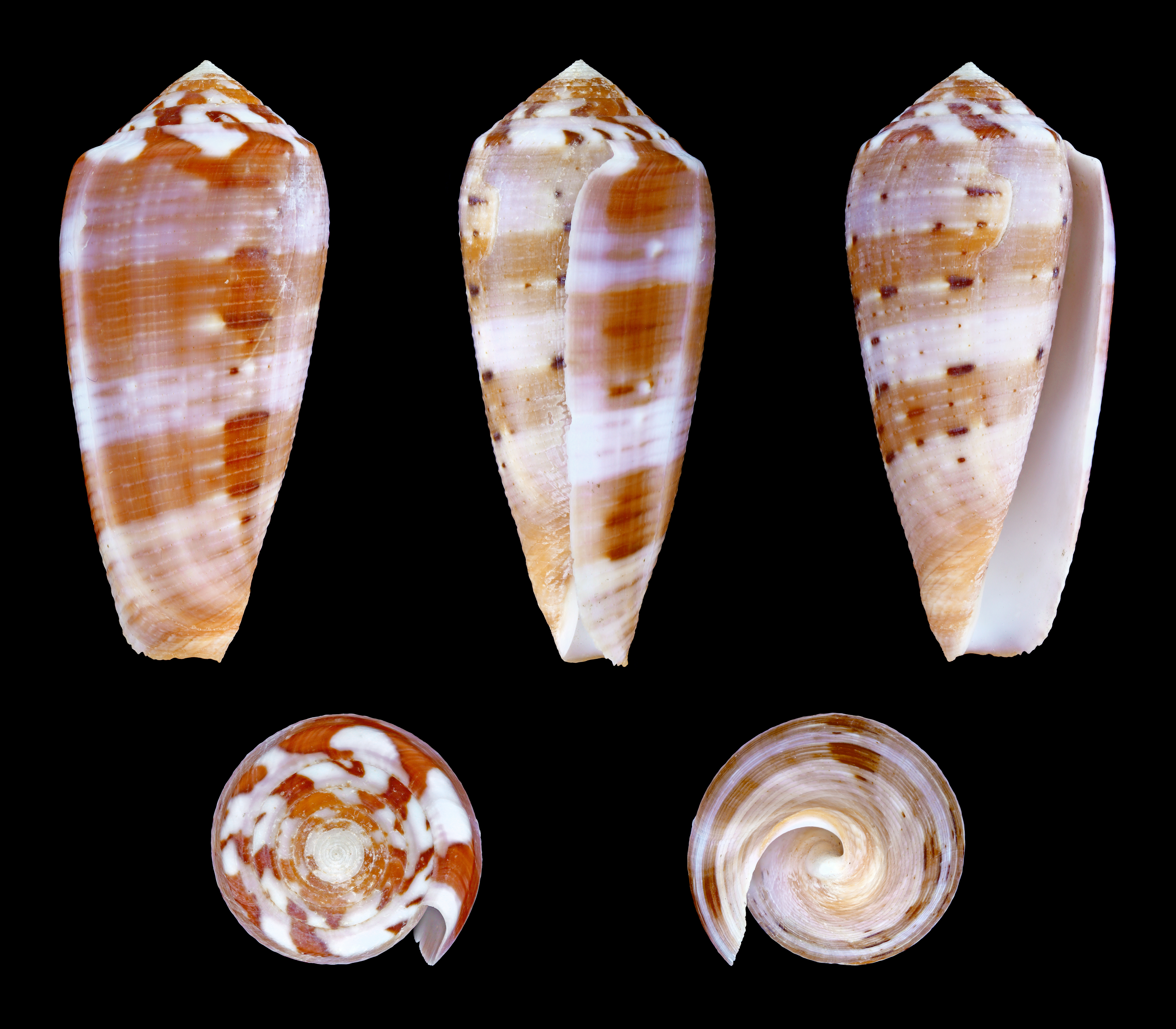
Conus circumcisus
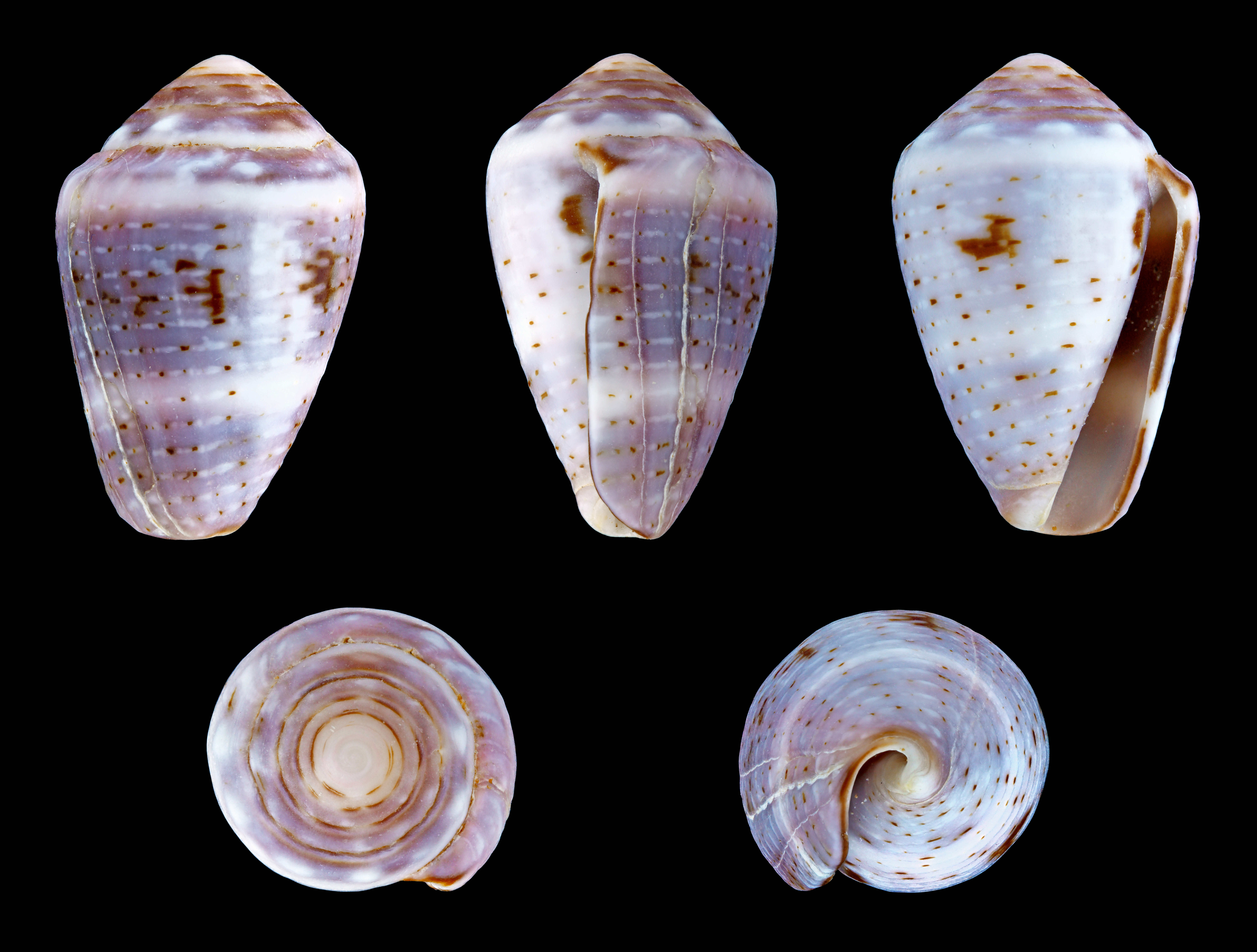
Conus coronatus
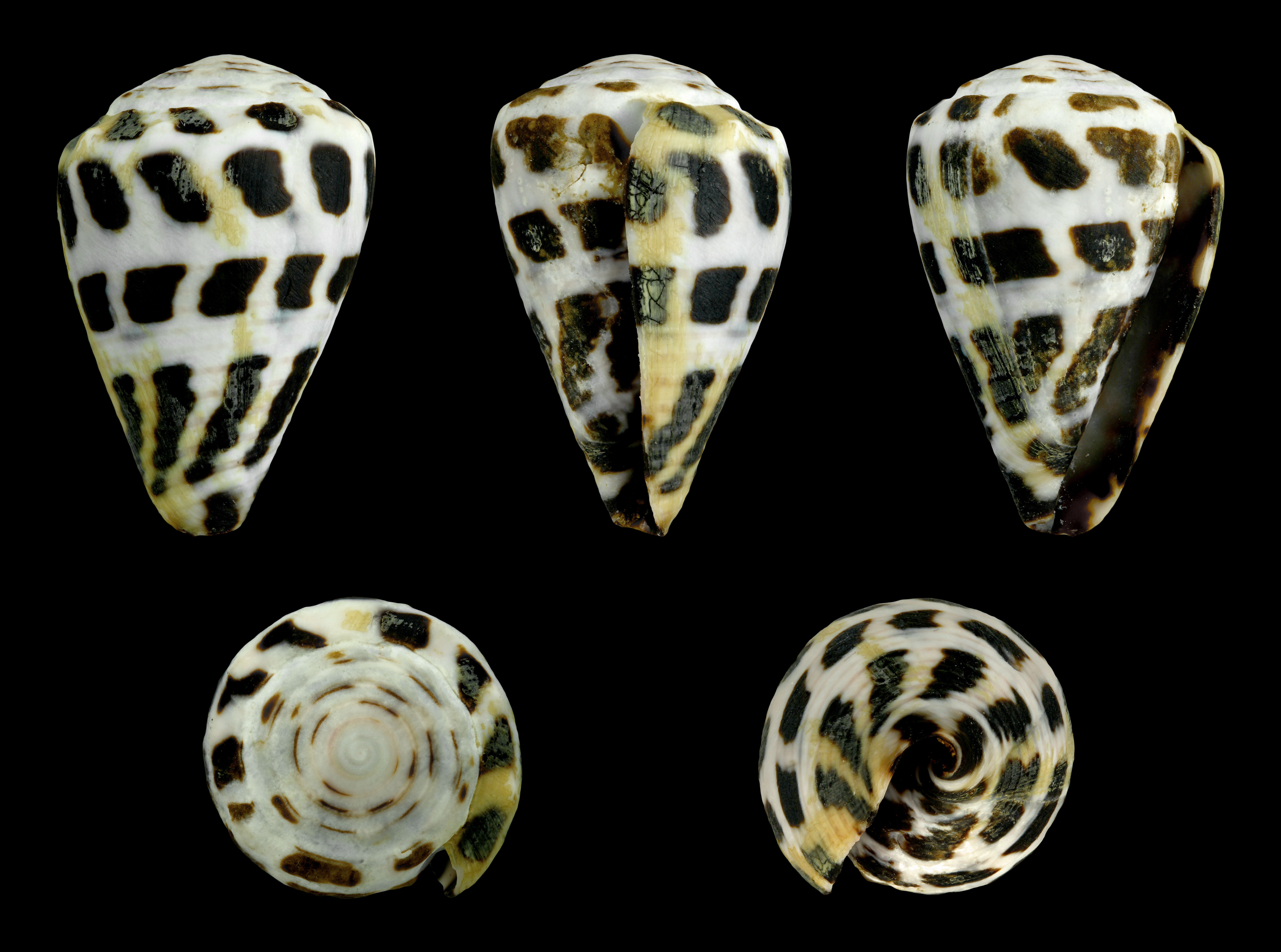
Conus ebraeus
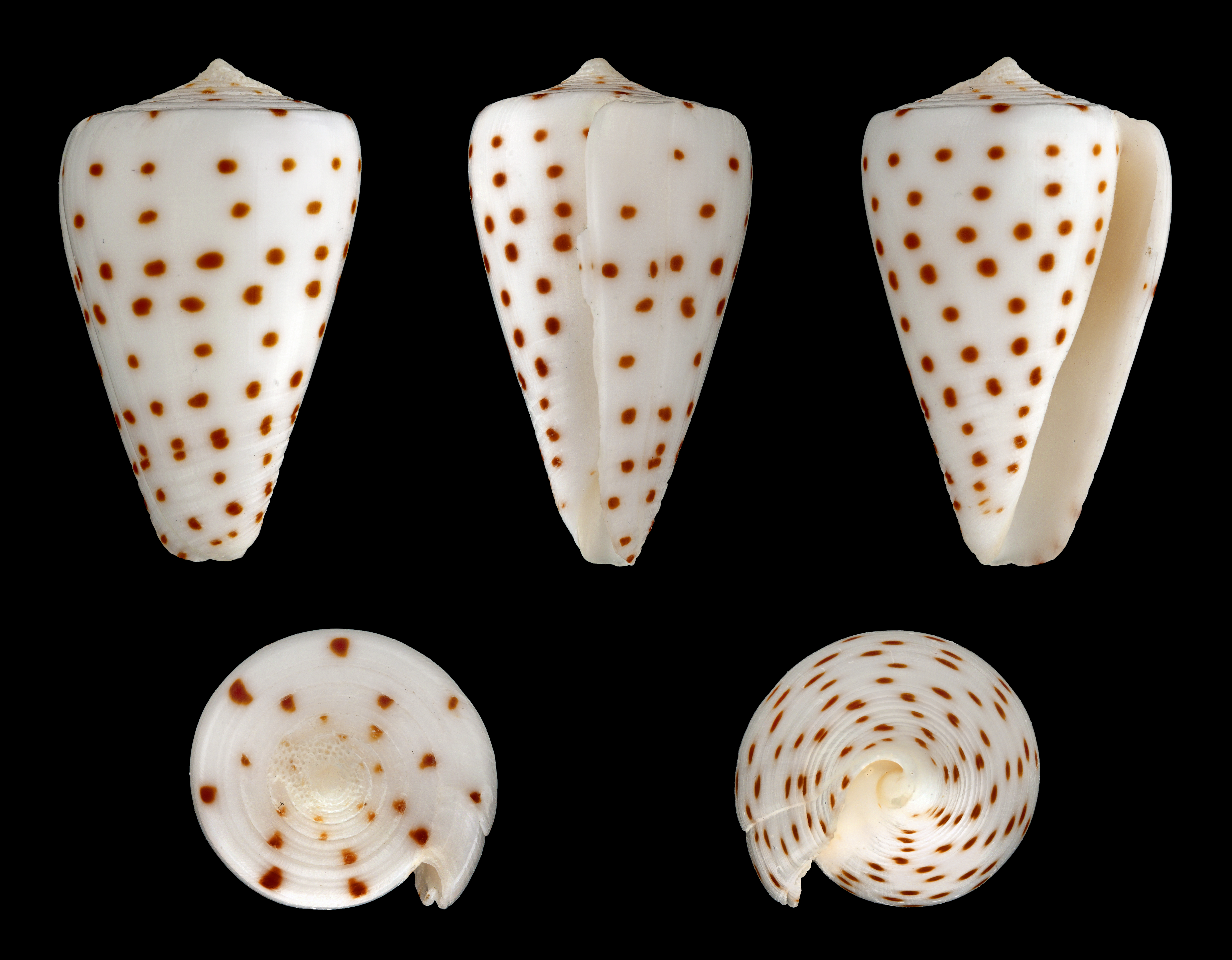
Conus eburneus
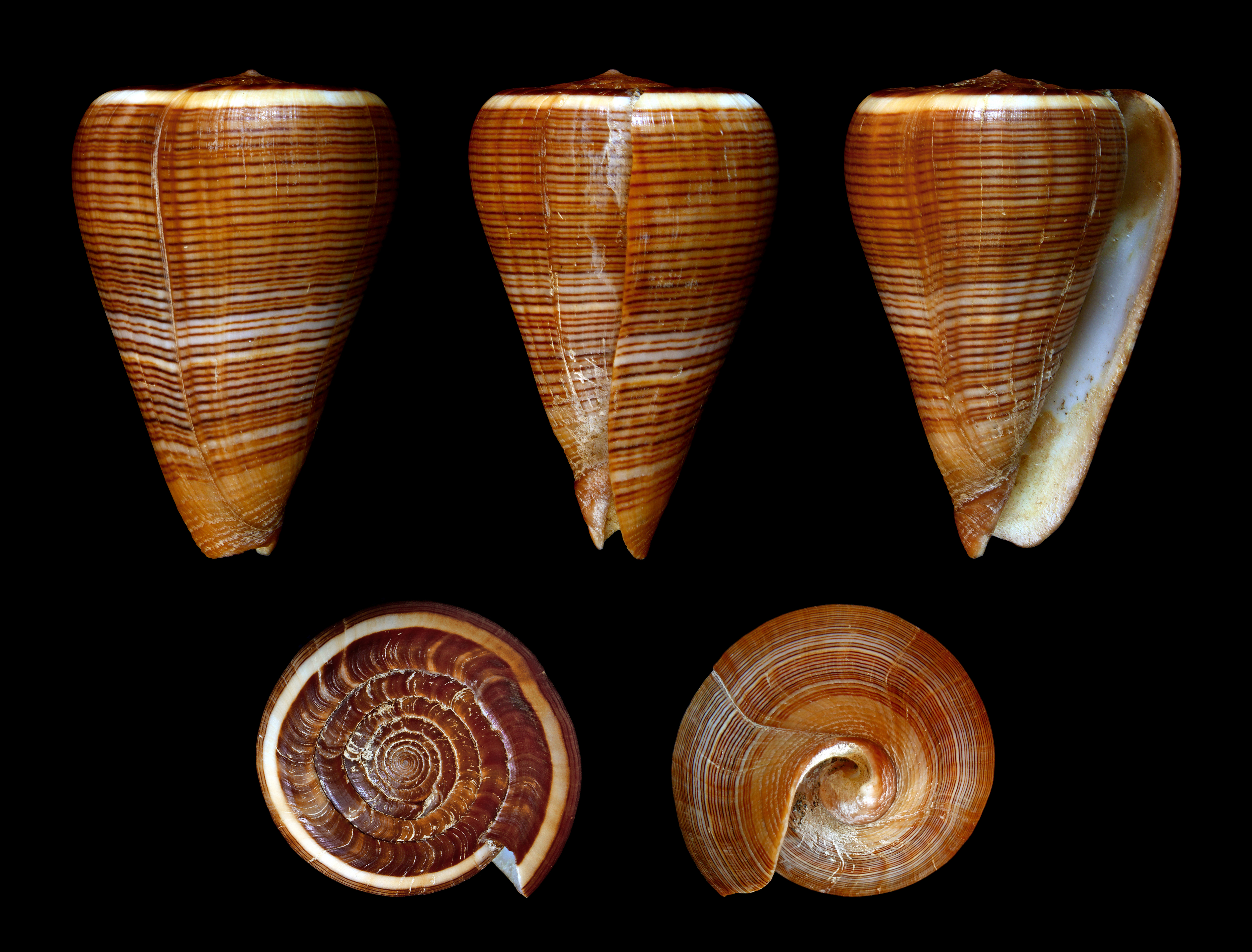
Conus figulinus
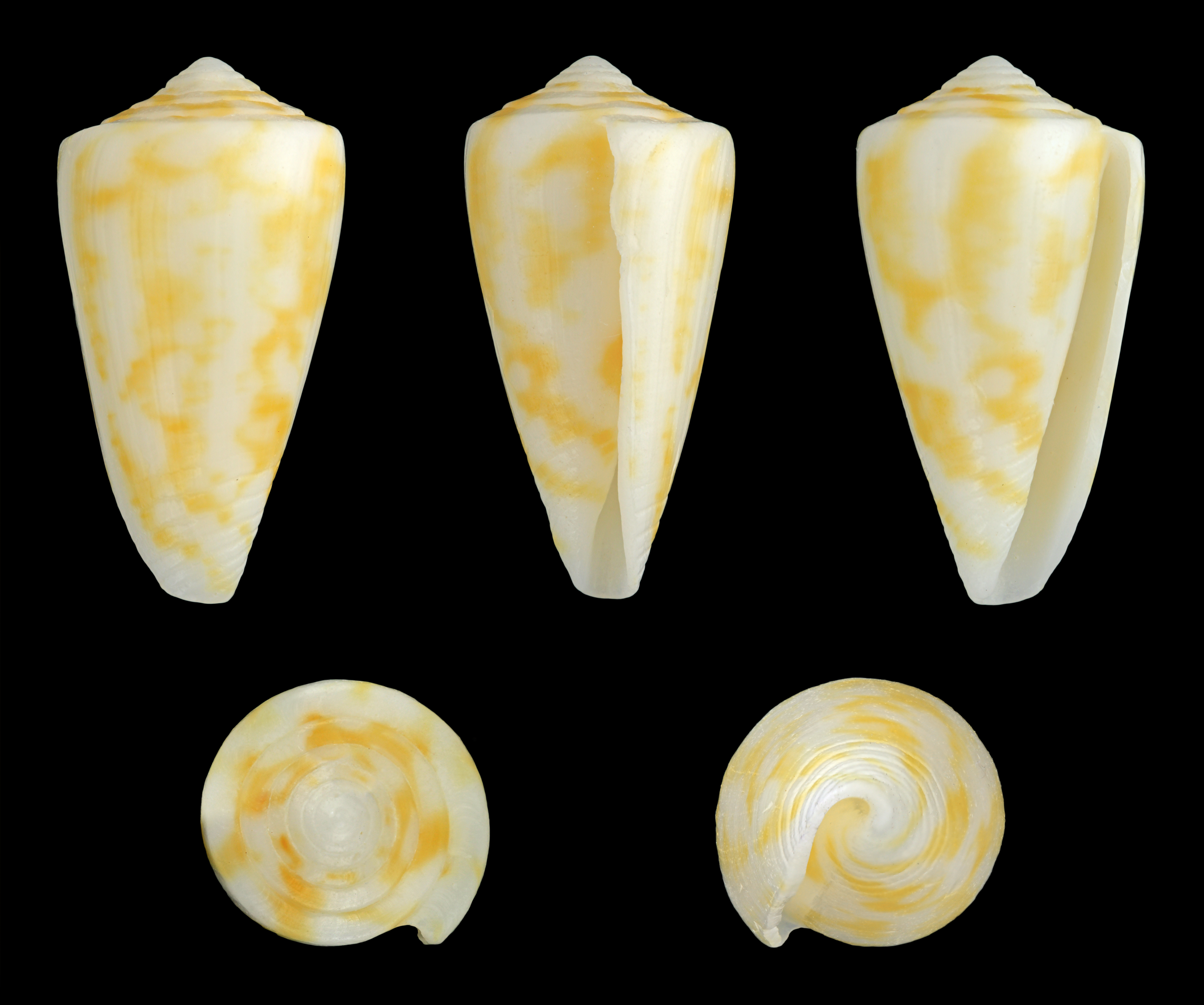
Conus flavescens
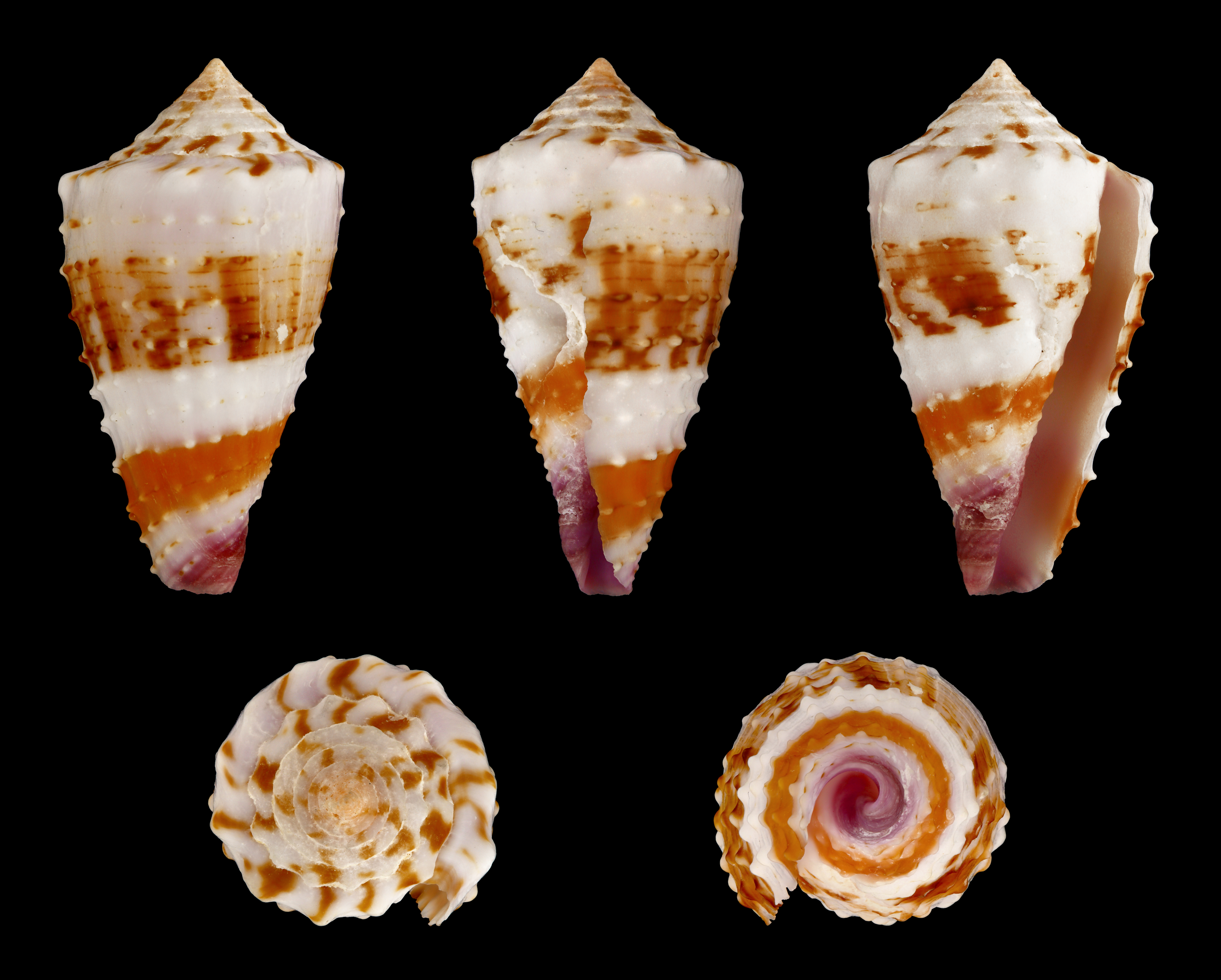
Conus floridulus
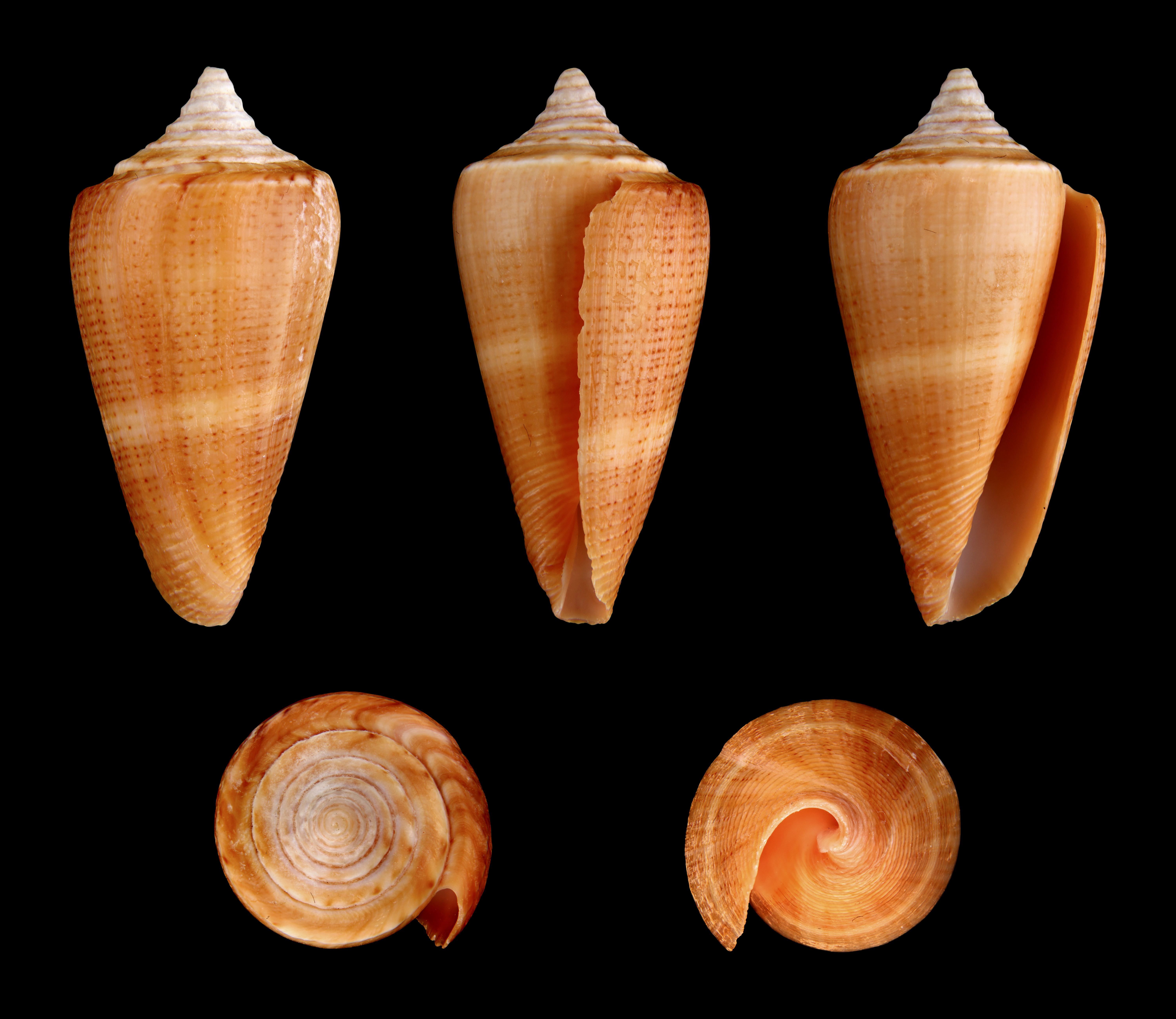
Conus furvus
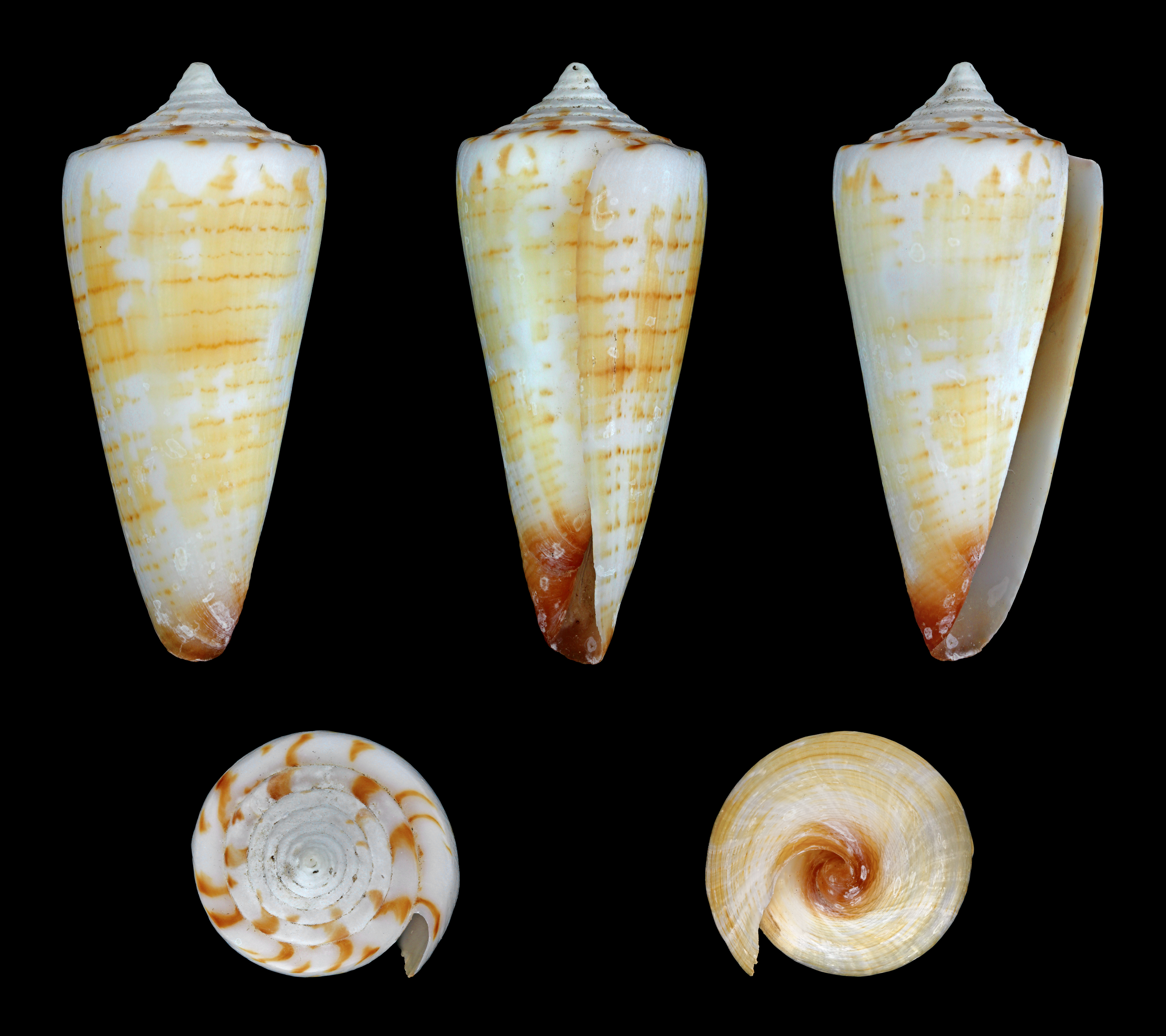
Conus generalis
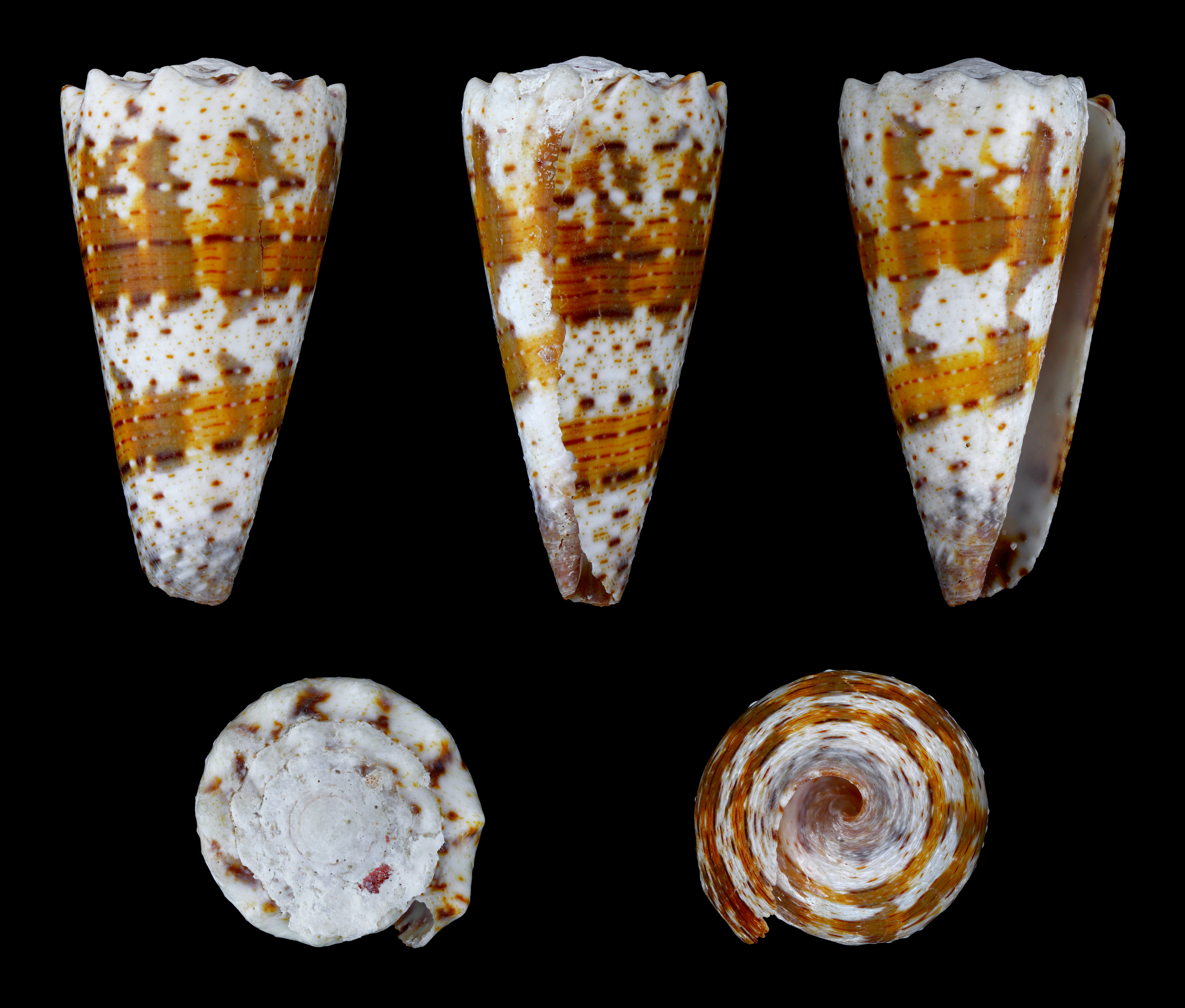
Conus imperialis
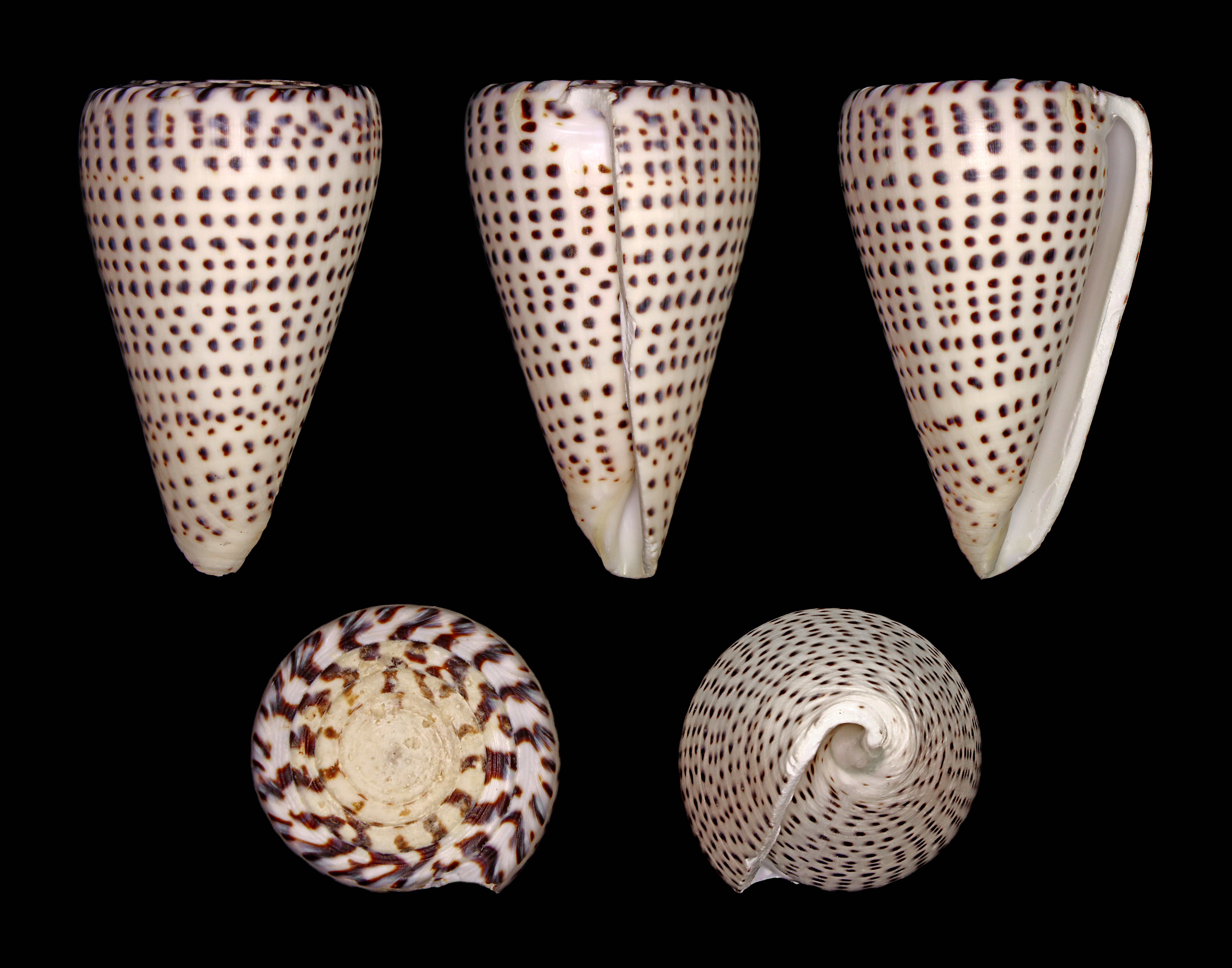
Conus leopardus
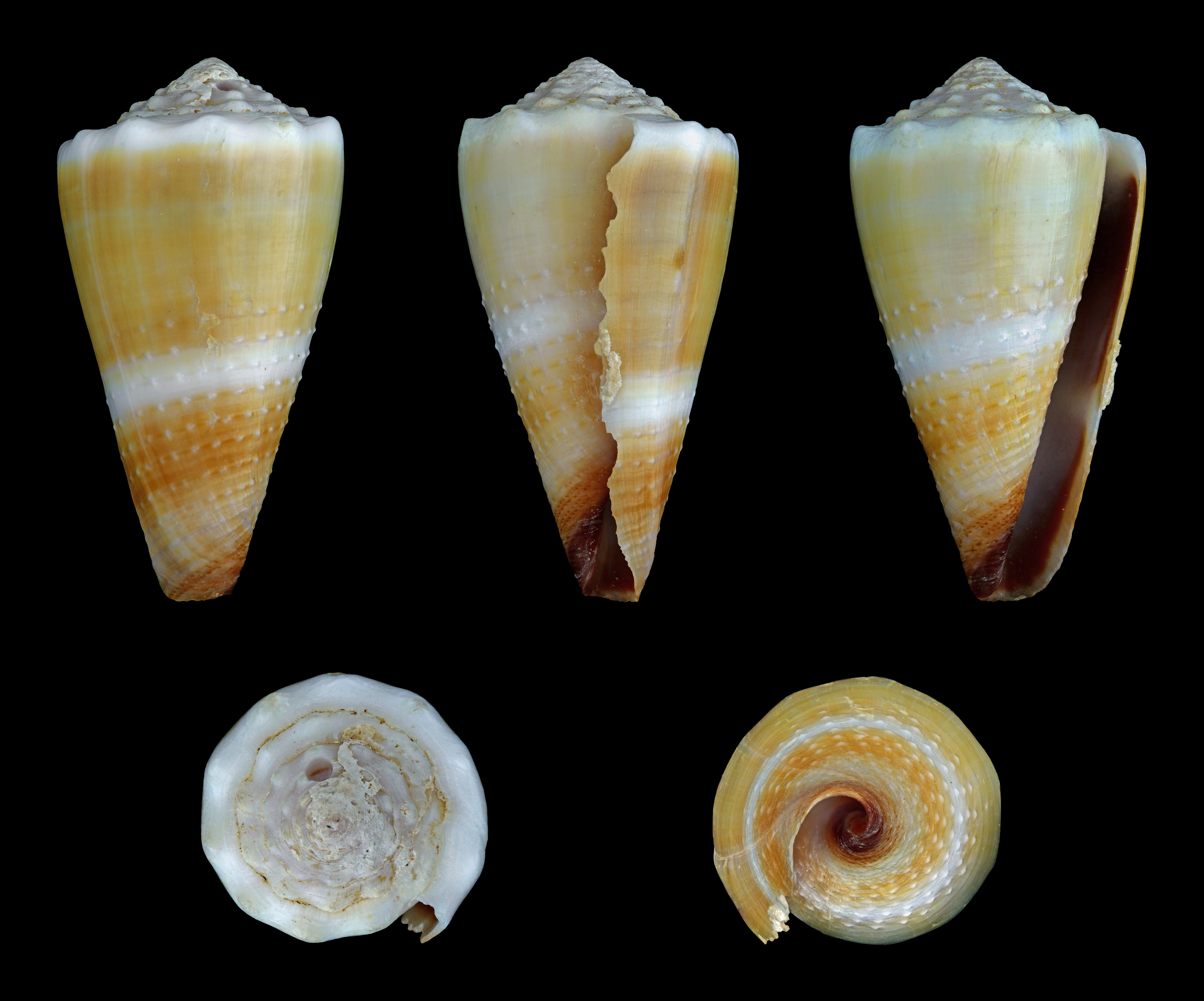
Conus lividus
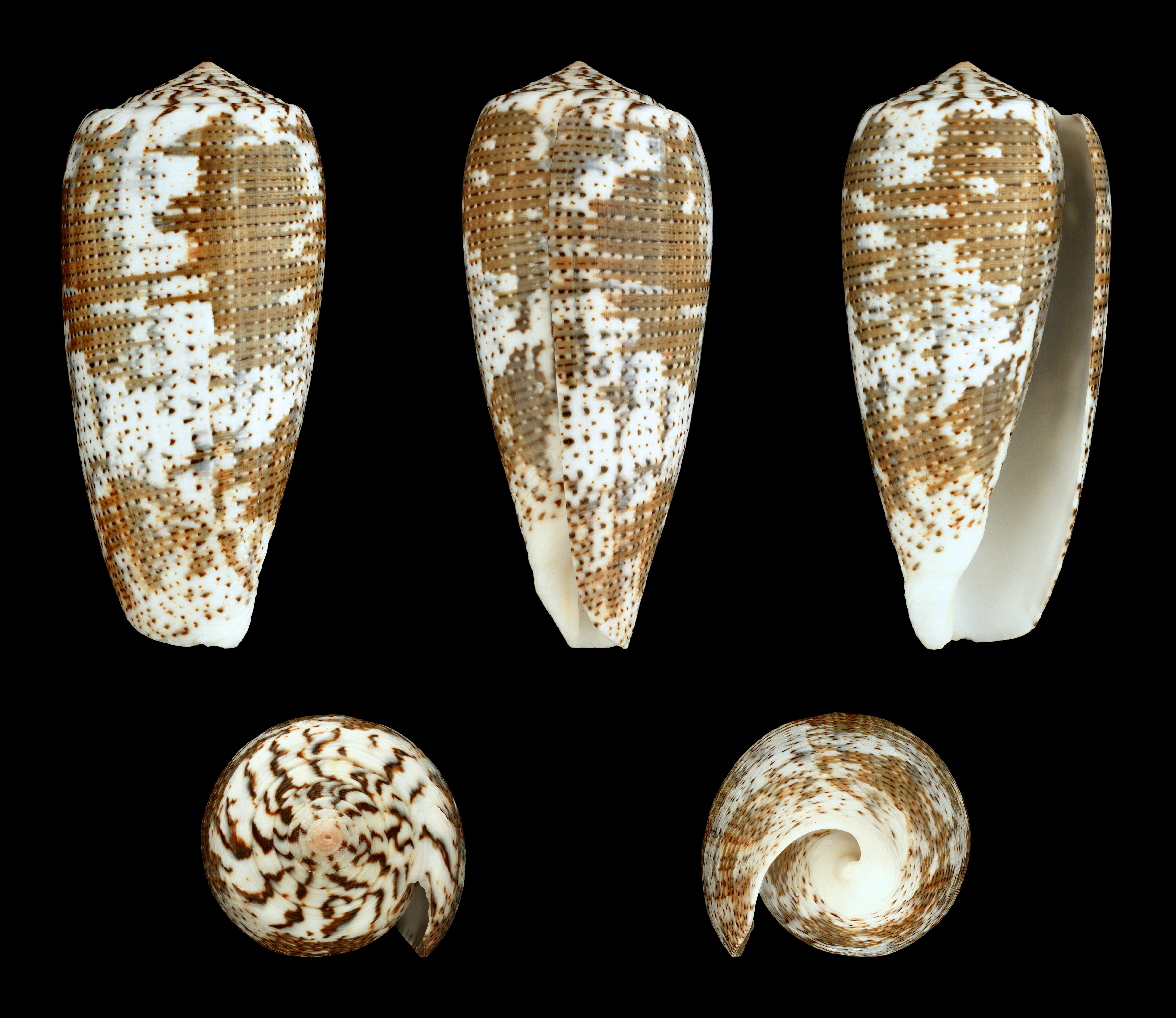
Conus magus
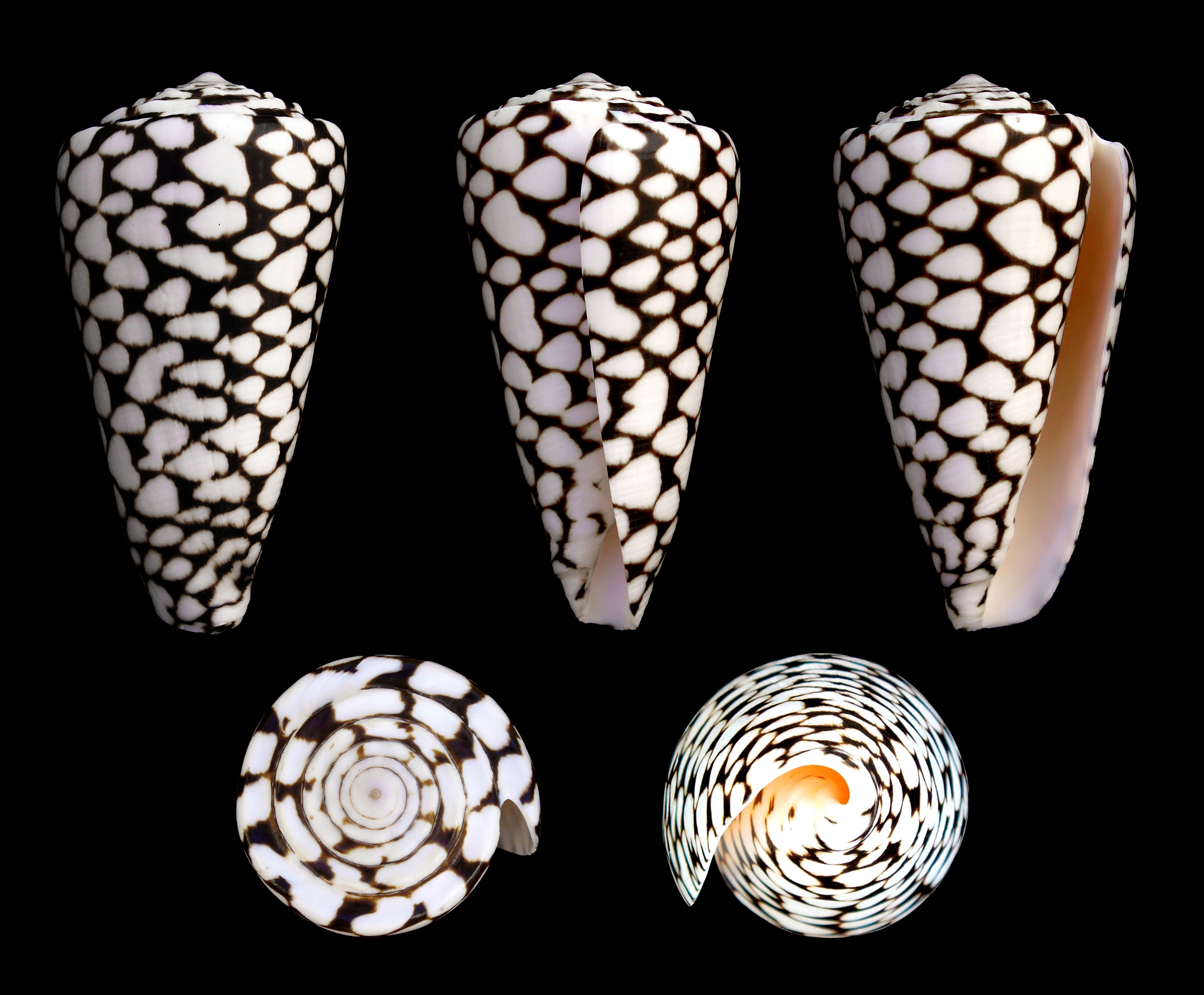
Conus marmoreus
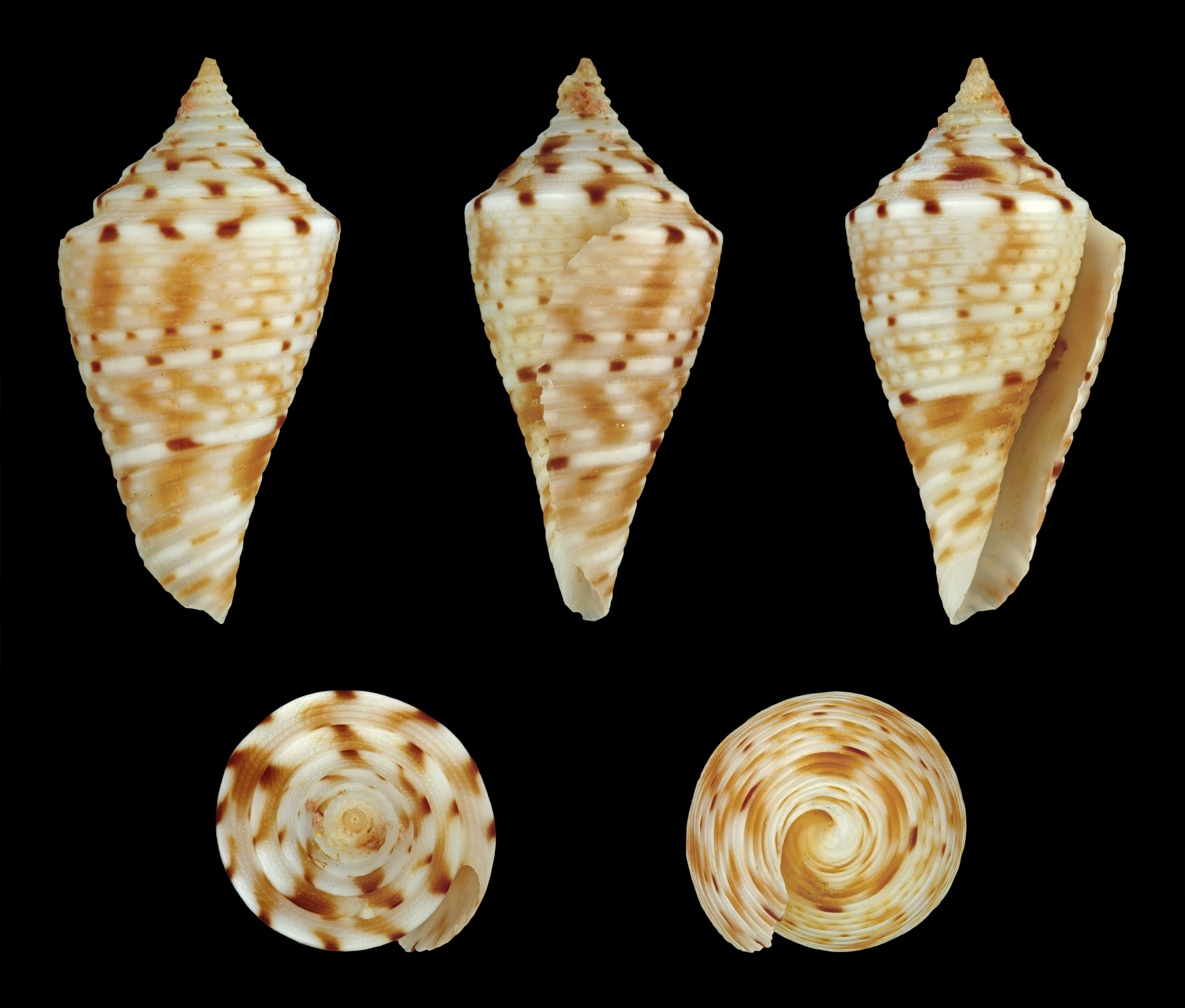
Conus memiae
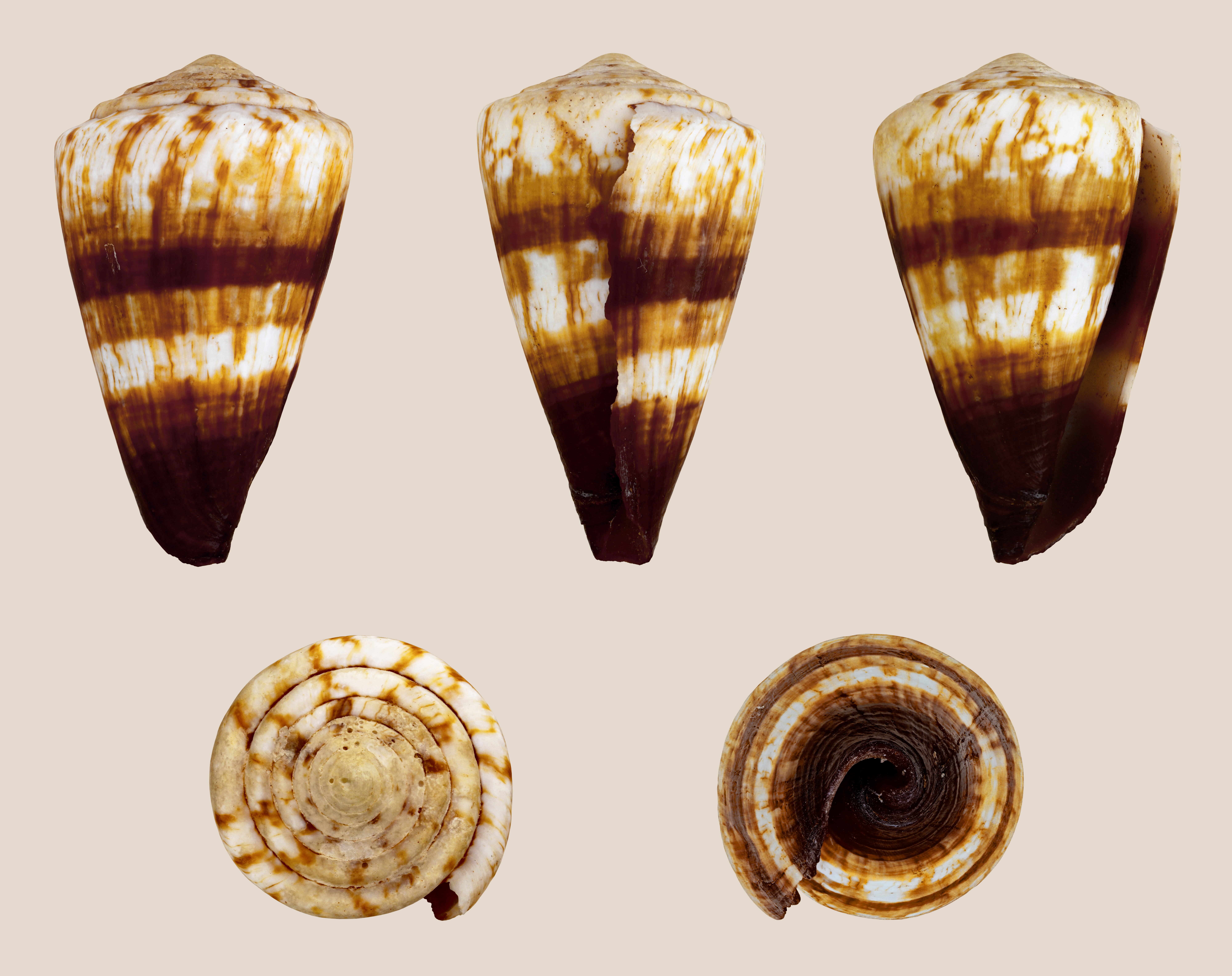
Conus miles
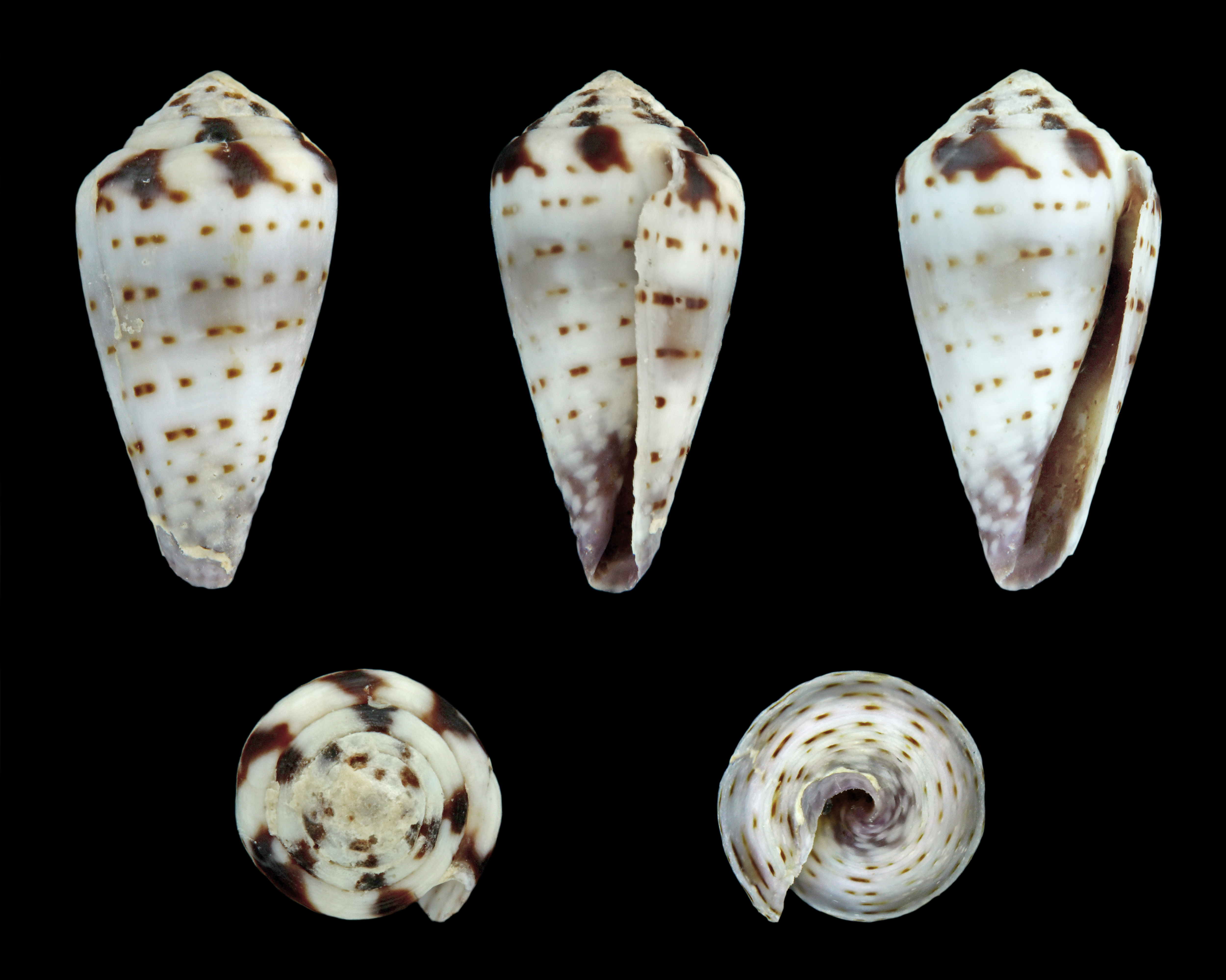
Conus musicus
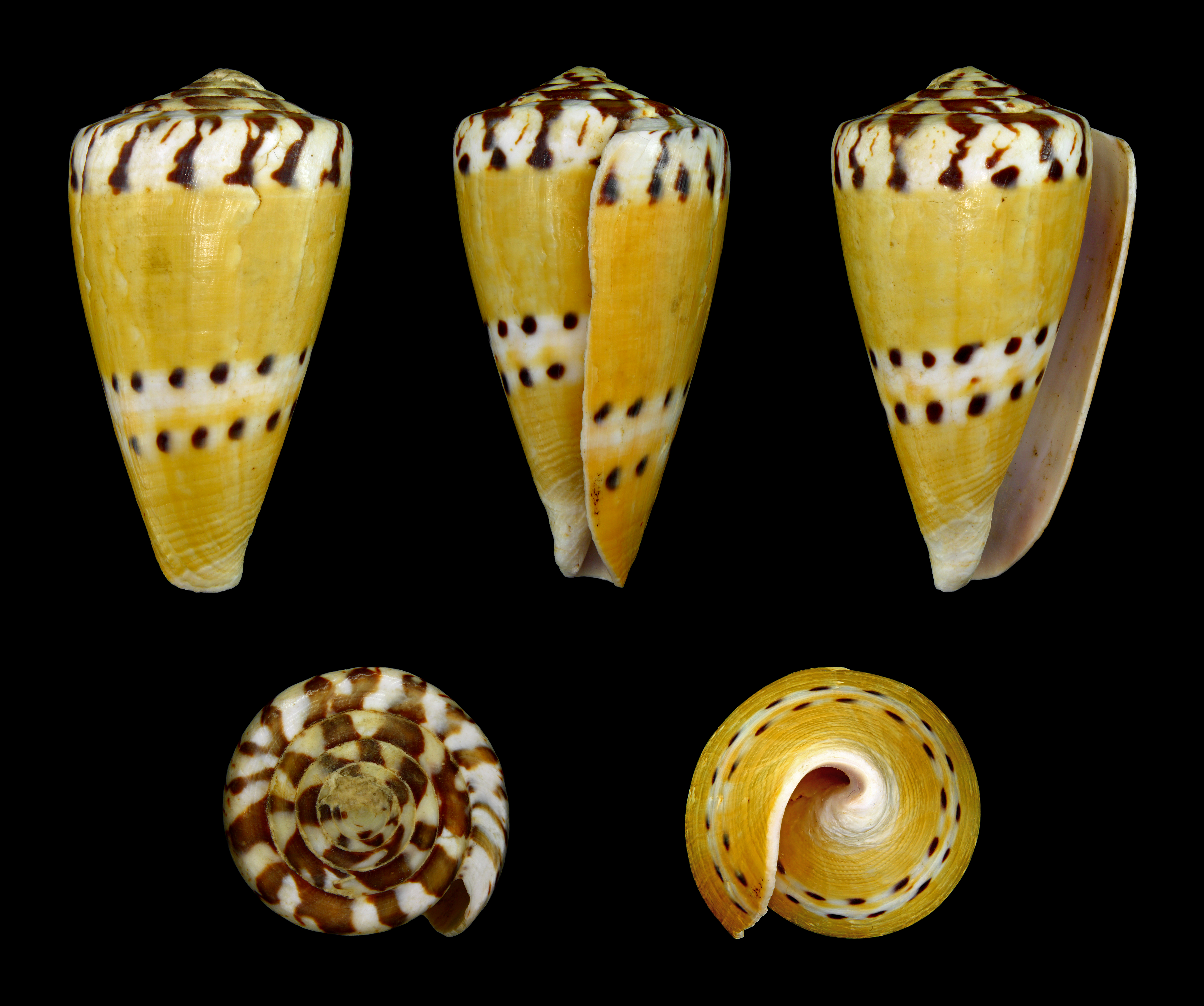
Conus mustelinus
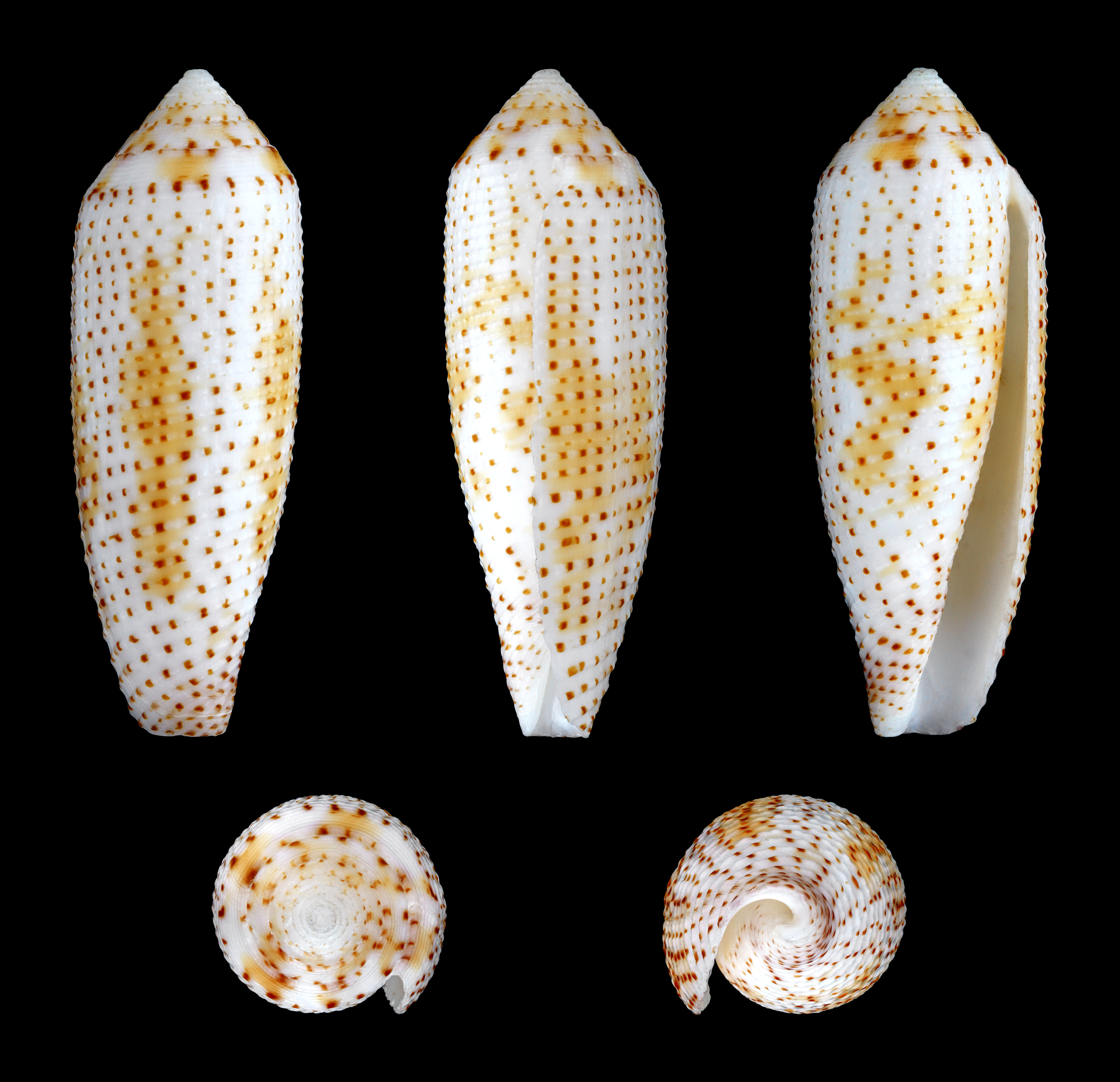
Conus nussatella
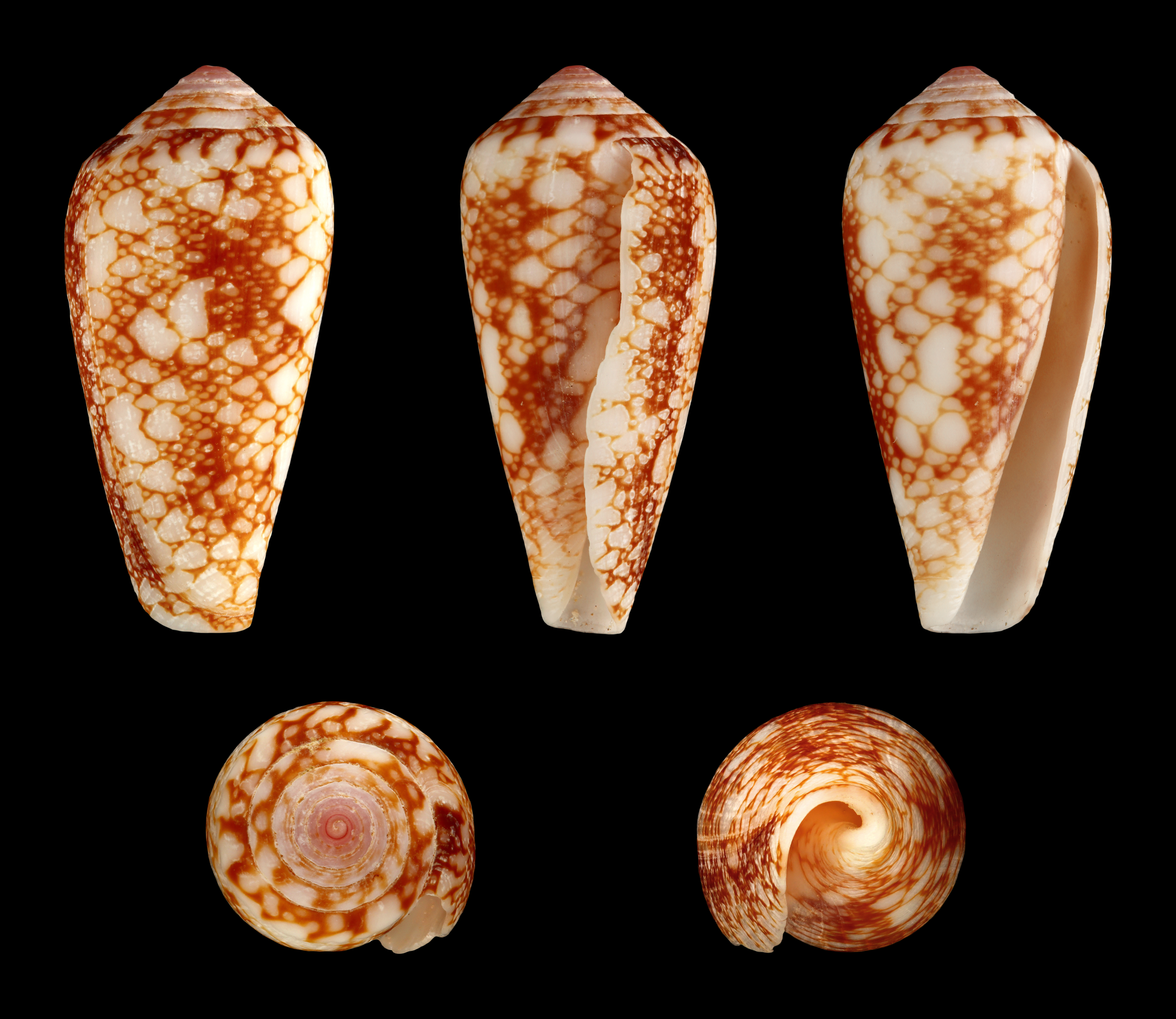
Conus omaria
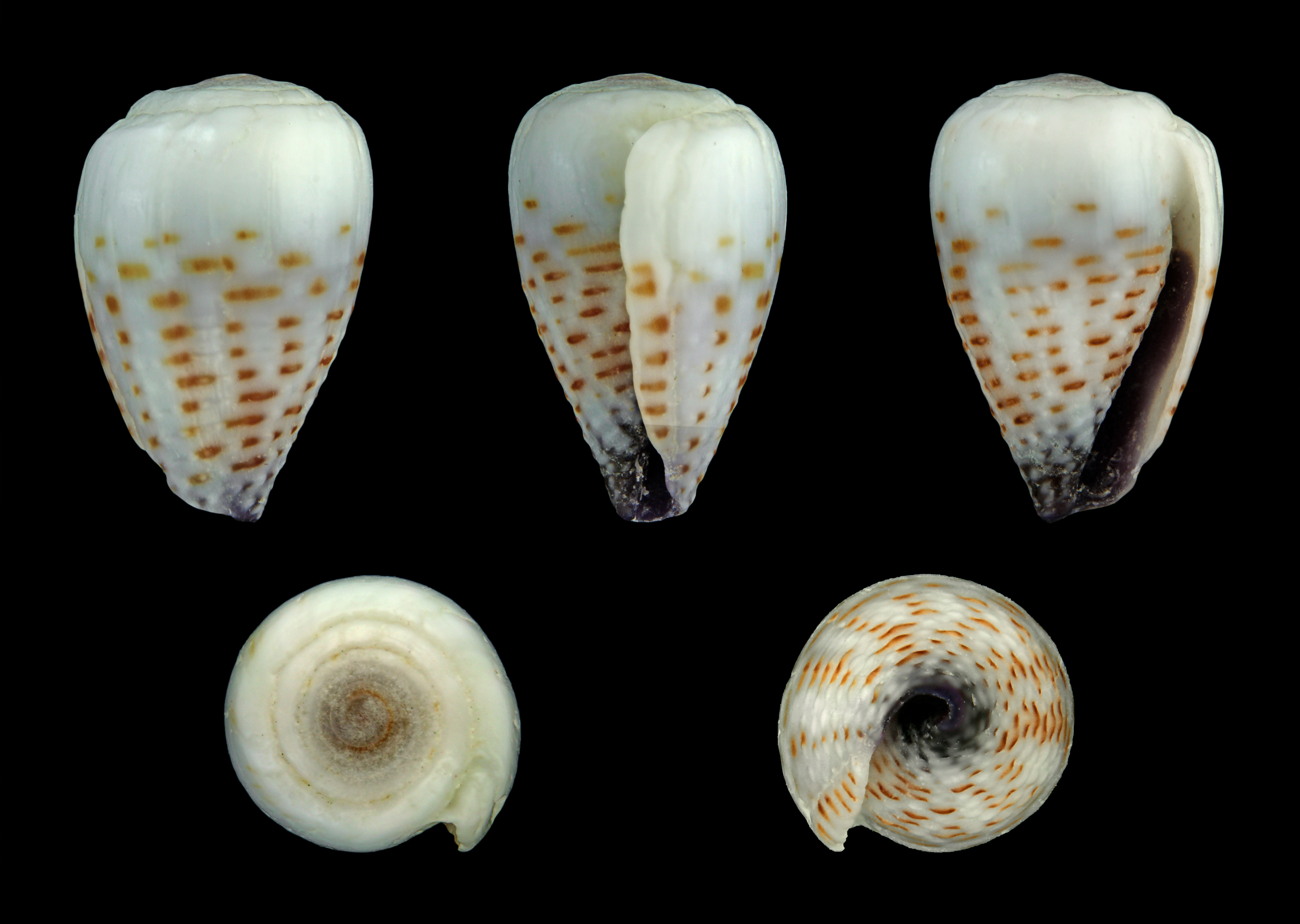
Conus parvatus
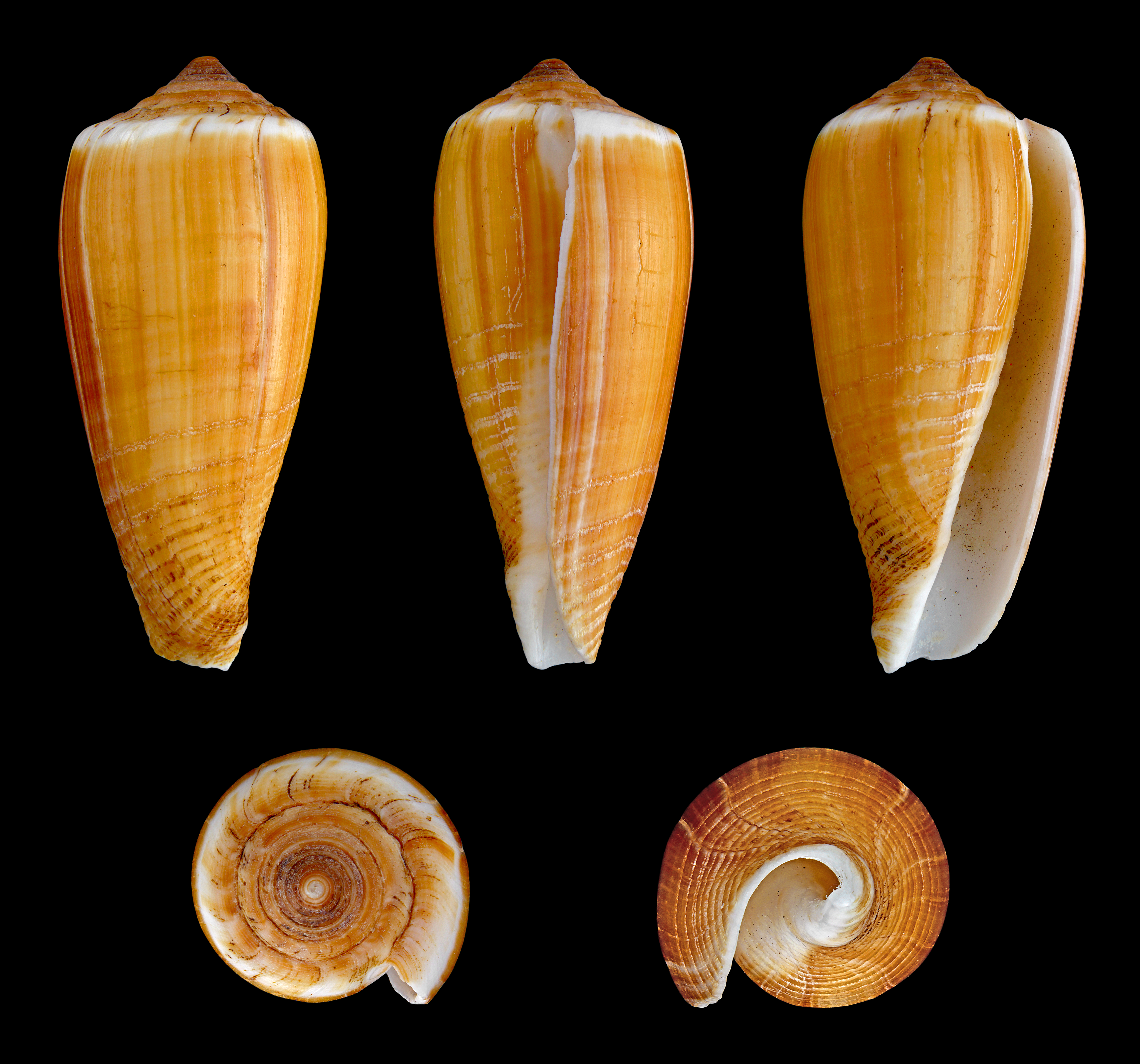
Conus radiatus
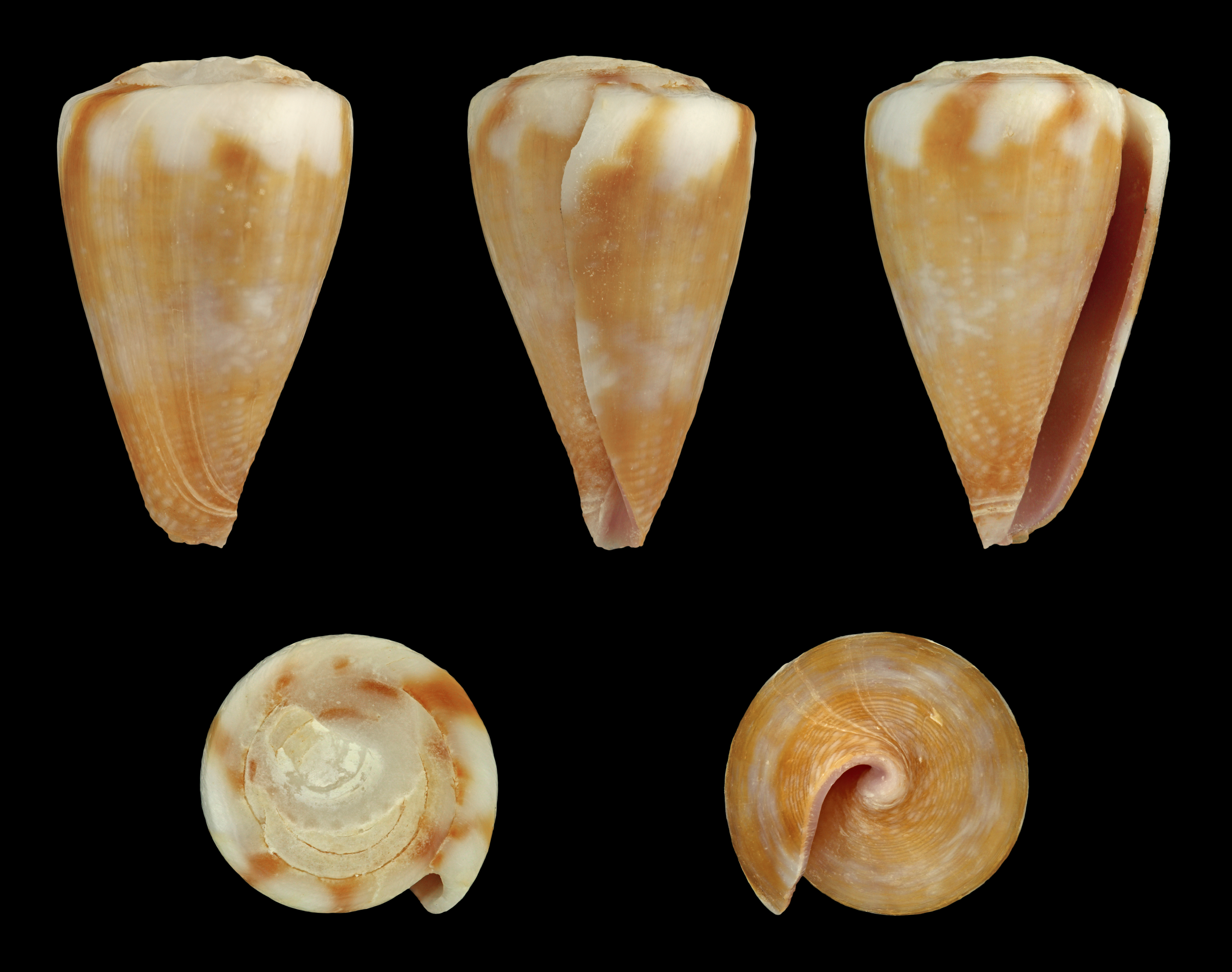
Conus rattus
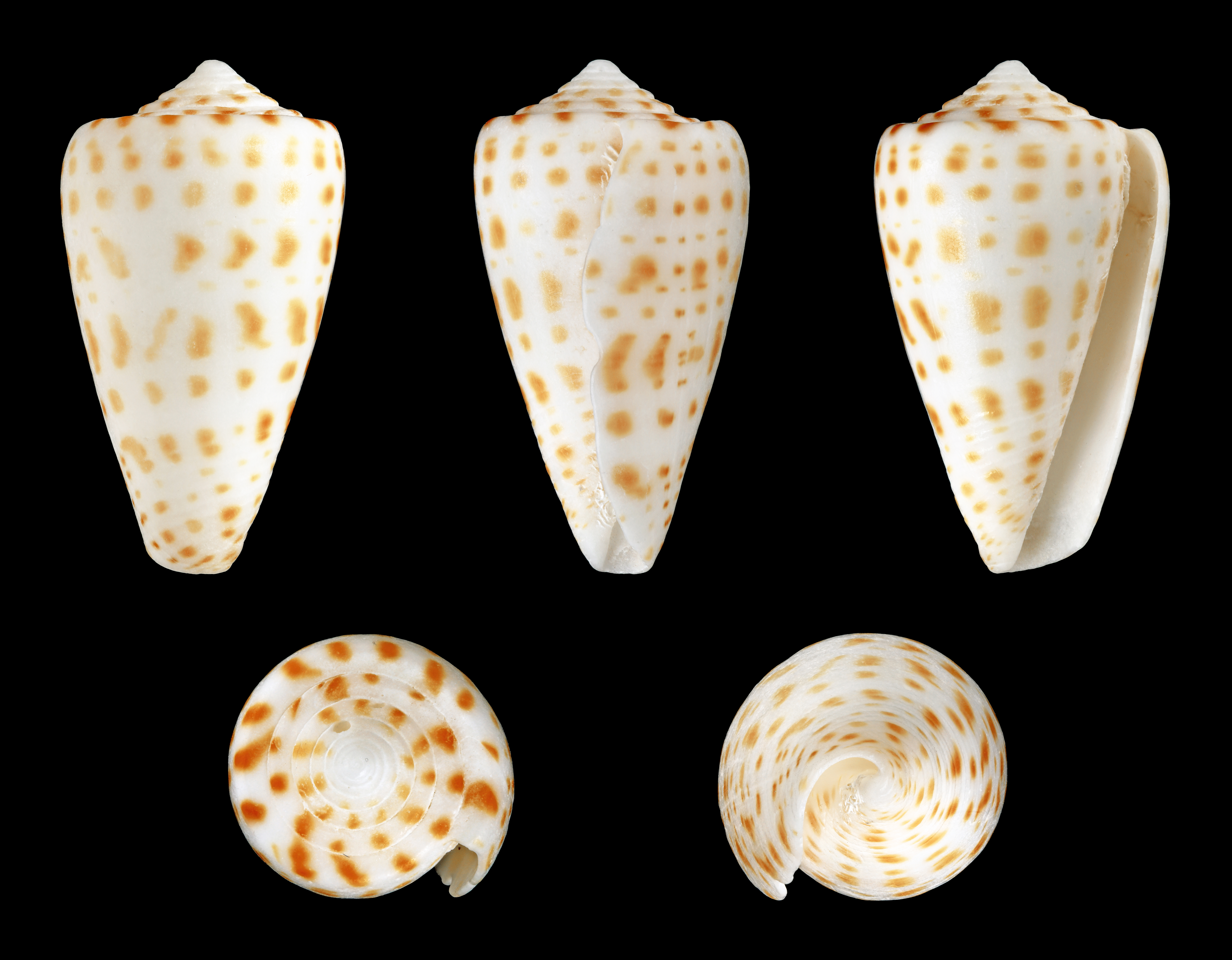
Conus spurius
Conus textile
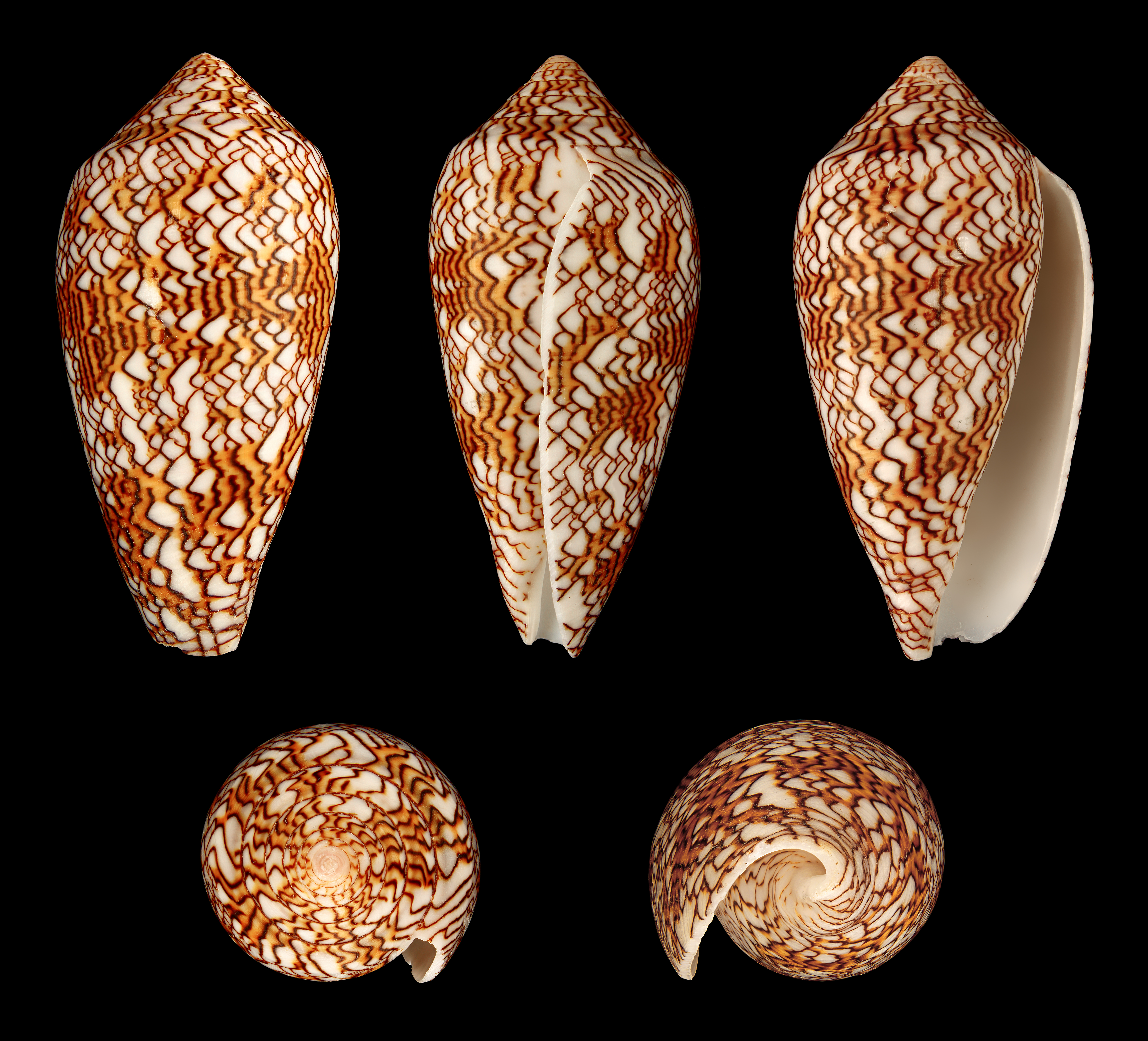
Conus tinianus
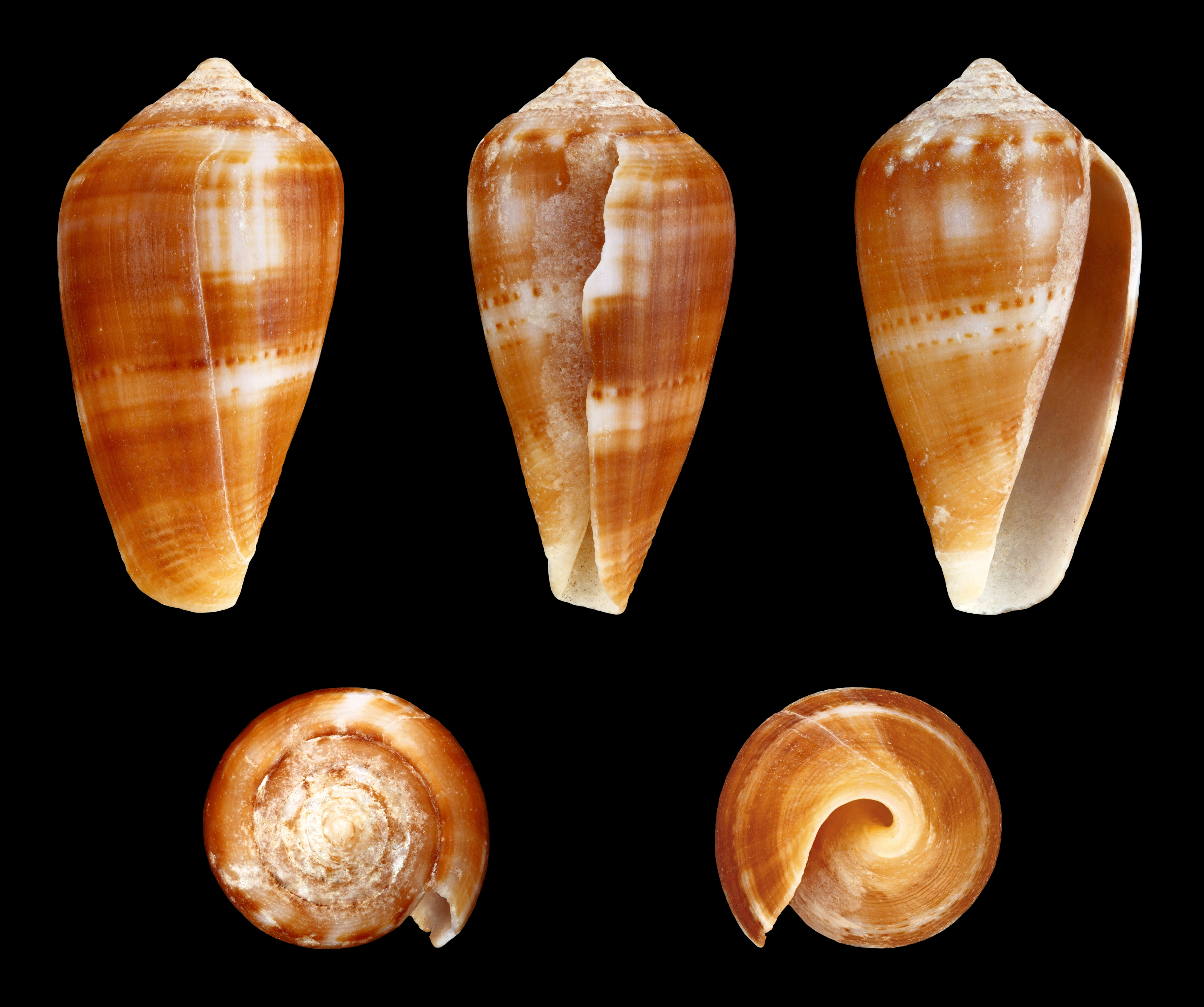
Conus tribblei
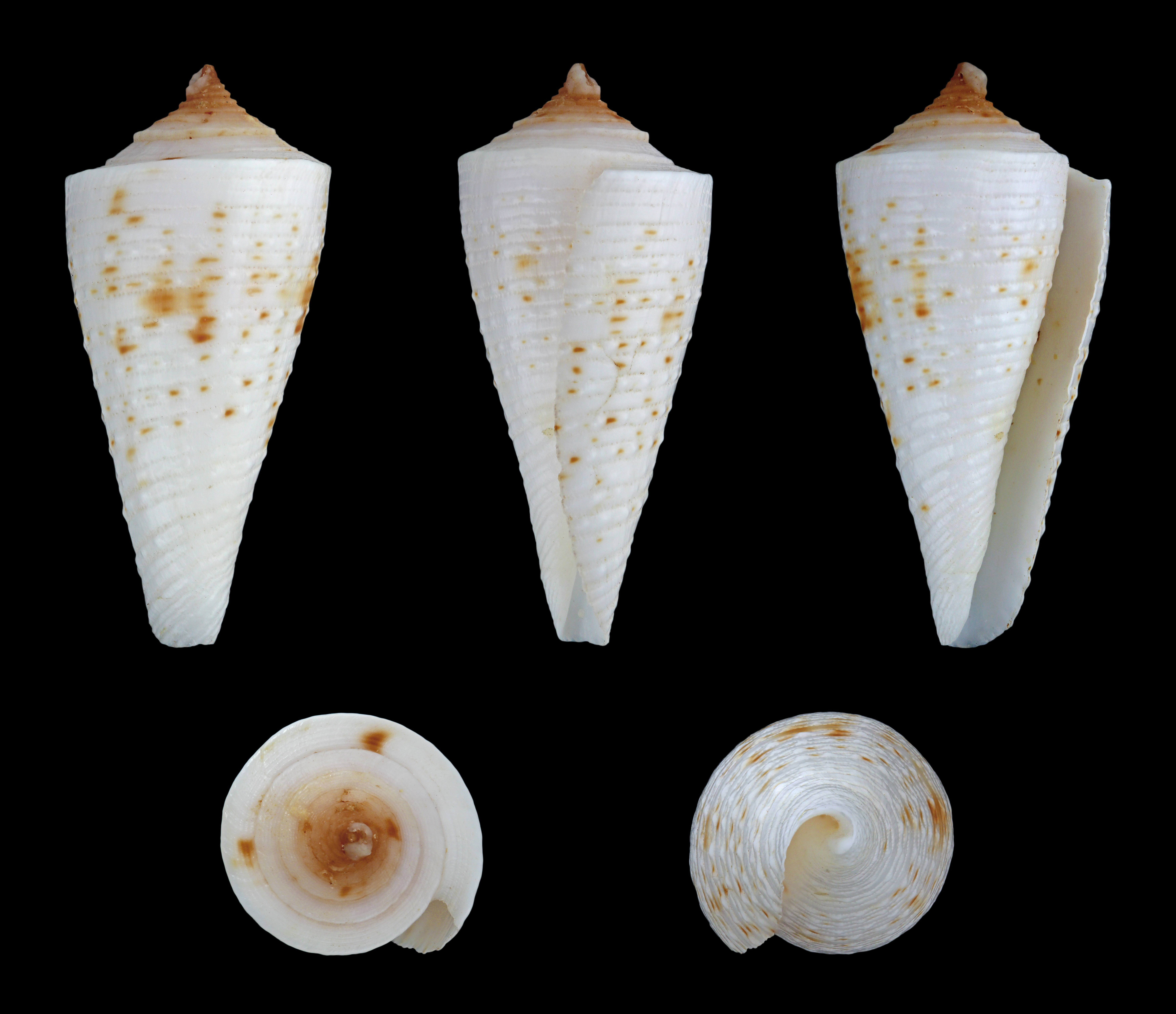
Conus ventricosus
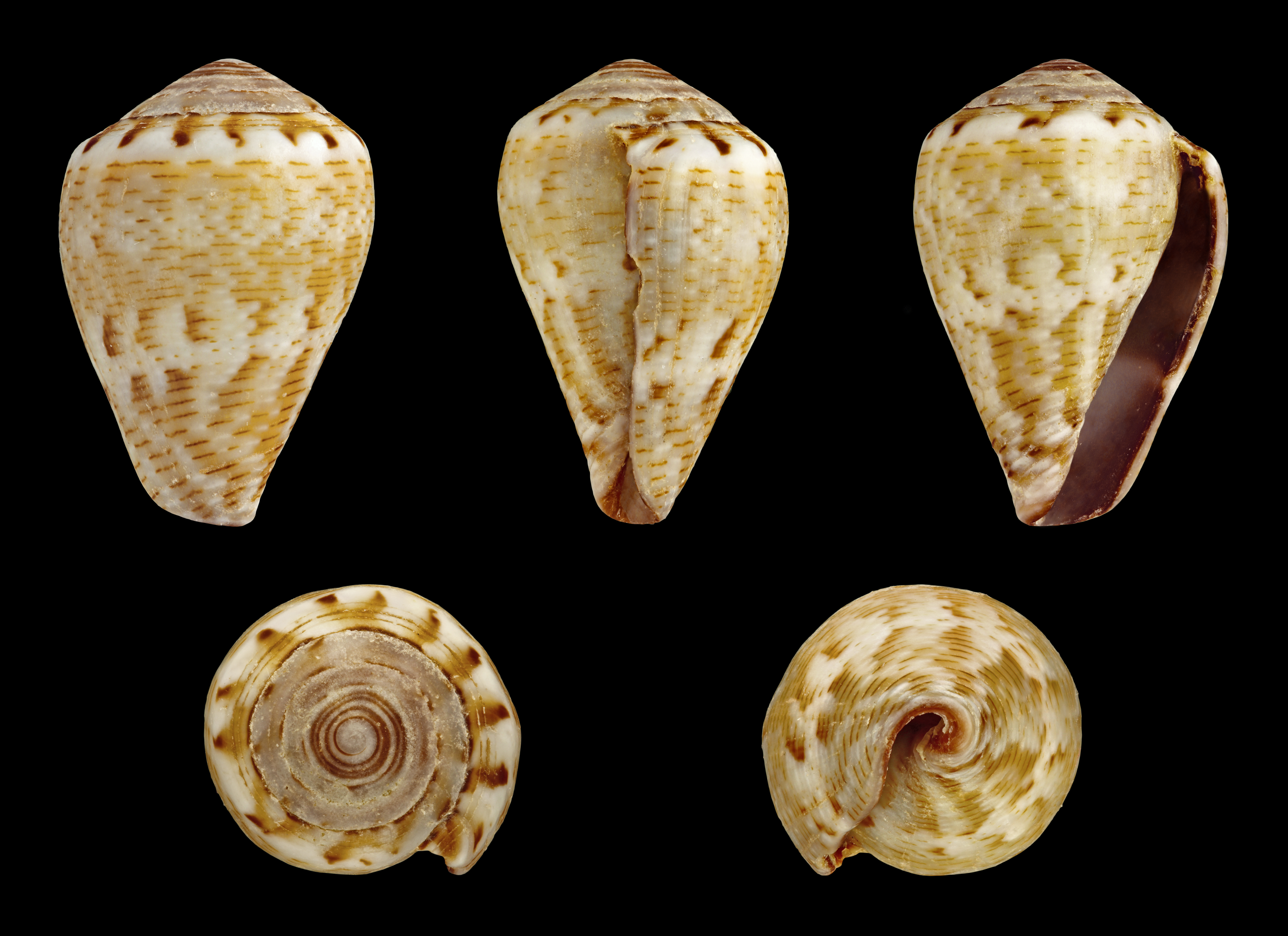
Conus vexillum
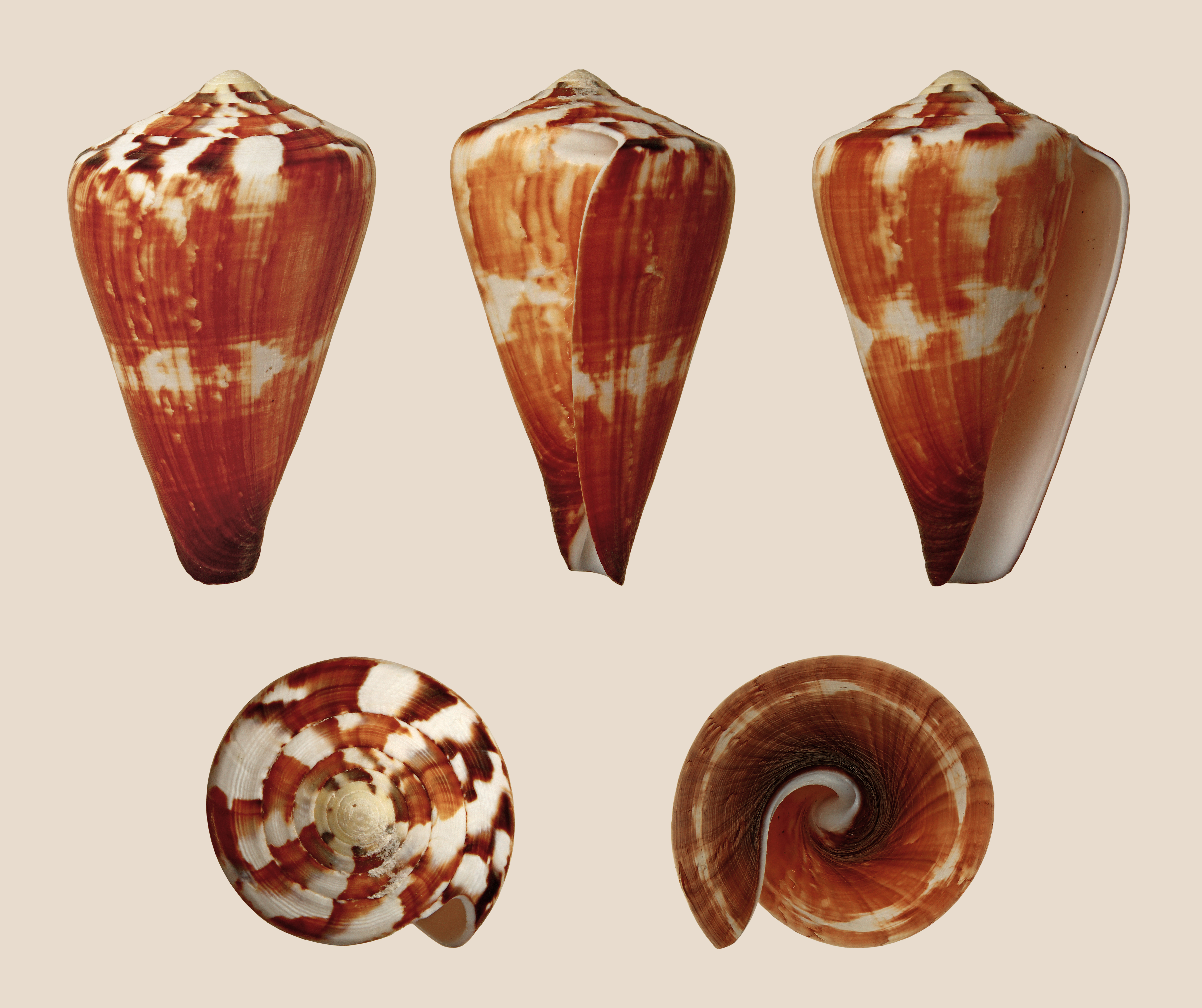
Conus vexillum

Laut World Register of Marine Species gehören zur Gattung Conus im weiteren Sinne 748 Arten:
- Conus abbas Hwass in Bruguière, 1792
- Conus abbreviatus Reeve, 1843
- Conus abrolhosensis Petuch, 1987
- Conus achatinus Gmelin, 1791
- Conus aculeiformis Reeve, 1844
- Conus acutangulus Lamarck, 1810
- Conus acutimarginatus G. B. Sowerby II, 1866
- Conus adami Wils, 1988
- Conus adamsonii Broderip, 1836
- Conus advertex (Garrard, 1961)
- Conus aemulus Reeve, 1844
- Conus africanus Kiener, 1845
- Conus alabaster Reeve, 1849
- Conus alainallaryi Bozzetti & Monnier, 2009
- Conus albellus Röckel & Korn, 1990
- Conus albuquerquei Trovão, 1978
- Conus alconnelli da Motta, 1986
- Conus alexandrei (Limpalaër & Monnier, 2012)
- Conus algoensis Sowerby I, 1834
- Conus alisi Moolenbeek, Röckel & Richard, 1995
- Conus allamandi (Petuch, 2013)
- Conus allaryi Bozzetti, 2008
- Conus amadis Gmelin, 1791
- Conus ambiguus Reeve, 1844
- Conus ammiralis Linnaeus, 1758
- Conus amphiurgus Dall, 1889
- Conus amplus Röckel & Korn, 1992
- Conus anabathrum Crosse, 1865
- Conus anabelae Rolán & Röckel, 2001
- Conus anaglypticus Crosse, 1865
- Conus andamanensis E. A. Smith, 1879
- Conus andremenezi Olivera & Biggs, 2010
- Conus anemone Lamarck, 1810
- Conus angasi Tryon, 1884
- Conus angioiorum Röckel & Moolenbeek, 1992
- Conus anthonyi (Petuch, 1975)
- Conus antoniomonteiroi Rolán, 1990
- Conus aphrodite Petuch, 1979
- Conus aplustre Reeve, 1843
- Conus araneosus sensu Lightfoot, 1786
- Conus arangoi Sarasúa, 1977
- Conus archetypus Crosse, 1865
- Conus archon Broderip, 1833
- Conus arcuatus Broderip & G. B. Sowerby I, 1829
- Conus ardisiaceus Kiener, 1845
- Conus arenatus Hwass in Bruguière, 1792
- Conus aristophanes G. B. Sowerby II, 1857
- Conus armadillo Shikama, 1971
- Conus armiger Crosse, 1858
- Conus articulatus Sowerby II, 1873
- Conus artoptus G. B. Sowerby I, 1833
- Conus asiaticus da Motta, 1985
- Conus ateralbus Kiener, 1845
- Conus athenae Filmer, 2011
- Conus atimovatae (Bozzetti, 2012)
- Conus atlanticoselvagem Afonso & Tenorio, 2004
- Conus attenuatus Reeve, 1844
- Conus augur Lightfoot, 1786
- Conus aulicus Linnaeus, 1758
- Conus aurantius Hwass in Bruguière, 1792
- Conus auratinus da Motta, 1982
- Conus aureonimbosus Petuch, 1987
- Conus aureus Hwass in Bruguière, 1792
- Conus auricomus Hwass in Bruguière, 1792
- Conus aurisiacus Linnaeus, 1758
- Conus australis Holten, 1802
- Conus austroviola Röckel & Korn, 1992
- Conus axelrodi Walls, 1978
- Conus babaensis Rolán & Röckel, 2001
- Conus baccatus G. B. Sowerby III, 1877
- Conus baeri Röckel & Korn, 1992
- Conus baileyi Röckel & da Motta, 1979
- Conus bairstowi Sowerby III, 1889
- Conus bajanensis Nowell-Usticke, 1968
- Conus balabacensis Filmer, 2012
- Conus balteatus Sowerby II, 1833
- Conus bandanus Hwass in Bruguière, 1792
- Conus barbieri G. Raybaudi Massilia, 1995
- Conus barthelemyi Bernardi, 1861
- Conus bartschi G. D. Hanna & Strong, 1949
- Conus bayani Jousseaume, 1872
- Conus bayeri Petuch, 1987
- Conus beatrix Tenorio, Poppe & Tagaro, 2007
- Conus beddomei G. B. Sowerby III, 1901
- Conus belairensis Pin & Leung Tack in Pin, 1989
- Conus belizeanus (Petuch & Sargent, 2011)
- Conus bellocqae van Rossum, 1996
- Conus bellulus Rolán, 1990
- Conus bengalensis (Okutani, 1968)
- Conus berdulinus Veillard, 1972
- Conus bertarollae Costa & Simone, 1997
- Conus bessei Petuch, 1992
- Conus betulinus Linnaeus, 1758
- Conus biancae Bozzetti, 2010
- Conus biliosus (Röding, 1798)
- Conus binghamae Petuch, 1987
- Conus biraghii (G. Raybaudi, 1992)
- Conus blanfordianus Crosse, 1867
- Conus boavistensis Rolán & Fernandes, 1990
- Conus bocagei Trovão, 1978
- Conus boeticus Reeve, 1844
- Conus boholensis Petuch, 1979
- Conus bondarevi Röckel & G. Raybaudi Massilia, 1992
- Conus bonfigliolii (Bozzetti, 2010)
- Conus borgesi Trovão, 1979
- Conus boschorum Moolenbeek & Coomans, 1993
- Conus boucheti Richard, 1983
- Conus boutetorum Richard & Rabiller, 2013
- Conus bozzettii Lauer, 1991
- Conus brasiliensis Clench, 1942
- Conus brianhayesi Korn, 2001
- Conus broderipii Reeve, 1844
- Conus bruguieri Kiener, 1846
- Conus brunneofilaris Petuch, 1990
- Conus brunneus Wood, 1828
- Conus bruuni Powell, 1958
- Conus bulbus Reeve, 1843
- Conus bullatus Linnaeus, 1758
- Conus buniatus (Bozzetti, 2013)
- Conus burryae Clench, 1942
- Conus buxeus (Röding, 1798)
- Conus byssinus (Röding, 1798)
- Conus cacao Ferrario, 1983
- Conus caillaudii Kiener, 1845
- Conus cakobaui Moolenbeek, Röckel & Bouchet, 2008
- Conus calhetae Rolán, 1990
- Conus californicus Reeve, 1844
- Conus cancellatus Hwass in Bruguière, 1792
- Conus canonicus Hwass in Bruguière, 1792
- Conus capitanellus Fulton, 1938
- Conus capitaneus Linnaeus, 1758
- Conus capreolus Röckel, 1985
- Conus caracteristicus Fischer von Waldheim, 1807
- Conus cardinalis Hwass in Bruguière, 1792
- Conus cargilei Coltro, 2004
- Conus caribbaeus Clench, 1942
- Conus carioca Petuch, 1986
- Conus carnalis G. B. Sowerby III, 1879
- Conus catus Hwass in Bruguière, 1792
- Conus cebuensis Wils, 1990
- Conus cedonulli Linnaeus, 1767
- Conus centurio Born, 1778
- Conus cepasi Trovão, 1975
- Conus ceruttii Cargile, 1997
- Conus cervus Lamarck, 1822
- Conus chaldaeus (Röding, 1798)
- Conus chiangi (Azuma, 1972)
- Conus chiapponorum Lorenz, 2004
- Conus chytreus Tryon, 1884
- Conus ciderryi da Motta, 1985
- Conus cinereus Hwass in Bruguière, 1792
- Conus cingulatus Lamarck, 1810
- Conus circumactus Iredale, 1929
- Conus circumcisus Born, 1778
- Conus clarus E. A. Smith, 1881
- Conus claudiae Tenorio & Afonso, 2004
- Conus clerii Reeve, 1844
- Conus cloveri Walls, 1978
- Conus cocceus Reeve, 1844
- Conus coccineus Gmelin, 1791
- Conus coelinae Crosse, 1858
- Conus coffeae Gmelin, 1791
- Conus coletteae (Petuch, 2013)
- Conus colmani Röckel & Korn, 1990
- Conus colombi (Monnier & Limpalaër, 2012)
- Conus colombianus Petuch, 1987
- Conus comatosa Pilsbry, 1904
- Conus compressus G. B. Sowerby II, 1866
- Conus consors G. B. Sowerby I, 1833
- Conus corallinus Kiener, 1845
- Conus coriolisi Röckel, Richard & Moolenbeek, 1995
- Conus coronatus Gmelin, 1791
- Conus crioulus Tenorio & Afonso, 2004
- Conus crocatus Lamarck, 1810
- Conus crotchii Reeve, 1849
- Conus cumingii Reeve, 1848
- Conus cuna Petuch, 1998
- Conus cuneolus Reeve, 1843
- Conus curassaviensis Hwass in Bruguière, 1792
- Conus curralensis Rolán, 1986
- Conus cuvieri Crosse, 1858
- Conus cyanostoma A. Adams, 1855
- Conus cylindraceus Broderip & G. B. Sowerby I, 1830
- Conus dalli Stearns, 1873
- Conus damasoi Cossignani, 2007
- Conus damottai Trovão, 1979
- Conus dampierensis Coomans & Filmer, 1985
- Conus danilai Röckel & Korn, 1990
- Conus daphne Boivin, 1864
- Conus darkini Röckel, Korn & Richard, 1993
- Conus daucus Hwass in Bruguière, 1792
- Conus dayriti Röckel & da Motta, 1983
- Conus decoratus Röckel, Rolán & Monteiro, 1980
- Conus dedonderi (Goethaels & D. Monsecour, 2013)
- Conus delanoyae Trovão, 1979
- Conus delessertii Récluz, 1843
- Conus delucai Coltro, 2004
- Conus denizi (Afonso & Tenorio, 2011)
- Conus derrubado Rolán & Fernandes, 1990
- Conus desidiosus A. Adams, 1853
- Conus deynzerorum Petuch, 1995
- Conus diadema G. B. Sowerby I, 1834
- Conus dictator Melvill, 1898
- Conus dieteri Moolenbeek, Zandbergen & Bouchet, 2008
- Conus diminutus Trovão & Rolán, 1986
- Conus dispar G. B. Sowerby I, 1833
- Conus distans Hwass in Bruguière, 1792
- Conus dondani Kosuge, 1981
- Conus dorotheae Monnier & Limpalaër, 2010
- Conus dorreensis Péron, 1807
- Conus duffyi Petuch, 1992
- Conus dusaveli (H. Adams, 1872)
- Conus ebraeus Linnaeus, 1758
- Conus eburneus Hwass in Bruguière, 1792
- Conus echinophilus (Petuch, 1975)
- Conus edaphus Dall, 1910
- Conus ednae (Petuch, 2013)
- Conus edwardpauli Petuch, 1998
- Conus eldredi Morrison, 1955
- Conus elegans G. B. Sowerby III, 1895
- Conus eleutheraensis (Petuch, 2013)
- Conus elokismenos Kilburn, 1975
- Conus emaciatus Reeve, 1849
- Conus emarginatus Reeve, 1844
- Conus emersoni G. D. Hanna, 1963
- Conus empressae Lorenz, 2001
- Conus encaustus Kiener, 1845
- Conus episcopatus da Motta, 1982
- Conus ermineus Born, 1778
- Conus erythraeensis Reeve, 1843
- Conus escondidai Poppe & Tagaro, 2005
- Conus estivali Moolenbeek & Richard, 1995
- Conus eucoronatus Sowerby III, 1903
- Conus eugrammatus Bartsch & Rehder, 1943
- Conus eversoni Petuch, 1987
- Conus evorai Monteiro, Fernandes & Rolán, 1995
- Conus excelsus G. B. Sowerby III, 1908
- Conus exiguus Lamarck, 1810
- Conus eximius Reeve, 1849
- Conus explorator Vink, 1990
- Conus exumaensis (Petuch, 2013)
- Conus fantasmalis Rolán, 1990
- Conus felitae Rolán, 1990
- Conus felix Fenzan, 2012
- Conus fenzani (Petuch & Sargent, 2011)
- Conus fergusoni G. B. Sowerby II, 1873
- Conus fernandesi Tenorio, Afonso & Rolán, 2008
- Conus ferrugineus Hwass in Bruguière, 1792
- Conus figulinus Linnaeus, 1758
- Conus fijiensis Moolenbeek, Röckel & Bouchet, 2008
- Conus fijisulcatus Moolenbeek, Röckel & Bouchet, 2008
- Conus filmeri Rolán & Röckel, 2000
- Conus fischoederi Röckel & da Motta, 1983
- Conus flamingo Petuch, 1980
- Conus flammeacolor Petuch, 1992
- Conus flavescens G. B. Sowerby I, 1834
- Conus flavidus Lamarck, 1810
- Conus flavus Röckel, 1985
- Conus flavusalbus Rolán & Röckel, 2000
- Conus floccatus G. B. Sowerby I, 1841
- Conus floridulus A. Adams & Reeve, 1848
- Conus fluviamaris (Petuch & Sargent, 2011)
- Conus fontonae Rolán & Trovão, 1990
- Conus fragilissimus Petuch, 1979
- Conus franciscoi Rolán & Röckel, 2000
- Conus frausseni Tenorio & Poppe, 2004
- Conus frigidus Reeve, 1848
- Conus fulmen Reeve, 1843
- Conus fumigatus Hwass in Bruguière, 1792
- Conus furnae Rolán, 1990
- Conus furvus Reeve, 1843
- Conus fuscoflavus Röckel, Rolán & Monteiro, 1980
- Conus fuscolineatus G. B. Sowerby III, 1905
- Conus gabelishi da Motta & Ninomiya, 1982
- Conus gabrielae Rolán & Röckel, 2000
- Conus garciai da Motta, 1982
- Conus garywilsoni Lorenz & Morrison, 2004
- Conus gauguini Richard & Salvat, 1973
- Conus generalis Linnaeus, 1767
- Conus genuanus Linnaeus, 1758
- Conus geographus Linnaeus, 1758
- Conus gigasulcatus Moolenbeek, Röckel & Bouchet, 2008
- Conus gilberti (Bozzetti, 2012)
- Conus giorossii Bozzetti, 2005
- Conus gladiator Broderip, 1833
- Conus glans Hwass in Bruguière, 1792
- Conus glaucus Linnaeus, 1758
- Conus glenni Petuch, 1993
- Conus glicksteini Petuch, 1987
- Conus gloriakiiensis Kuroda & Itô, 1961
- Conus gloriamaris Chemnitz, 1777
- Conus glorioceanus Poppe & Tagaro, 2009
- Conus gondwanensis Röckel & Moolenbeek, 1995
- Conus gordyi Röckel & Bondarev, 2000
- Conus goudeyi (Monnier & Limpalaër, 2012)
- Conus gradatulus Weinkauff, 1875
- Conus gradatus W. Wood, 1828
- Conus grahami Röckel, Cosel & Burnay, 1980
- Conus grangeri G. B. Sowerby III, 1900
- Conus granulatus Linnaeus, 1758
- Conus granum Röckel & Fischöder, 1985
- Conus gratacapii Pilsbry, 1904
- Conus grohi Tenorio & Poppe, 2004
- Conus guanche Lauer, 1993
- Conus gubernator Hwass in Bruguière, 1792
- Conus guidopoppei Raybaudi Massilia, 2005
- Conus guinaicus Hwass in Bruguière, 1792
- Conus guyanensis Van Mol, 1973
- Conus habui Lan, 2002
- Conus hamamotoi Yoshiba & Koyama, 1984
- Conus hamanni Fainzilber & Mienis, 1986
- Conus hanshassi (Lorenz & Barbier, 2012)
- Conus harlandi Petuch, 1987
- Conus havanensis Aguayo & Farfante, 1947
- Conus helgae Blöcher, 1992
- Conus henckesi Coltro, 2004
- Conus hennequini Petuch, 1993
- Conus hieroglyphus Duclos, 1833
- Conus hirasei (Kuroda, 1956)
- Conus hivanus Moolenbeek, Zandbergen & Bouchet, 2008
- Conus honkeri Petuch, 1988
- Conus hopwoodi Tomlin, 1937
- Conus howelli Iredale, 1929
- Conus hunti Wils & Moolenbeek, 1979
- Conus hyaena Hwass in Bruguière, 1792
- Conus hybridus Kiener, 1845
- Conus iansa Petuch, 1979
- Conus ichinoseanus (Kuroda, 1956)
- Conus ignotus Cargile, 1998
- Conus iheringi Frenguelli, 1946
- Conus ikedai Ninomiya, 1987
- Conus immelmani Korn, 1998
- Conus imperialis Linnaeus, 1758
- Conus inconstans E. A. Smith, 1877
- Conus infinitus Rolán, 1990
- Conus infrenatus Reeve, 1848
- Conus inscriptus Reeve, 1845
- Conus insculptus Kiener, 1847
- Conus iodostoma Reeve, 1843
- Conus ione Fulton, 1938
- Conus irregularis G. B. Sowerby II, 1858
- Conus isabelarum Tenorio & Afonso, 2004
- Conus jacarusoi Petuch, 1998
- Conus janowskyae (Tucker & Tenorio, 2011)
- Conus janus Hwass in Bruguière, 1792
- Conus jaspideus Gmelin, 1791
- Conus jeanmartini G. Raybaudi Massilia, 1992
- Conus jeffreyi (Petuch & Sargent, 2011)
- Conus jickelii Weinkauff, 1873
- Conus joliveti Moolenbeek, Röckel & Bouchet, 2008
- Conus jorioi (Petuch, 2013)
- Conus josephinae Rolán, 1980
- Conus jourdani da Motta, 1984
- Conus jucundus G. B. Sowerby III, 1887
- Conus judaeus Bergh, 1895
- Conus julieandreae Cargile, 1995
- Conus julii Lienard, 1870
- Conus kaiserae (Tenorio, Tucker & Chaney, 2012)
- Conus kalafuti da Motta, 1987
- Conus kanakinus Richard, 1983
- Conus kawamurai Habe, 1962
- Conus kersteni Tenorio, Afonso & Rolán, 2008
- Conus kerstitchi Walls, 1978
- Conus kevani Petuch, 1987
- Conus kiicumulus (Azuma, 1982)
- Conus kimioi (Habe, 1965)
- Conus kinoshitai (Kuroda, 1956)
- Conus kintoki Habe & Kosuge, 1970
- Conus klemae (Cotton, 1953)
- Conus knudseni Sander, 1982
- Conus kohni McLean & Nybakken, 1979
- Conus korni G. Raybaudi Massilia, 1993
- Conus kostini Filmer, Monteiro, Lorenz & Verdasca, 2012
- Conus kremerorum Petuch, 1988
- Conus kuiperi Moolenbeek, 2006
- Conus kulkulcan Petuch, 1980
- Conus kuroharai (Habe, 1965)
- Conus lamberti Souverbie, 1877
- Conus lani Crandall, 1979
- Conus laterculatus G. B. Sowerby II, 1870
- Conus laueri (Monnier & Limpalaër, 2013)
- Conus lecourtorum (Lorenz, 2011)
- Conus leekremeri Petuch, 1987
- Conus legatus Lamarck, 1810
- Conus lemniscatus Reeve, 1849
- Conus lenavati da Motta & Röckel, 1982
- Conus lenhilli Cargile, 1998
- Conus lentiginosus Reeve, 1844
- Conus leobottonii Lorenz, 2006
- Conus leobrerai da Motta & Martin, 1982
- Conus leopardus (Röding, 1798)
- Conus levis (Bozzetti, 2012)
- Conus levistimpsoni (Tucker, 2013)
- Conus leviteni (Tucker, Tenorio & Chaney, 2011)
- Conus lienardi Bernardi & Crosse, 1861
- Conus lightbourni Petuch, 1986
- Conus limpusi Röckel & Korn, 1990
- Conus lindae Petuch, 1987
- Conus lischkeanus Weinkauff, 1875
- Conus litoglyphus Hwass in Bruguière, 1792
- Conus litteratus Linnaeus, 1758
- Conus lividus Hwass in Bruguière, 1792
- Conus lizardensis Crosse, 1865
- Conus lizarum (G. Raybaudi Massilia & da Motta, 1992)
- Conus locumtenens Blumenbach, 1791
- Conus lohri Kilburn, 1972
- Conus longilineus Röckel, Rolán & Monteiro, 1980
- Conus longurionis Kiener, 1850
- Conus lorenzi (Monnier & Limpalaër, 2012)
- Conus loyaltiensis Röckel & Moolenbeek, 1995
- Conus lozeti Richard, 1980
- Conus lucasi (Bozzetti, 2010)
- Conus luciae Moolenbeek, 1986
- Conus lucidus W. Wood, 1828
- Conus lugubris Reeve, 1849
- Conus luquei Rolán & Trovão, 1990
- Conus luteus G. B. Sowerby I, 1833
- Conus lynceus G. B. Sowerby II, 1858
- Conus mackintoshi (Petuch, 2013)
- Conus madagascariensis G. B. Sowerby II, 1858
- Conus madecassinus (Bozzetti, 2012)
- Conus magellanicus Hwass in Bruguière, 1792
- Conus magnificus Reeve, 1843
- Conus magnottei Petuch, 1987
- Conus magus Linnaeus, 1758
- Conus mahogani Reeve, 1843
- Conus maioensis Trovão, Rolán & Félix-Alves, 1990
- Conus malacanus Hwass in Bruguière, 1792
- Conus mappa Lightfoot, 1786
- Conus marchionatus Hinds, 1843
- Conus marielae Rehder & Wilson, 1975
- Conus marmoreus Linnaeus, 1758
- Conus martensi E. A. Smith, 1884
- Conus mauricioi Coltro, 2004
- Conus maya (Petuch & Sargent, 2011)
- Conus mayaguensis Nowell-Usticke, 1968
- Conus mazei Deshayes, 1874
- Conus mcbridei Lorenz, 2005
- Conus mcgintyi Pilsbry, 1955
- Conus medoci Lorenz, 2004
- Conus melissae Tenorio, Afonso & Rolán, 2008
- Conus melvilli G. B. Sowerby III, 1879
- Conus memiae (Habe & Kosuge, 1970)
- Conus mercator Linnaeus, 1758
- Conus merleti Mayissian, 1974
- Conus messiasi Rolán & Fernandes, 1990
- Conus micropunctatus Rolán & Röckel, 2000
- Conus miles Linnaeus, 1758
- Conus milesi E. A. Smith, 1887
- Conus miliaris Hwass in Bruguière, 1792
- Conus milneedwardsi Jousseaume, 1894
- Conus mindanus Hwass in Bruguière, 1792
- Conus miniexcelsus Olivera & Biggs, 2010
- Conus minnamurra (Garrard, 1961)
- Conus miruchae Röckel, Rolán & Monteiro, 1980
- Conus mitratus Hwass in Bruguière, 1792
- Conus moluccensis Küster, 1838
- Conus monachus Linnaeus, 1758
- Conus monile Hwass in Bruguière, 1792
- Conus monilifer Broderip, 1833
- Conus moolenbeeki Filmer, 2011
- Conus mordeirae Rolán & Trovão, 1990
- Conus moreleti Crosse, 1858
- Conus morrisoni G. Raybaudi Massilia, 1991
- Conus mozambicus Hwass in Bruguière, 1792
- Conus mucronatus Reeve, 1843
- Conus mulderi Fulton, 1936
- Conus muriculatus G. B. Sowerby I, 1833
- Conus mus Hwass in Bruguière, 1792
- Conus musicus Hwass in Bruguière, 1792
- Conus mustelinus Hwass in Bruguière, 1792
- Conus namocanus Hwass in Bruguière, 1792
- Conus nanus G. B. Sowerby I, 1833
- Conus naranjus Trovão, 1975
- Conus natalis Sowerby II, 1858
- Conus navarroi Rolán, 1986
- Conus neoguttatus da Motta, 1991
- Conus neptunus Reeve, 1843
- Conus niederhoeferi (Monnier, Limpalaër & Lorenz, 2012)
- Conus nielsenae Marsh, 1962
- Conus nigromaculatus Röckel & Moolenbeek, 1992
- Conus nimbosus Hwass in Bruguière, 1792
- Conus nobilis Linnaeus, 1758
- Conus nobrei Trovão, 1975
- Conus nocturnus Lightfoot, 1786
- Conus nodulosus G. B. Sowerby II, 1864
- Conus novaehollandiae A. Adams, 1855
- Conus nucleus Reeve, 1848
- Conus nussatella Linnaeus, 1758
- Conus nux Broderip, 1833
- Conus nybakkeni (Tenorio, Tucker & Chaney, 2012)
- Conus obscurus G. B. Sowerby I, 1833
- Conus ochroleucus Gmelin, 1791
- Conus oishii (Shikama, 1977)
- Conus oleiniki (Petuch, 2013)
- Conus olgae Bacallado, Espinosa & Ortea, 2007
- Conus olgiatii Bozzetti, 2007
- Conus omaria Hwass in Bruguière, 1792
- Conus orbignyi Audouin, 1831
- Conus orion Broderip, 1833
- Conus ortneri Petuch, 1998
- Conus ostrinus (Tucker & Tenorio, 2011)
- Conus otohimeae Kuroda & Itô, 1961
- Conus pacei Petuch, 1987
- Conus pacificus Moolenbeek & Röckel, 1996
- Conus pagodus Kiener, 1845
- Conus papilliferus G. B. Sowerby I, 1834
- Conus papuensis Coomans & Moolenbeek, 1982
- Conus paraguana Petuch, 1987
- Conus parascalaris Petuch, 1987
- Conus parius Reeve, 1844
- Conus parvatus Walls, 1979
- Conus patae Abbott, 1971
- Conus patglicksteinae Petuch, 1987
- Conus patricius Hinds, 1843
- Conus paukstisi (Tucker, Tenorio & Chaney, 2011)
- Conus paulae Petuch, 1988
- Conus paulucciae G. B. Sowerby III, 1887
- Conus pauperculus G. B. Sowerby II, 1834
- Conus pealii Green, 1830
- Conus peli Moolenbeek, 1996
- Conus penchaszadehi Petuch, 1986
- Conus pennaceus Born, 1778
- Conus pepeiu Moolenbeek, Zandbergen & Bouchet, 2008
- Conus pergrandis (Iredale, 1937)
- Conus perplexus G. B. Sowerby II, 1857
- Conus perprotractus Petuch, 1987
- Conus pertusus Hwass in Bruguière, 1792
- Conus pfluegeri Petuch, 2003
- Conus philippii Kiener, 1845
- Conus pica A. Adams & Reeve, 1848
- Conus pictus Reeve, 1843
- Conus pineaui Pin & Leung Tack, 1989
- Conus planorbis Born, 1778
- Conus platensis Frenguelli, 1946 †
- Conus plinthis Richard & Moolenbeek, 1988
- Conus polongimarumai Kosuge, 1980
- Conus poormani Berry, 1968
- Conus portobeloensis Petuch, 1990
- Conus poulosi Petuch, 1993
- Conus praecellens A. Adams, 1855
- Conus pretiosus G. Nevill & H. Nevill, 1874
- Conus primus Röckel & Korn, 1990
- Conus princeps Linnaeus, 1758
- Conus priscai (Bozzetti, 2012)
- Conus profundorum (Kuroda, 1956)
- Conus proximus G. B. Sowerby II, 1860
- Conus pseudaurantius Vink & Cosel, 1985
- Conus pseudimperialis Moolenbeek, Zandbergen & Bouchet, 2008
- Conus pseudocuneolus Röckel, Rolán & Monteiro, 1980
- Conus pseudokimioi da Motta & Martin, 1982
- Conus pseudonivifer Monteiro, Tenorio & Poppe, 2004
- Conus pseudorbignyi Röckel & Lan, 1981
- Conus pulcher (Lightfoot), 1786
- Conus pulicarius Hwass in Bruguière, 1792
- Conus puncticulatus Hwass in Bruguière, 1792
- Conus purissimus Filmer, 2011
- Conus purpurascens G. B. Sowerby I, 1833
- Conus pusio Hwass in Bruguière, 1792
- Conus queenslandis da Motta, 1984
- Conus quercinus Lightfoot, 1786
- Conus quiquandoni Lorenz & Barbier, 2008
- Conus rachelae Petuch, 1988
- Conus radiatus Gmelin, 1791
- Conus rainesae McGinty, 1953
- Conus ranonganus da Motta, 1978
- Conus raoulensis Powell, 1958
- Conus rattus Hwass in Bruguière, 1792
- Conus raulsilvai Rolán, Monteiro & Fernandes, 1998
- Conus rawaiensis da Motta, 1978
- Conus recluzianus Bernardi, 1853
- Conus recurvus Broderip, 1833
- Conus reductaspiralis Walls, 1979
- Conus regius Gmelin, 1791
- Conus regonae Rolán & Trovão, 1990
- Conus regularis G. B. Sowerby I, 1833
- Conus retifer Menke, 1829
- Conus richardbinghami Petuch, 1993
- Conus richardsae Röckel & Korn, 1992
- Conus richeri Richard & Moolenbeek, 1988
- Conus ritae Petuch, 1995
- Conus rizali Olivera & Biggs, 2010
- Conus roatanensis (Petuch & Sargent, 2011)
- Conus roberti Richard, 2009
- Conus robini (Limpalaër & Monnier, 2012)
- Conus roeckeli Rolán, 1980
- Conus rolani Röckel, 1986
- Conus rosalindensis Petuch, 1998
- Conus rosemaryae Petuch, 1990
- Conus roseorapum G. Raybaudi & da Motta, 1990
- Conus royaikeni (S. G. Veldsman, 2010)
- Conus rufimaculosus Macpherson, 1959
- Conus ruthae (Monnier & Limpalaër, 2013)
- Conus rutilus Menke, 1843
- Conus saecularis Melvill, 1898
- Conus sagei Korn & G. Raybaudi Massilia, 1993
- Conus sahlbergi da Motta & Harland, 1986
- Conus salreiensis Rolán, 1980
- Conus salzmanni G. Raybaudi-Massilia & Rolán, 1997
- Conus sanderi Wils & Moolenbeek, 1979
- Conus sandwichensis Walls, 1978
- Conus sanguinolentus Quoy & Gaimard, 1834
- Conus saragasae Rolán, 1986
- Conus sargenti (Petuch, 2013)
- Conus sauros Garcia, 2006
- Conus sazanka Shikama, 1970
- Conus scalaris Valenciennes, 1832
- Conus scalarispira (Bozzetti, 2012)
- Conus scalarissimus da Motta, 1988
- Conus scalptus Reeve, 1843
- Conus scariphus Dall, 1910
- Conus schirrmeisteri Coltro, 2004
- Conus scopulicola (Okutani, 1972)
- Conus scopulorum van Mol, Tursch & Kempf, 1971
- Conus scottjordani (Poppe, Monnier & Tagaro, 2012)
- Conus sculletti Marsh, 1962
- Conus sculpturatus Röckel & da Motta, 1986
- Conus serranegrae Rolán, 1990
- Conus sertacinctus Röckel, 1986
- Conus shaskyi (Tenorio, Tucker & Chaney, 2012)
- Conus shikamai Coomans, Moolenbeek & Wils, 1985
- Conus sieboldii Reeve, 1848
- Conus simonis Bozzetti, 2010
- Conus skoglundae (Tenorio, Tucker & Chaney, 2012)
- Conus smirna Bartsch & Rehder, 1943
- Conus sogodensis (Poppe, Monnier & Tagaro, 2012)
- Conus solangeae Bozzetti, 2004
- Conus solomonensis Delsaerdt, 1992
- Conus somalicus (Bozzetti, 2013)
- Conus sorenseni Sander, 1982
- Conus spectrum Linnaeus, 1758
- Conus sphacelatus G. B. Sowerby I, 1833
- Conus spiceri Bartsch & Rehder, 1943
- Conus spirofilis Habe & Kosuge, 1970
- Conus splendidulus G. B. Sowerby I, 1833
- Conus sponsalis Hwass in Bruguière, 1792
- Conus spurius Gmelin, 1791
- Conus stanfieldi Petuch, 1998
- Conus stearnsii Conrad, 1869
- Conus stercusmuscarum Linnaeus, 1758
- Conus stigmaticus A. Adams, 1855
- Conus stimpsoni Dall, 1902
- Conus stocki Coomans & Moolenbeek, 1990
- Conus stramineus Lamarck, 1810
- Conus straturatus G. B. Sowerby II, 1865
- Conus striatellus Link, 1807
- Conus striatus Linnaeus, 1758
- Conus striolatus Kiener, 1845
- Conus stupa (Kuroda, 1956)
- Conus stupella (Kuroda, 1956)
- Conus submarginatus G. B. Sowerby II, 1870
- Conus suduirauti Raybaudi Massilia, 2004
- Conus sugimotonis Kuroda, 1928
- Conus sukhadwalai Röckel & da Motta, 1983
- Conus sulcatus Hwass in Bruguière, 1792
- Conus sulcocastaneus Kosuge, 1981
- Conus sunderlandi Petuch, 1987
- Conus suratensis Hwass in Bruguière, 1792
- Conus sutanorcum Moolenbeek, Röckel & Bouchet, 2008
- Conus suturatus Reeve, 1844
- Conus swainsoni Estival & Cosel, 1986
- Conus sydneyensis G. B. Sowerby III, 1887
- Conus tabidus Reeve, 1844
- Conus tacomae Boyer & Pelorce, 2009
- Conus taeniatus Hwass in Bruguière, 1792
- Conus tagaroae (Limpalaër & Monnier, 2013)
- Conus taslei Kiener, 1850
- Conus telatus Reeve, 1848
- Conus tenuilineatus Rolán & Röckel, 2001
- Conus tenuistriatus Sowerby II, 1858
- Conus teodorae Rolán & Fernandes, 1990
- Conus teramachii (Kuroda, 1956)
- Conus terebra Born, 1778
- Conus terryni Tenorio & Poppe, 2004
- Conus tessulatus Born, 1778
- Conus tethys (Petuch & Sargent, 2011)
- Conus tevesi Trovão, 1978
- Conus textile Linnaeus, 1758
- Conus thalassiarchus G. B. Sowerby I, 1834
- Conus therriaulti (Petuch, 2013)
- Conus thevenardensis da Motta, 1987
- Conus thomae Gmelin, 1791
- Conus tiaratus G. B. Sowerby I, 1833
- Conus tiki Moolenbeek, Zandbergen & Bouchet, 2008
- Conus timorensis Hwass in Bruguière, 1792
- Conus tinianus Hwass in Bruguière, 1792
- Conus tirardi Röckel & Moolenbeek, 1996
- Conus tisii T. C. Lan, 1978
- Conus tornatus G. B. Sowerby I, 1833
- Conus traillii A. Adams, 1855
- Conus traversianus E. A. Smith, 1875
- Conus trencarti Nolf & Verstraeten, 2008
- Conus tribblei Walls, 1977
- Conus trigonus Reeve, 1848
- Conus trochulus Reeve, 1844
- Conus troendlei Moolenbeek, Zandbergen & Bouchet, 2008
- Conus trovaoi Rolán & Röckel, 2000
- Conus tuberculosus Tomlin, 1937
- Conus tulipa Linnaeus, 1758
- Conus tuticorinensis Röckel & Korn, 1990
- Conus typhon Kilburn, 1975
- Conus unifasciatus Kiener, 1850
- Conus vanhyningi Rehder, 1944
- Conus vappereaui Monteiro, 2009
- Conus variegatus Kiener, 1845
- Conus varius Linnaeus, 1758
- Conus vaubani Röckel & Moolenbeek, 1995
- Conus vautieri Kiener, 1845
- Conus vayssierei Pallary, 1906
- Conus velaensis Petuch, 1993
- Conus venezuelanus Petuch, 1987
- Conus ventricosus Gmelin, 1791
- Conus venulatus Hwass in Bruguière, 1792
- Conus verdensis Trovão, 1979
- Conus vexillum Gmelin, 1791
- Conus victoriae Reeve, 1843
- Conus vicweei Old, 1973
- Conus vidua Reeve, 1843
- Conus villepinii P. Fischer & Bernardi, 1857
- Conus vimineus Reeve, 1849
- Conus viola Cernohorsky, 1977
- Conus violaceus Gmelin, 1791
- Conus virgatus Reeve, 1849
- Conus virgo Linnaeus, 1758
- Conus visagenus Kilburn, 1974
- Conus visseri Delsaerdt, 1990
- Conus vittatus Hwass in Bruguière, 1792
- Conus voluminalis Reeve, 1843
- Conus vulcanus Tenorio & Afonso, 2004
- Conus wakayamaensis (Kuroda, 1956)
- Conus wallacei (Lorenz & Morrison, 2004)
- Conus wallangra (Garrard, 1961)
- Conus wilsi Delsaerdt, 1998
- Conus wittigi Walls, 1977
- Conus worki Petuch, 1998
- Conus xanthicus Dall, 1910
- Conus xanthocinctus Petuch, 1986
- Conus xicoi Röckel, 1987
- Conus ximenes Gray, 1839
- Conus yemenensis Bondarev, 1997
- Conus zandbergeni Filmer & Moolenbeek, 2010
- Conus zapatosensis Röckel, 1987
- Conus zebra Lamarck, 1810
- Conus zebroides Kiener, 1845
- Conus zeylanicus Gmelin, 1791
- Conus ziczac Mühlfeld, 1816
- Conus zonatus Hwass in Bruguière, 1792
- Conus zylmanae Petuch, 1998

### Untergattungen
Laut World Register of Marine Species gehören zur Gattung Conus 57 Untergattungen:
- Conus (Afonsoconus) J. K. Tucker & Tenorio, 2013
  - Conus bruuni Powell, 1958
  - Conus crosnieri (Tenorio, Monnier & Puillandre, 2018)
  - Conus kinoshitai (Kuroda, 1956)
- Conus (Asprella) Schaufuss, 1869
  - Conus fijisulcatus Moolenbeek, Röckel & Bouchet, 2008
  - Conus gigasulcatus Moolenbeek, Röckel & Bouchet, 2008
  - Conus grangeri G. B. Sowerby III, 1900
  - Conus helgae Blöcher, 1992
  - Conus iodostoma Reeve, 1843
  - Conus rolani Röckel, 1986
  - Conus sulcatus Hwass in Bruguière, 1792
  - Conus sulcocastaneus Kosuge, 1981
- Conus (Atlanticonus) Petuch & Sargent, 2012
  - Conus cuna Petuch, 1998
  - Conus franklinae Hendricks, 2015 †
  - Conus glenni Petuch, 1993
  - Conus granulatus Linnaeus, 1758
  - Conus olssoni Maury, 1917 †
  - Conus ritae Petuch, 1995
- Conus (Attenuiconus) Petuch, 2013
  - Conus attenuatus Reeve, 1844
  - Conus aureonimbosus Petuch, 1987
  - Conus eversoni Petuch, 1987
  - Conus honkeri Petuch, 1988
  - Conus marileeae (Harasewych, 2014)
  - Conus poulosi Petuch, 1993
- Conus (Austroconus) J. K. Tucker & Tenorio, 2009
  - Conus clarus E. A. Smith, 1881
  - Conus cyanostoma A. Adams, 1855
  - Conus sydneyensis G. B. Sowerby III, 1887
- Conus (Bermudaconus) Petuch, 2013
  - Conus lightbourni Petuch, 1986
- Conus (Brasiliconus) Petuch, 2013
  - Conus scopulorum van Mol, Tursch & Kempf, 1971
- Conus (Calibanus) da Motta, 1991
  - Conus furvus Reeve, 1843
  - Conus thalassiarchus G. B. Sowerby I, 1834
- Conus (Chelyconus) Mörch, 1852
  - Conus ermineus Born, 1778
  - Conus purpurascens G. B. Sowerby I, 1833
- Conus (Conus) Linnaeus, 1758
  - Conus araneosus [Lightfoot], 1786
  - Conus bandanus Hwass in Bruguière, 1792
  - Conus marmoreus Linnaeus, 1758
  - Conus nocturnus [Lightfoot], 1786
  - Conus vidua Reeve, 1843
- Conus (Cylinder) Montfort, 1810
  - Conus abbas Hwass in Bruguière, 1792
  - Conus ammiralis Linnaeus, 1758
  - Conus archiepiscopus Hwass in Bruguière, 1792
  - Conus aureus Hwass in Bruguière, 1792
  - Conus barbieri G. Raybaudi Massilia, 1995
  - Conus bengalensis (Okutani, 1968)
  - Conus canonicus Hwass in Bruguière, 1792
  - Conus dalli Stearns, 1873
  - Conus gloriamaris Chemnitz, 1777
  - Conus glorioceanus Poppe & Tagaro, 2009
  - Conus legatus Lamarck, 1810
  - Conus nodulosus G. B. Sowerby II, 1864
  - Conus pseudocedonulli Blainville, 1818
  - Conus retifer Menke, 1829
  - Conus scottjordani (Poppe, Monnier & Tagaro, 2012)
  - Conus tagaroae (Limpalaër & Monnier, 2013)
  - Conus telatus Reeve, 1848
  - Conus textile Linnaeus, 1758
  - Conus vezzaronellyae (Cossignani, 2018)
  - Conus victoriae Reeve, 1843
- Conus (Darioconus) Iredale, 1930
  - Conus aulicus Linnaeus, 1758
  - Conus auratinus da Motta, 1982
  - Conus auricomus Hwass in Bruguière, 1792
  - Conus behelokensis Lauer, 1989
  - Conus corbieri Blöcher, 1994
  - Conus crocatus Lamarck, 1810
  - Conus echo Lauer, 1989
  - Conus episcopatus da Motta, 1982
  - Conus lamberti Souverbie, 1877
  - Conus laueri (Monnier & Limpalaër, 2013)
  - Conus leviteni (J. K. Tucker, Tenorio & Chaney, 2011)
  - Conus lohri Kilburn, 1972
  - Conus madagascariensis G. B. Sowerby II, 1858
  - Conus magnificus Reeve, 1843
  - Conus natalaurantius (S. G. Veldsman, 2013)
  - Conus omaria Hwass in Bruguière, 1792
  - Conus pennaceus Born, 1778
  - Conus praelatus Hwass in Bruguière, 1792
  - Conus rosiae (Monnier, Batifoix & Limpalaër, 2018)
  - Conus thomae Gmelin, 1791
  - Conus vezoi Korn, Niederhöfer & Blöcher, 2000
- Conus (Dauciconus) Cotton, 1945
  - Conus abrolhosensis Petuch, 1987
  - Conus alainallaryi Bozzetti & Monnier, 2009
  - Conus amphiurgus Dall, 1889
  - Conus anabathrum Crosse, 1865
  - Conus arangoi Sarasúa, 1977
  - Conus aureopunctatus Petuch, 1987
  - Conus bayeri Petuch, 1987
  - Conus belizeanus (Petuch & Sargent, 2011)
  - Conus bessei Petuch, 1992
  - Conus boui da Motta, 1988
  - Conus brunneobandatus Petuch, 1992
  - Conus brunneofilaris Petuch, 1990
  - Conus burryae Clench, 1942
  - Conus cancellatus Hwass in Bruguière, 1792
  - Conus cardinalis Hwass in Bruguière, 1792
  - Conus cargilei Coltro, 2004
  - Conus castaneus Kiener, 1848
  - Conus caysalensis L. Raybaudi & Prati, 1994
  - Conus ceruttii Cargile, 1997
  - Conus cingulatus Lamarck, 1810
  - Conus colombi (Monnier & Limpalaër, 2012)
  - Conus colombianus Petuch, 1987
  - Conus coltrorum (Petuch & R. F. Myers, 2014)
  - Conus daucus Hwass in Bruguière, 1792
  - Conus deynzerorum Petuch, 1995
  - Conus dianthus G. B. Sowerby III, 1882
  - Conus dispar G. B. Sowerby I, 1833
  - Conus donnae Petuch, 1998
  - Conus edwardpauli Petuch, 1998
  - Conus eleutheraensis (Petuch, 2013)
  - Conus ernesti Petuch, 1990
  - Conus explorator Vink, 1990
  - Conus flamingo Petuch, 1980
  - Conus flammeacolor Petuch, 1992
  - Conus flavescens G. B. Sowerby I, 1834
  - Conus furvoides Gabb, 1873 †
  - Conus garciai da Motta, 1982
  - Conus garrisoni Hendricks, 2015 †
  - Conus gibsonsmithorum Petuch, 1986
  - Conus glicksteini Petuch, 1987
  - Conus goajira Petuch, 1992
  - Conus gradatus W. Wood, 1828
  - Conus harasewychi Petuch, 1987
  - Conus havanensis Aguayo & Pérez Farfante, 1947
  - Conus hazinorum (Petuch & Myers, 2014)
  - Conus hennequini Petuch, 1993
  - Conus hilli Petuch, 1990
  - Conus honkerorum (Petuch & R. F. Myers, 2014)
  - Conus inconstans E. A. Smith, 1877
  - Conus jacarusoi Petuch, 1998
  - Conus jorioi (Petuch, 2013)
  - Conus jucundus G. B. Sowerby III, 1887
  - Conus kaiserae (Tenorio, J. K. Tucker & Chaney, 2012)
  - Conus kalafuti da Motta, 1987
  - Conus karlschmidti Maury, 1917 †
  - Conus kerstitchi Walls, 1978
  - Conus kevani Petuch, 1987
  - Conus kirkandersi Petuch, 1987
  - Conus kremerorum Petuch, 1988
  - Conus kulkulcan Petuch, 1980
  - Conus largilliertii Kiener, 1847
  - Conus leekremeri Petuch, 1987
  - Conus levistimpsoni (J. K. Tucker, 2013)
  - Conus lucaya Petuch, 2000
  - Conus maculiferus G. B. Sowerby I, 1833
  - Conus magellanicus Hwass in Bruguière, 1792
  - Conus magnottei Petuch, 1987
  - Conus maya (Petuch & Sargent, 2011)
  - Conus monilifer Broderip, 1833
  - Conus multiliratus Böse, 1906 †
  - Conus nybakkeni (Tenorio, J. K. Tucker & Chaney, 2012)
  - Conus orion Broderip, 1833
  - Conus ortneri Petuch, 1998
  - Conus ostrinus (J. K. Tucker & Tenorio, 2011)
  - Conus paraguana Petuch, 1987
  - Conus parascalaris Petuch, 1987
  - Conus paschalli Petuch, 1998
  - Conus patglicksteinae Petuch, 1987
  - Conus paulae Petuch, 1988
  - Conus penchaszadehi Petuch, 1986
  - Conus philippii Kiener, 1847
  - Conus planiliratus G. B. Sowerby I, 1850 †
  - Conus poormani Berry, 1968
  - Conus portobeloensis Petuch, 1990
  - Conus pseudocardinalis Coltro, 2004
  - Conus recurvus Broderip, 1833
  - Conus regularis G. B. Sowerby I, 1833
  - Conus richardbinghami Petuch, 1993
  - Conus rosalindensis Petuch, 1998
  - Conus rosemaryae Petuch, 1990
  - Conus sahlbergi da Motta & Harland, 1986
  - Conus scalaris Valenciennes, 1832
  - Conus scalarissimus da Motta, 1988
  - Conus sennottorum Rehder & Abbott, 1951
  - Conus shaskyi (Tenorio, J. K. Tucker & Chaney, 2012)
  - Conus skoglundae (Tenorio, J. K. Tucker & Chaney, 2012)
  - Conus sphacelatus G. B. Sowerby I, 1833
  - Conus stanfieldi Petuch, 1998
  - Conus stimpsoni Dall, 1902
  - Conus sunderlandi Petuch, 1987
  - Conus taphrus Woodring, 1970
  - Conus theodorei Petuch, 2000
  - Conus tristensis Petuch, 1987
  - Conus velaensis Petuch, 1993
  - Conus venezuelanus Petuch, 1987
  - Conus vikingorum Petuch, 1993
  - Conus villepinii P. Fischer & Bernardi, 1857
  - Conus virgatus Reeve, 1849
  - Conus vittatus Hwass in Bruguière, 1792
  - Conus xanthicus Dall, 1910
  - Conus zambaensis Hendricks, 2015
  - Conus ziczac Megerle von Mühlfeld, 1816
  - Conus zylmanae Petuch, 1998
- Conus (Dendroconus) Swainson, 1840
  - Conus betulinus Linnaeus, 1758
  - Conus buxeus (Röding, 1798)
  - Conus figulinus Linnaeus, 1758
  - Conus glaucus Linnaeus, 1758
  - Conus medoci Lorenz, 2004
  - Conus suratensis Hwass in Bruguière, 1792
- Conus (Ductoconus) da Motta, 1991
  - Conus cashi Hendricks, 2015 †
  - Conus hieroglyphus Duclos, 1833
  - Conus princeps Linnaeus, 1758
- Conus (Elisaconus) J. K. Tucker & Tenorio, 2013
  - Conus litteratus Linnaeus, 1758
- Conus (Embrikena) Iredale, 1937
  - Conus darkini Röckel, Korn & Richard, 1993
  - Conus kostini Filmer, Monteiro, Lorenz & Verdasca, 2012
  - Conus moncuri Filmer, 2005
  - Conus pergrandis (Iredale, 1937)
  - Conus tisii T. C. Lan, 1978
- Conus (Eremiconus) J. K. Tucker & Tenorio, 2009
  - Conus albellus Röckel & Korn, 1990
  - Conus colmani Röckel & Korn, 1990
  - Conus limpusi Röckel & Korn, 1990
  - Conus lizardensis Crosse, 1865
  - Conus minnamurra (Garrard, 1961)
- Conus (Eugeniconus) da Motta, 1991
  - Conus cordigera G. B. Sowerby II, 1866
  - Conus marchionatus Hinds, 1843
  - Conus nobilis Linnaeus, 1758
- Conus (Floraconus) Iredale, 1930
  - Conus anemone Lamarck, 1810
  - Conus aplustre Reeve, 1843
  - Conus ardisiaceus Kiener, 1850
  - Conus balteatus G. B. Sowerby I, 1833
  - Conus cocceus Reeve, 1844
  - Conus compressus G. B. Sowerby II, 1866
  - Conus gabelishi da Motta & Ninomiya, 1982
  - Conus mozambicus Hwass in Bruguière, 1792
  - Conus norpothi Lorenz, 2015
  - Conus papilliferus G. B. Sowerby I, 1834
  - Conus tinianus Hwass in Bruguière, 1792
- Conus (Fraterconus) J. K. Tucker & Tenorio, 2013
  - Conus distans Hwass in Bruguière, 1792
- Conus (Gastridium) Modeer, 1793
  - Conus cuvieri Crosse, 1858
  - Conus eldredi Morrison, 1955
  - Conus fragilissimus Petuch, 1979
  - Conus geographus Linnaeus, 1758
  - Conus obscurus G. B. Sowerby I, 1833
  - Conus tulipa Linnaeus, 1758
- Conus (Harmoniconus) da Motta, 1991
  - Conus mcbridei Lorenz, 2005
  - Conus musicus Hwass in Bruguière, 1792
  - Conus nanus G. B. Sowerby I, 1833
  - Conus nux Broderip, 1833
  - Conus parvatus Walls, 1979
  - Conus paukstisi (J. K. Tucker, Tenorio & Chaney, 2011)
  - Conus sponsalis Hwass in Bruguière, 1792
- Conus (Hermes) Montfort, 1810
  - Conus nussatella Linnaeus, 1758
- Conus (Kalloconus) da Motta, 1991
  - Conus ateralbus Kiener, 1850
  - Conus byssinus (Röding, 1798)
  - Conus genuanus Linnaeus, 1758
  - Conus marimaris (Tenorio, Abalde & Zardoya, 2018)
  - Conus pseudonivifer Monteiro, Tenorio & Poppe, 2004
  - Conus pulcher [Lightfoot], 1786
  - Conus trochulus Reeve, 1844
  - Conus venulatus Hwass in Bruguière, 1792
- Conus (Kellyconus) Petuch, 2013
  - Conus binghamae Petuch, 1987
  - Conus ignotus Cargile, 1998
  - Conus patae Abbott, 1971
- Conus (Klemaeconus) J. K. Tucker & Tenorio, 2013
  - Conus estivali Moolenbeek & Richard, 1995
  - Conus hirasei (Kuroda, 1956)
  - Conus klemae (Cotton, 1953)
  - Conus plinthis Richard & Moolenbeek, 1988
  - Conus rufimaculosus Macpherson, 1959
  - Conus sugimotonis Kuroda, 1928
- Conus (Lamniconus) da Motta, 1991
  - Conus carcellesi Martins, 1945
  - Conus clerii Reeve, 1844
  - Conus lemniscatus Reeve, 1849
  - Conus patriceae (Petuch & R. F. Myers, 2014)
  - Conus petestimpsoni (Petuch & Berschauer, 2016)
  - Conus tostesi Petuch, 1986
  - Conus xanthocinctus Petuch, 1986
- Conus (Lautoconus) Monterosato, 1923
  - Conus aemulus Reeve, 1844
  - Conus africanus Kiener, 1848
  - Conus albuquerquei Trovão, 1978
  - Conus alexandrinus Kaicher, 1977
  - Conus allaryi Bozzetti, 2008
  - Conus anabelae Rolán & Röckel, 2001
  - Conus antoniaensis (Cossignani & Fiadeiro, 2014)
  - Conus antonioi (Cossignani, 2014)
  - Conus antoniomonteiroi Rolán, 1990
  - Conus babaensis Rolán & Röckel, 2001
  - Conus belairensis Pin & Leung Tack, 1989
  - Conus bellulus Rolán, 1990
  - Conus boavistensis Rolán & Fernandes, 1990
  - Conus bocagei Trovão, 1978
  - Conus borgesi Trovão, 1979
  - Conus bruguieresi Kiener, 1846
  - Conus bulbus Reeve, 1843
  - Conus calhetae Rolán, 1990
  - Conus calhetinensis (Cossignani & Fiadeiro, 2014)
  - Conus carlottae Hendricks, 2015 †
  - Conus cepasi Trovão, 1975
  - Conus chytreus Tryon, 1884
  - Conus clavatulus d’Orbigny, 1852 †
  - Conus cloveri Walls, 1978
  - Conus cossignanii (Cossignani & Fiadeiro, 2014) (orig. comb.)
  - Conus crotchii Reeve, 1849
  - Conus cuneolus Reeve, 1843
  - Conus curralensis Rolán, 1986
  - Conus damottai Trovão, 1979
  - Conus decoratus Röckel, Rolán & Monteiro, 1980
  - Conus delanoyae Trovão, 1979
  - Conus denizi (Afonso & Tenorio, 2011)
  - Conus desidiosus A. Adams, 1853
  - Conus diegoi (Cossignani, 2014)
  - Conus diminutus Trovão & Rolán, 1986
  - Conus dorotheae Monnier & Limpalaër, 2010
  - Conus echinophilus (Petuch, 1975)
  - Conus felitae Rolán, 1990
  - Conus fernandesi Tenorio, Afonso & Rolán, 2008
  - Conus fernandi (Petuch & Berschauer, 2018)
  - Conus filmeri Rolán & Röckel, 2000
  - Conus flavusalbus Rolán & Röckel, 2000
  - Conus franciscoi Rolán & Röckel, 2000
  - Conus furnae Rolán, 1990
  - Conus fuscoflavus Röckel, Rolán & Monteiro, 1980
  - Conus fuscolineatus G. B. Sowerby III, 1905
  - Conus galeao Rolán, 1990
  - Conus gambiensis (Petuch & Berschauer, 2018)
  - Conus gonsalensis (Cossignani & Fiadeiro, 2014)
  - Conus gonsaloi (Afonso & Tenorio, 2014)
  - Conus grahami Röckel, Cosel & Burnay, 1980
  - Conus guanche Lauer, 1993
  - Conus guinaicus Hwass in Bruguière, 1792
  - Conus hybridus Kiener, 1847
  - Conus infinitus Rolán, 1990
  - Conus isabelarum Tenorio & Afonso, 2004
  - Conus josephinae Rolán, 1980
  - Conus joserochoi (Cossignani, 2014)
  - Conus jourdani da Motta, 1984
  - Conus kersteni Tenorio, Afonso & Rolán, 2008
  - Conus lamarckii Kiener, 1847
  - Conus lineopunctatus Kaicher, 1977
  - Conus lobitensis Kaicher, 1977
  - Conus longilineus Röckel, Rolán & Monteiro, 1980
  - Conus lugubris Reeve, 1849
  - Conus maioensis Trovão, Rolán & Félix-Alves, 1990
  - Conus mercator Linnaeus, 1758
  - Conus micropunctatus Rolán & Röckel, 2000
  - Conus miruchae Röckel, Rolán & Monteiro, 1980
  - Conus naranjus Trovão, 1975
  - Conus navarroi Rolán, 1986
  - Conus negroides Kaicher, 1977
  - Conus nelsonandradoi (Cossignani & Fiadeiro, 2015)
  - Conus nobrei Trovão, 1975
  - Conus orri Ninomiya & da Motta, 1982
  - Conus pedrofiadeiroi (Cossignani & Fiadeiro, 2015)
  - Conus pineaui Pin & Leung Tack, 1989
  - Conus raulsilvai Rolán, Monteiro & Fernandes, 1998
  - Conus regonae Rolán & Trovão, 1990
  - Conus rikae (Petuch & Berschauer, 2018)
  - Conus roeckeli Rolán, 1980
  - Conus salletae (Cossignani, 2014)
  - Conus santanaensis (Afonso & Tenorio, 2014)
  - Conus saragasae Rolán, 1986
  - Conus tacomae Boyer & Pelorce, 2009
  - Conus tenuilineatus Rolán & Röckel, 2001
  - Conus trencarti Nolf & Verstraeten, 2008
  - Conus trovaoi Rolán & Röckel, 2000
  - Conus unifasciatus Kiener, 1850
  - Conus variegatus Kiener, 1848
  - Conus vayssierei Pallary, 1906
  - Conus ventricosus Gmelin, 1791
  - Conus verdensis Trovão, 1979
  - Conus vulcanus Tenorio & Afonso, 2004
  - Conus wandae (Cossignani, 2014)
  - Conus wolof (Petuch & Berschauer, 2018)
  - Conus xicoi Röckel, 1987
  - Conus zebroides Kiener, 1848
- Conus (Leporiconus) Iredale, 1930
  - Conus coffeae Gmelin, 1791
  - Conus glans Hwass in Bruguière, 1792
  - Conus granum Röckel & Fischöder, 1985
  - Conus luteus G. B. Sowerby I, 1833
  - Conus pomareae (Monnier & Limpalaër, 2014)
  - Conus scabriusculus Dillwyn, 1817
  - Conus tenuistriatus G. B. Sowerby II, 1858
- Conus (Leptoconus) Swainson, 1840
  - Conus amadis Gmelin, 1791
  - Conus hamanni Fainzilber & Mienis, 1986
  - Conus immelmani Korn, 1998
  - Conus kawamurai Habe, 1962
  - Conus locumtenens Blumenbach, 1791
  - Conus milneedwardsi Jousseaume, 1894
  - Conus natalis G. B. Sowerby II, 1858
  - Conus royaikeni (S. G. Veldsman, 2010)
- Conus (Lindaconus) Petuch, 2002
  - Conus bahamensis Vink & Röckel, 1995
  - Conus lindae Petuch, 1987
  - Conus spurius Gmelin, 1791
  - Conus therriaulti (Petuch, 2013)
- Conus (Lithoconus) Mörch, 1852
  - Conus leopardus (Röding, 1798)
- Conus (Lividoconus) Wils, 1970
  - Conus diadema G. B. Sowerby I, 1834
  - Conus escondidai Poppe & Tagaro, 2005
  - Conus eximius Reeve, 1849
  - Conus floridulus A. Adams & Reeve, 1848
  - Conus garywilsoni Lorenz & Morrison, 2004
  - Conus kermadecensis Iredale, 1912
  - Conus lischkeanus Weinkauff, 1875
  - Conus lividus Hwass in Bruguière, 1792
  - Conus muriculatus G. B. Sowerby I, 1833
  - Conus quercinus [Lightfoot], 1786
  - Conus sanguinolentus Quoy & Gaimard, 1834
  - Conus sugillatus Reeve, 1844
- Conus (Monteiroconus) da Motta, 1991
  - Conus ambiguus Reeve, 1844
  - Conus bellocqae van Rossum, 1996
  - Conus gladiator Broderip, 1833
  - Conus mus Hwass in Bruguière, 1792
  - Conus tabidus Reeve, 1844
- Conus (Papyriconus) J. K. Tucker & Tenorio, 2013
  - Conus sculletti Marsh, 1962
- Conus (Phasmoconus) Mörch, 1852
  - Conus alabaster Reeve, 1849
  - Conus alexandrei (Limpalaër & Monnier, 2012)
  - Conus amplus Röckel & Korn, 1992
  - Conus andamanensis E. A. Smith, 1879
  - Conus angioiorum Röckel & Moolenbeek, 1992
  - Conus armadillo Shikama, 1971
  - Conus asiaticus da Motta, 1985
  - Conus australis Holten, 1802
  - Conus balabacensis Filmer, 2012
  - Conus blanfordianus Crosse, 1867
  - Conus broderipii Reeve, 1844
  - Conus cebuensis Wils, 1990
  - Conus ciderryi da Motta, 1985
  - Conus cinereus Hwass in Bruguière, 1792
  - Conus collisus Reeve, 1849
  - Conus conspersus Reeve, 1844
  - Conus dampierensis Coomans & Filmer, 1985
  - Conus daphne Boivin, 1864
  - Conus erythraeensis Reeve, 1843
  - Conus evansi Bondarev, 2001
  - Conus exiguus Lamarck, 1810
  - Conus flavus Röckel, 1985
  - Conus galeyi Monnier, Tenorio, Bouchet & Puillandre, 2018
  - Conus giorossii Bozzetti, 2005
  - Conus goudeyi (Monnier & Limpalaër, 2012)
  - Conus habui Lan, 2002
  - Conus inscriptus Reeve, 1843
  - Conus janus Hwass in Bruguière, 1792
  - Conus jickelii Weinkauff, 1873
  - Conus kiicumulus (Azuma, 1982)
  - Conus kuroharai (Habe, 1965)
  - Conus laterculatus G. B. Sowerby II, 1870
  - Conus leobrerai da Motta & Martin, 1982
  - Conus lienardi Bernardi & Crosse, 1861
  - Conus lynceus G. B. Sowerby II, 1858
  - Conus madecassinus (Bozzetti, 2012)
  - Conus marielae Rehder & B. R. Wilson, 1975
  - Conus martinianus Reeve, 1844
  - Conus moluccensis Küster, 1838
  - Conus moolenbeeki Filmer, 2011
  - Conus mucronatus Reeve, 1843
  - Conus mulderi Fulton, 1936
  - Conus neptunus Reeve, 1843
  - Conus niederhoeferi (Monnier, Limpalaër & Lorenz, 2012)
  - Conus nimbosus Hwass in Bruguière, 1792
  - Conus ochroleucus Gmelin, 1791
  - Conus oishii (Shikama, 1977)
  - Conus parius Reeve, 1844
  - Conus petergabrieli Lorenz, 2006
  - Conus pica A. Adams & Reeve, 1848
  - Conus pretiosus G. Nevill & H. Nevill, 1874
  - Conus primus Röckel & Korn, 1990
  - Conus proximus G. B. Sowerby II, 1860
  - Conus quiquandoni Lorenz & Barbier, 2008
  - Conus radiatus Gmelin, 1791
  - Conus ranonganus da Motta, 1978
  - Conus richeri Richard & Moolenbeek, 1988
  - Conus salzmanni G. Raybaudi Massilia & Rolán, 1997
  - Conus santinii (Monnier & Limpalaër, 2014)
  - Conus sartii Korn, Niederhöfer & Blöcher, 2002
  - Conus scalptus Reeve, 1843
  - Conus sculpturatus Röckel & da Motta, 1986
  - Conus sertacinctus Röckel, 1986
  - Conus sogodensis (Poppe, Monnier & Tagaro, 2012)
  - Conus solomonensis Delsaerdt, 1992
  - Conus spectrum Linnaeus, 1758
  - Conus stramineus Lamarck, 1810
  - Conus straturatus G. B. Sowerby II, 1865
  - Conus sutanorcum Moolenbeek, Röckel & Bouchet, 2008
  - Conus tenorioi (Monnier, Monteiro & Limpalaër, 2016)
  - Conus vappereaui Monteiro, 2009
  - Conus wittigi Walls, 1977
  - Conus yemenensis Bondarev, 1997
  - Conus zandbergeni Filmer & Moolenbeek, 2010
  - Conus zapatosensis Röckel, 1987
  - Conus zebra Lamarck, 1810
- Conus (Pionoconus) Mörch, 1852
  - Conus achatinus Gmelin, 1791
  - Conus alexisallaryi (Cossignani, 2018)
  - Conus aliwalensis (S. G. Veldsman, 2018)
  - Conus arafurensis (Monnier, Limpalaër & Robin, 2013)
  - Conus aurisiacus Linnaeus, 1758
  - Conus barbara Brazier, 1898
  - Conus barthelemyi Bernardi, 1861
  - Conus boutetorum Richard & Rabiller, 2013
  - Conus catus Hwass in Bruguière, 1792
  - Conus circumcisus Born, 1778
  - Conus consors G. B. Sowerby I, 1833
  - Conus easoni (Petuch & Berschauer, 2018)
  - Conus fischoederi Röckel & da Motta, 1983
  - Conus floccatus G. B. Sowerby I, 1841
  - Conus fulmen Reeve, 1843
  - Conus gauguini Richard & B. Salvat, 1973
  - Conus gubernator Hwass in Bruguière, 1792
  - Conus koukae (Monnier, Limpalaër & Robin, 2013)
  - Conus leobottonii Lorenz, 2006
  - Conus magus Linnaeus, 1758
  - Conus monachus Linnaeus, 1758
  - Conus morrisoni G. Raybaudi Massilia, 1991
  - Conus nigromaculatus Röckel & Moolenbeek, 1992
  - Conus nigropunctatus G. B. Sowerby II, 1858
  - Conus quasimagus (Bozzetti, 2016)
  - Conus robini (Limpalaër & Monnier, 2012)
  - Conus rouxi (Monnier, Limpalaër & Robin, 2013)
  - Conus simonis Bozzetti, 2010
  - Conus stercusmuscarum Linnaeus, 1758
  - Conus striatus Linnaeus, 1758
  - Conus striolatus Kiener, 1848
  - Conus vezzaroi (Cossignani, 2016)
- Conus (Plicaustraconus) Moolenbeek, 2008
  - Conus adami Wils, 1988
  - Conus advertex (Garrard, 1961)
  - Conus angasi Tryon, 1884
  - Conus baeri Röckel & Korn, 1992
  - Conus felix Fenzan, 2012
  - Conus trigonus Reeve, 1848
  - Conus visagenus Kilburn, 1974
  - Conus wallangra (Garrard, 1961)
- Conus (Pseudolilliconus) J. K. Tucker & Tenorio, 2009
  - Conus boschorum Moolenbeek & Coomans, 1993
  - Conus korni G. Raybaudi Massilia, 1993
  - Conus kuiperi Moolenbeek, 2006
  - Conus levis (Bozzetti, 2012)
  - Conus scalarispira (Bozzetti, 2012)
- Conus (Pseudonoduloconus) J. K. Tucker & Tenorio, 2009
  - Conus carnalis G. B. Sowerby III, 1879
- Conus (Pseudopterygia) J. K. Tucker & Tenorio, 2013
  - Conus terryni Tenorio & Poppe, 2004
- Conus (Puncticulis) Swainson, 1840
  - Conus arenatus Hwass in Bruguière, 1792
  - Conus caracteristicus Fischer von Waldheim, 1807
  - Conus pulicarius Hwass in Bruguière, 1792
  - Conus vautieri Kiener, 1847
  - Conus zeylanicus Gmelin, 1791
- Conus (Pyruconus) Olsson, 1967
  - Conus fergusoni G. B. Sowerby II, 1873
  - Conus haytensis G. B. Sowerby I, 1850 †
  - Conus molis A. P. Brown & Pilsbry, 1911 †
  - Conus patricius Hinds, 1843
  - Conus recognitus Guppy, 1867 †
- Conus (Quasiconus) J. K. Tucker & Tenorio, 2009
  - Conus melvilli G. B. Sowerby III, 1879
  - Conus tuticorinensis Röckel & Korn, 1990
- Conus (Rhizoconus) Mörch, 1852
  - Conus capitaneus Linnaeus, 1758
  - Conus cumingii Reeve, 1848
  - Conus hyaena Hwass in Bruguière, 1792
  - Conus miles Linnaeus, 1758
  - Conus mustelinus Hwass in Bruguière, 1792
  - Conus namocanus Hwass in Bruguière, 1792
  - Conus peli Moolenbeek, 1996
  - Conus pertusus Hwass in Bruguière, 1792
  - Conus rattus Hwass in Bruguière, 1792
  - Conus rawaiensis da Motta, 1978
  - Conus taitensis Hwass in Bruguière, 1792
  - Conus vexillum Gmelin, 1791 (syn. Conus paulkersteni Thach, 2017)
  - Conus wilsi Delsaerdt, 1998
- Conus (Rubroconus) J. K. Tucker & Tenorio, 2013
  - Conus coccineus Gmelin, 1791
- Conus (Sandericonus) Petuch, 2013
  - Conus carioca Petuch, 1986
  - Conus ednae (Petuch, 2013)
  - Conus sanderi Wils & Moolenbeek, 1979
- Conus (Sciteconus) da Motta, 1991
  - Conus algoensis G. B. Sowerby I, 1834
  - Conus ariejoostei (S. G. Veldsman, 2016)
  - Conus bairstowi G. B. Sowerby III, 1889
  - Conus brianhayesi Korn, 2001
  - Conus gradatulus Weinkauff, 1875
  - Conus infrenatus Reeve, 1848
  - Conus mpenjatiensis (S. G. Veldsman, 2016)
  - Conus nahoonensis (S. G. Veldsman, 2016)
  - Conus pictus Reeve, 1843
  - Conus velliesi (S. G. Veldsman, 2016)
  - Conus xhosa (S. G. Veldsman, 2016)
- Conus (Splinoconus) da Motta, 1991
  - Conus alconnelli da Motta, 1986
  - Conus bayani Jousseaume, 1872
  - Conus biliosus (Röding, 1798)
  - Conus boeticus Reeve, 1844
  - Conus bondarevi Röckel & G. Raybaudi Massilia, 1992
  - Conus caillaudi Kiener, 1846
  - Conus capitanellus Fulton, 1938
  - Conus capreolus Röckel, 1985
  - Conus corallinus Kiener, 1847
  - Conus danilai Röckel & Korn, 1990
  - Conus dayriti Röckel & da Motta, 1983
  - Conus empressae Lorenz, 2001
  - Conus fumigatus Hwass in Bruguière, 1792
  - Conus gloriakiiensis Kuroda & Itô, 1961
  - Conus hamamotoi Yoshiba & Koyama, 1984
  - Conus hoaraui (Monnier & Limpalaër, 2015)
  - Conus hughmorrisoni Lorenz & Puillandre, 2015
  - Conus lenavati da Motta & Röckel, 1982
  - Conus malacanus Hwass in Bruguière, 1792
  - Conus malcolmi (Monnier & Limpalaër, 2015)
  - Conus martensi E. A. Smith, 1884
  - Conus montillai Röckel, 1985
  - Conus nielsenae Marsh, 1962
  - Conus nucleus Reeve, 1848
  - Conus papuensis Coomans & Moolenbeek, 1982
  - Conus pauperculus G. B. Sowerby I, 1834
  - Conus purissimus Filmer, 2011
  - Conus queenslandis da Motta, 1984
  - Conus recluzianus Bernardi, 1853
  - Conus reductaspiralis Walls, 1979
  - Conus richardsae Röckel & Korn, 1992
  - Conus roseorapum G. Raybaudi & da Motta, 1990
  - Conus ruthae (Monnier & Limpalaër, 2013)
  - Conus shikamai Coomans, Moolenbeek & Wils, 1985
  - Conus sukhadwalai Röckel & da Motta, 1983
  - Conus thevenardensis da Motta, 1987
  - Conus tribblei Walls, 1977
  - Conus troendlei Moolenbeek, Zandbergen & Bouchet, 2008
  - Conus typhon Kilburn, 1975
  - Conus urashimanus Kuroda & Itô, 1961
  - Conus vanvilstereni (Moolenbeek & Zandbergen, 2013)
  - Conus viola Cernohorsky, 1977
  - Conus voluminalis Reeve, 1843
- Conus (Stephanoconus) Mörch, 1852
  - Conus archon Broderip, 1833
  - Conus aurantius Hwass in Bruguière, 1792
  - Conus bartschi G. D. Hanna & A. M. Strong, 1949
  - Conus bellacoensis Hendricks, 2015 †
  - Conus brunneus W. Wood, 1828
  - Conus cedonulli Linnaeus, 1767
  - Conus chiangi (Azuma, 1972)
  - Conus curassaviensis Hwass in Bruguière, 1792
  - Conus dominicanus Hwass in Bruguière, 1792
  - Conus duffyi Petuch, 1992
  - Conus fuscatus Born, 1778
  - Conus gouldi Hendricks, 2015 †
  - Conus granarius Kiener, 1847
  - Conus harlandi Petuch, 1987
  - Conus imperialis Linnaeus, 1758
  - Conus julieandreae Cargile, 1995
  - Conus mappa [Lightfoot], 1786
  - Conus polongimarumai Kosuge, 1980
  - Conus pseudaurantius Vink & Cosel, 1985
  - Conus pseudimperialis Moolenbeek, Zandbergen & Bouchet, 2008
  - Conus regius Gmelin, 1791
  - Conus sanguineus Kiener, 1850
  - Conus sewalli Maury, 1917 †
  - Conus solidus Gmelin, 1791
  - Conus woodringi Hendricks, 2018 †
  - Conus zonatus Hwass in Bruguière, 1792
- Conus (Strategoconus) da Motta, 1991
  - Conus athenae Filmer, 2011
  - Conus augur [Lightfoot], 1786
  - Conus axelrodi Walls, 1978
  - Conus circumactus Iredale, 1929
  - Conus dedonderi (Goethaels & D. Monsecour, 2013)
  - Conus ferrugineus Hwass in Bruguière, 1792
  - Conus generalis Linnaeus, 1767
  - Conus hanshassi (Lorenz & Barbier, 2012)
  - Conus maldivus Hwass in Bruguière, 1792
  - Conus monile Hwass in Bruguière, 1792
  - Conus planorbis Born, 1778
  - Conus splendidulus G. B. Sowerby I, 1833
  - Conus striatellus Link, 1807
  - Conus suduirauti Raybaudi Massilia, 2004
  - Conus swainsoni Estival & Cosel, 1986
  - Conus varius Linnaeus, 1758
- Conus (Tesselliconus) da Motta, 1991
  - Conus devorsinei (Petuch, Berschauer & Poremski, 2015)
  - Conus eburneus Hwass in Bruguière, 1792
  - Conus edaphus Dall, 1910
  - Conus sandwichensis Walls, 1978
  - Conus suturatus Reeve, 1844
  - Conus tessulatus Born, 1778
- Conus (Textilia) Swainson, 1840
  - Conus adamsonii Broderip, 1836
  - Conus bullatus Linnaeus, 1758
  - Conus cervus Lamarck, 1822
  - Conus chiapponorum Lorenz, 2004
  - Conus cymbioides Monnier, Tenorio, Bouchet & Puillandre, 2018
  - Conus dusaveli (H. Adams, 1872)
  - Conus julii Liénard, 1870
  - Conus solangeae Bozzetti, 2004
  - Conus timorensis Hwass in Bruguière, 1792
  - Conus vicweei Old, 1973
- Conus (Turriconus) Shikama & Habe, 1968
  - Conus acutangulus Lamarck, 1810
  - Conus aequiquadratus Monnier, Tenorio, Bouchet & Puillandre, 2018
  - Conus andremenezi Olivera & Biggs, 2010
  - Conus beatrix Tenorio, Poppe & Tagaro, 2007
  - Conus cylindraceus Broderip & G. B. Sowerby I, 1830
  - Conus excelsus G. B. Sowerby III, 1908
  - Conus gondwanensis Röckel & Moolenbeek, 1995
  - Conus gratacapii Pilsbry, 1904
  - Conus luciae Moolenbeek, 1986
  - Conus milesi E. A. Smith, 1887
  - Conus miniexcelsus Olivera & Biggs, 2010
  - Conus praecellens A. Adams, 1855
  - Conus rizali Olivera & Biggs, 2010
  - Conus stupa (Kuroda, 1956)
  - Conus stupella (Kuroda, 1956)
- Conus (Virgiconus) Cotton, 1945
  - Conus artoptus G. B. Sowerby I, 1833
  - Conus austroviola Röckel & Korn, 1992
  - Conus berdulinus Veillard, 1972
  - Conus coelinae Crosse, 1858
  - Conus emaciatus Reeve, 1849
  - Conus flavidus Lamarck, 1810
  - Conus frigidus Reeve, 1848
  - Conus kintoki Habe & Kosuge, 1970
  - Conus malabaricus (Monnier, Limpalaër & Tenorio, 2017)
  - Conus moreleti Crosse, 1858
  - Conus spiceri Bartsch & Rehder, 1943
  - Conus terebra Born, 1778
  - Conus tethys (Petuch & Sargent, 2011)
  - Conus violaceus Gmelin, 1791
  - Conus virgo Linnaeus, 1758
- Conus (Virroconus) Iredale, 1930
  - Conus abbreviatus Reeve, 1843
  - Conus aristophanes G. B. Sowerby II, 1857
  - Conus chaldaeus (Röding, 1798)
  - Conus coronatus Gmelin, 1791
  - Conus dorreensis Péron, 1807
  - Conus ebraeus Linnaeus, 1758
  - Conus encaustus Kiener, 1845
  - Conus judaeus Bergh, 1895
  - Conus lecourtorum (Lorenz, 2011)
  - Conus miliaris Hwass in Bruguière, 1792
  - Conus taeniatus Hwass in Bruguière, 1792
  - Conus tiaratus G. B. Sowerby I, 1833

Folgende Namen von Untergattungen wurden synonymisiert:
- Conus (Coronaxis) Swainson, 1840 ist Conus (Conus) Linnaeus, 1758
- Conus (Ongoconus) da Motta, 1991 ist Conus (Splinoconus) da Motta, 1991
- Conus (Spuriconus) Petuch, 2003 ist Conus (Lindaconus) Petuch, 2002
- Conus (Strioconus) Thiele, 1929 ist Conus (Pionoconus) Mörch, 1852
- Conus (Theliconus) Swainson, 1840 ist Conus (Hermes) Montfort, 1810 (objektives Synonym)